# Gregory Peck
Eldred Gregory Peck (wym. [ˈgrɛgəri pɛk]; ur. 5 kwietnia 1916 w San Diego, zm. 12 czerwca 2003 w Los Angeles) – amerykański aktor filmowy, teatralny i telewizyjny, producent oraz działacz społeczny i humanitarny. Uważany za jedną z największych i najwybitniejszych gwiazd filmowych w historii amerykańskiej kinematografii, a także jedną z legend i ikon „Złotej Ery Hollywood”.
Karierę sceniczną rozpoczął pod koniec lat 30. XX wieku na scenie uniwersyteckiej. Na początku lat 40. występował m.in. na Broadwayu. W 1944 zadebiutował w dramacie wojennym Dni chwały. We wczesnych latach wykreował charakterystyczny dla siebie typ poważnego bohatera przywiązanego do wartości moralnych, odznaczającego się inteligencją i wytrwałością (Klucze królestwa;  1944, Dżentelmeńska umowa; 1947), który portretował najczęściej w trakcie kariery. Przekrój jego dorobku stanowiły też role o bardziej skomplikowanej osobowości, nastawionej na większy dramatyzm i warstwę psychologiczną (Urzeczona; 1945), cechujące się bezwzględnością i żądzą zemsty (Pojedynek w słońcu; 1946, Moby Dick; 1956), czy lżejsze kreacje o komediowym charakterze (Rzymskie wakacje; 1953). Pamiętne role stworzył w westernach Jim Ringo (1950) i Biały Kanion (1958).
W trakcie 62-letniej kariery pięciokrotnie uzyskiwał nominacje do nagrody Akademii Filmowej w kategorii dla najlepszego aktora pierwszoplanowego, z czego zdobył jednego Oscara – za sportretowanie prawnika Atticusa Fincha w dramacie obyczajowym Zabić drozda (1962). Poza aktorstwem działał w różnych organizacjach filmowych; m.in. w latach 1967–1970 pełnił funkcję przewodniczącego Amerykańskiej Akademii Sztuki i Wiedzy Filmowej (AMPAS). Był także jednym ze współzałożycieli American Film Institute (AFI). Laureat licznych nagród przemysłu filmowego, przyznawanych m.in. za całokształt pracy artystycznej. W 1969 odznaczony Medalem Wolności. W 1977 otrzymał francuski Order Sztuki i Literatury w klasie Komandora. W 1993 przyznano mu Order Legii Honorowej w klasie Kawalera (w 1995 awansowany do klasy Komandora), a w 1998 Narodowy Medal Sztuki.
Do innych ważnych filmów w jego dorobku należą m.in.: Dolina decyzji (1945), Roczniak (1946), Z jasnego nieba (1949), Dawid i Betszeba oraz Kapitan Hornblower (oba z 1951), Ostatni brzeg (1959), Działa Navarony (1961) i Omen (1976). Wystąpił w 53 produkcjach fabularnych. W 1999 AFI sklasyfikował jego nazwisko na 12. miejscu w rankingu „największych aktorów wszech czasów” (The 50 Greatest American Screen Legends).

## Życiorys

### Rodzina i młodość

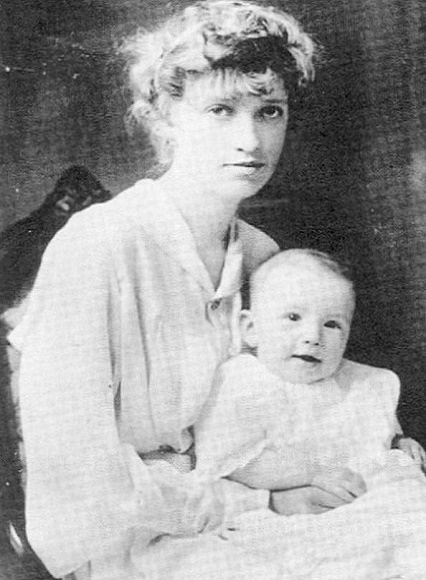
Peck w okresie niemowlęctwa ze swoją matką Bernice Mae „Bunny” Ayres (na zdj. ok. 1916–1917)

Eldred Gregory Peck urodził się 5 kwietnia 1916 w rodzinnym bungalowie, zbudowanym przez jego ojca za 4 tys. dolarów, w La Jolla, dzielnicy San Diego w stanie Kalifornia. Imię Eldred wybrała mu matka, która znalazła je w książce telefonicznej. Jego ojciec, Gregory Pearl Peck (1886–1962) – urodzony w Rochester w stanie Nowy Jork – był angielsko-irlandzkiego pochodzenia. Dzieciństwo spędził na rodzinnej farmie w Irlandii (mieszkał tam od sześciu do dziesięciu lat). Niespełna rok po narodzinach zabrała go tam matka Catherine Ashe (1864–1928), kiedy jej mąż Samuel „Sam” Peck (1865–1887) zmarł na błonicę. Ashe pochodziła z Annascaul, wioski położonej na półwyspie Dingle w hrabstwie Kerry, gdzie jej ojciec John był rolnikiem. W 1884, ze względu na pogarszającą się sytuację bytową – spowodowaną początkami irlandzkiej klęski głodu – wyemigrowała do krewnych do Stanów Zjednoczonych. W Rochester poznała mającego angielskie korzenie Samuela Pecka, z którym zawarła związek małżeński. Powróciwszy ponownie z nastoletnim synem w latach 90. XIX wieku za ocean, zapisała go do katolickiej szkoły, sama zaś z powodzeniem pracowała w branży handlowej, jako wędrowna sprzedawczyni. Ponownie wyszła za mąż.
W 1910 Gregory Pearl Peck, ukończywszy farmakologię na Uniwersytecie Michigan (U-M) w Ann Arbor w stanie Michigan, przez rok pracował w H.L. Setchel’s, jedynej aptece w La Jolla. Dzięki pomocy finansowej ze strony matki (wsparła go kwotą 10 tys. dolarów), w 1911 nabył własny sklep. Pracując w założonej przez siebie aptece zyskał przydomek „Doc”. Udzielał się też w lokalnych drużynach baseballowych i koszykarskich (w drugiej z nich piastował funkcję kapitana) oraz występował w zespole muzycznym.
Posiadająca angielsko-szkockie pochodzenie matka Pecka, Bernice Mae „Bunny” Ayres (1894–1992), urodzona w Saint Louis w stanie Missouri, miała sześcioro starszego rodzeństwa; dwie siostry oraz czterech braci. Przed przybyciem do San Diego pracowała jako operatorka centrali telefonicznej. Jej ojciec, John Daggett Ayres (1846–1912), był kapitanem łodzi rzecznych, przemierzających rzeki Missisipi i Missouri w XIX wieku (później piastował inne stanowiska, w tym leśniczego, urzędnika, sekretarza i radcy prawnego), z kolei matka, Katherine „Katie” Elizabeth Ayres (z domu Forse; 1853–1942), urodziła się w Pittsburghu w stanie Pensylwania.

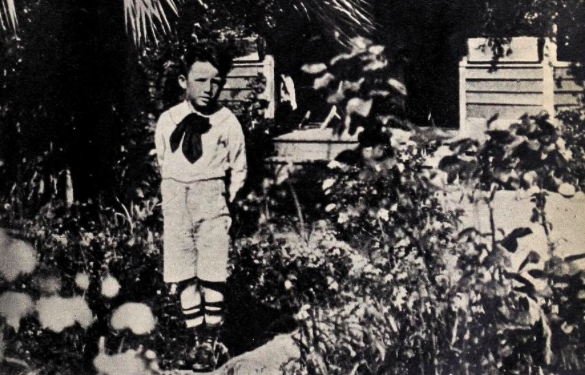
Peck w dzieciństwie (na zdj. ok. 1920)

Rodzice Pecka pobrali się 4 czerwca 1915 w Cathedral Basilica of Saint Louis. Ayres, wychowana w wierze episkopalnej, przeszła na katolicyzm, religię męża. Krótko po ślubie w małżeństwie zaczęło dochodzić do częstych napięć, głównie ze względów finansowych, powodowanych niefrasobliwością Pecka w prowadzeniu swojej apteki. W konsekwencji rodzina była zmuszona przeprowadzić się z domu w La Jolla do mieszkania w San Diego. Rozstali się w 1918. Ayres razem z synem zamieszkała u siostry Myrtle i jej męża, Charlesa Rannellsa. 3 lutego 1921 złożyła pozew o rozwód, oskarżając męża o przemoc domową i znęcanie się nad kilkuletnim synem. Decyzją sądu otrzymał on zakaz zbliżania się do rodziny. W wyniku licznych próśb ze strony męża, wycofała pozew 16 lutego – Peck za główną przyczynę separacji rodziców wymieniał dzielącą ich różnicę wieku oraz kłopoty finansowe; nie potwierdzał stosowania przemocy przez ojca (o którym wypowiadał się czule), mówiąc, że „nic takiego nigdy się nie wydarzyło”. Pięć miesięcy po pojednaniu ponownie opuściła męża, a rozwód uzyskała 30 lipca 1922. Sąd zobowiązał Pecka seniora do płacenia alimentów w wysokości 30 dolarów miesięcznie i kolejnych 20 dolarów na dziecko.
Po rozwodzie zamieszkał wraz z ojcem w San Diego. W kwietniu zapisano go do miejscowej Little Red School House, lecz decyzją rodziców wyjechał do matki do Saint Louis, która wznowiła pracę operatorki centrali telefonicznej. Wynajęła dla siebie i syna pokój w rozległym pensjonacie, będącym domem dla różnych urzędników sklepowych, kelnerów oraz komiwojażerów. W ocenie Pecka miejsce to symbolizowało szalone lata dwudzieste i było „żywcem wyjęte ze sztuki Tennessee Williamsa”. Podejmował się licznych prac dorywczych – czyścił buty za 10 centów, handlował gazetami na ulicy, a także raz lub dwa razy w tygodniu sprzedawał w pensjonacie graczom pokera własną lemoniadę za centa od szklanki.

#### Edukacja i zainteresowanie kinem

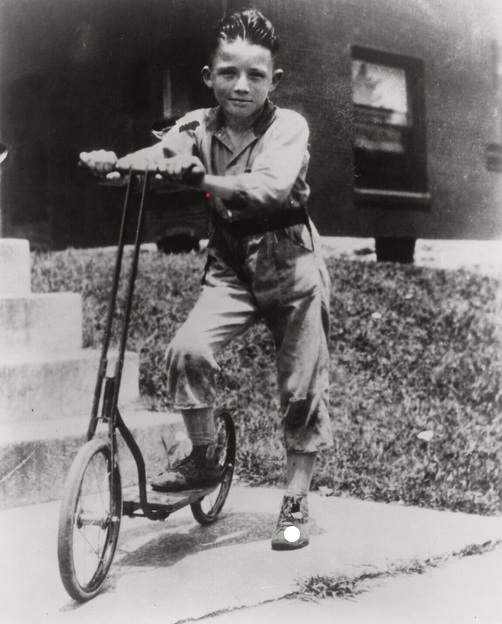
Nastoletni Peck w latach 20. (na zdj. ok. 1925)

Po pół roku przenieśli się do jednego z braci Ayres, Bena, pracującego jako motorniczy tramwaju w San Francisco. Przez krótki czas uczęszczał do miejscowej placówki szkolnej, a następnie wrócił z matką do San Diego, gdy ta zatrudniła się w charakterze kelnerki w herbaciarni z wynagrodzeniem 25 dolarów miesięcznie. Edukację rozpoczął w La Jolla Elementary School, w której nie wyróżniał się ani naukowo ani sportowo. W piątej klasie zadebiutował w przedstawieniu opartym na greckim micie Puszka Pandory, lecz – jak pisał Gary Fishgall – aktorstwo uważał za zajęcie „dla dziewczyn oraz mięczaków” (nastawienie w niewielkim stopniu zmieniła rola podróżnika napadniętego przez bandytów, odegrana na letnim obozie w następnym roku). W okresie nauki w szkole podstawowej był wycofanym dzieckiem, nie nawiązującym bliższych kontaktów z rówieśnikami.
Gdy Ayres otrzymała pracę recepcjonistki telefonicznej w agencji reklamowej w Los Angeles, zostawiła syna pod opieką swej matki, Katherine (ojciec, z uwagi na pracę na nocnych dyżurach w aptece, nie był w stanie zajmować się nim w pełnym wymiarze). Trzy lata mieszkali w małym domu przy 7453 High Avenue, wynajętym przez jego matkę, nieopodal Myrtle i Charlesa Rannellsów oraz czwórki ich dzieci, dzięki czemu regularnie przebywał w towarzystwie rówieśników w stabilnym środowisku rodzinnym. W owym czasie przygarnął bezdomnego psa, brązowo-czarnego kundla (nadał mu imię Bud i dokarmiał w drodze ze szkoły). W 1924 ojciec, w porozumieniu z babką i  bez wiedzy Pecka – któremu wmówiono, że pies zaginął – był zmuszony się go pozbyć ze względu na głośne szczekanie, zakłócające spokój sąsiadów. Pracująca w Los Angeles matka coraz rzadziej go odwiedzała; w 1926 wyszła za mąż za Josepha Maysucha i wyjechała z nim do San Francisco. Ojciec, w dni wolne od pracy, zabierał go na wycieczki i odwiedzał w każdy czwartek.
Wychowywał się w wierze katolickiej, a o jego edukację religijną dbała babka, regularnie czytając mu Biblię. Jak mówił: „Byłem zafascynowany nie tyle lekcjami i doktrynami, ale wszystkimi wspaniałymi historiami i opowieściami o przygodach i chaosie”, dodając, że dała mu ona wyczucie teatralności i „podsyciła moją miłość do opowiadania historii, legend, dramatów, poświęcenia, cierpienia i radości”. Wraz z babką i rodziną Rannellsów uczęszczał na niedzielne msze do Kościoła episkopalnego pod wezwaniem św. Jakuba.

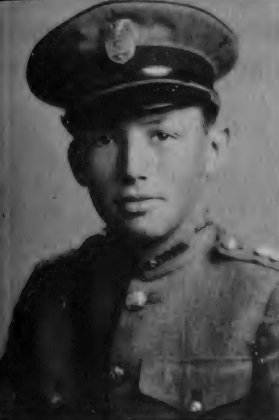
Peck jako kadet w St. John’s Military Academy (na zdj. ok. 1929)

W młodości zainteresował się filmem, formą rozrywki podzielaną przez babkę. Wspólnie uczęszczali do The Granada Theater, oglądając na srebrnym ekranie m.in. Lillian Gish w Szkarłatnej literze (1926, reż. Victor Sjöström). „Chodziliśmy na filmy dwa lub trzy razy w tygodniu. Lubiłem Hoot Gibsona i Toma Mixa… Ale ten którego zapamiętałem najbardziej to Lon Chaney w Upiorze w operze [1925]. Dostałem gęsiej skórki, a moje włosy stały dęba” – wspominał. Lubił również produkcje z udziałem Rin Tin Tina. Gerard Molyneaux napisał, że istotną rolę w jego młodości odegrała babka i wujek Charles, którzy „dostarczali mu poczucie troski rodzinnej i pozwalali w pełni korzystać z dziecięcej swobody”. Peck mieszkanie z babką uważał za „najszczęśliwszy czas w moim dzieciństwie”.
Rodzice, chcąc zapewnić mu bardziej stabilne otoczenie w okresie dorastania, posłali go gdy miał 10 lat do katolickiego gimnazjum St. John’s Military Academy z internatem w Los Angeles, które mieściło się przy Washington Boulevard i było prowadzone przez irlandzki zakon Sióstr Miłosierdzia oraz weteranów z czasów I wojny światowej. Odnosząc się do decyzji rodziców, przyznał: „Może moja matka i ojciec zdecydowali, że miałem za dużo zabawy w La Jolla, albo uznali, że potrzebowałem dyscypliny”. Mając 12 lat został ministrantem, a rok później – wyróżniając się na zajęciach z musztry – mianowano go kapitanem korpusu kadetów; dowodził sześćdziesięcio-osobową grupą pierwszoklasistów w kompanii D. Prowadzona przezeń jednostka otrzymała szkolny złoty medal za doskonałość. „Krzyczałem na nich jak Erich von Stroheim. Bóg wie, co zrobiłem z psychiką tych biednych małych dzieci” – wspominał. Przystosowawszy się do życia szkolnego objął również stanowisko redaktora miesięcznika „The Bugle Call”, dzięki czemu rozwinął umiejętność pisania. Mimo to niecierpliwie wyczekiwał końca każdego miesiąca, gdy uczniowie mogli przyjechać na weekend do domu. Placówkę ukończył wiosną 1930.

### Lata 30.

#### Kontynuacja nauki i praca

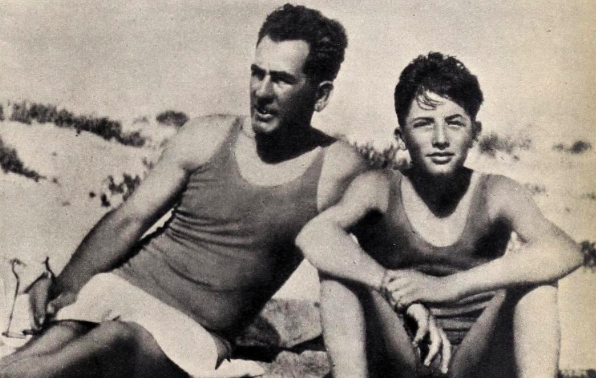
16-letni Peck (po prawej) z ojcem w La Jolla (1930)

Powróciwszy do San Diego ponownie zamieszkał z ojcem, a jesienią zapisał się na drugi rok na San Diego High School (SDHS). Był niewyróżniającym się uczniem, nie posiadającym sprecyzowanych planów co do swej przyszłości. Poza uczelnią udzielał się w męskim programie rozrywkowym Boy’s Hi Jinx oraz jako członek chóru. W szkole średniej uczestniczył w zajęciach sportowych; mimo wysokiego wzrostu – zdaniem Fishgalla – uchodził za „chudego i niezdarnego”. Po tym jak zapisał się do San Diego Rowing Club, wioślarstwo stało się jego głównym zajęciem sportowym. Należał też – wraz z ojcem – do miejscowego klubu sportowego. We wspomnieniach kolegów jawił się jako „boleśnie nieśmiały”, „niezdarny w ruchu” i „nieimponujący”. W ostatniej klasie pominięto jego kandydaturę przy obsadzaniu głównej roli męskiej w przedstawieniu Oh Wilbur. Naukę w szkole średniej ukończył 16 czerwca 1933.

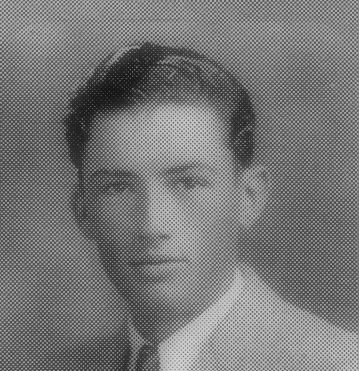
Peck w okresie nauki w szkole średniej (lata 30.)

Jesienią zapisał się na San Diego State Teachers College. Brał udział w standardowych kursach przeglądowych – obowiązkowych dla studentów pierwszego roku – a jako przedmiot fakultatywny wybrał wystąpienia publiczne. Wygłosiwszy na zajęciach fragment sztuki The Emperor Jones autorstwa Eugene’a O’Neilla z 1920, był zachęcany przez profesora Paula Pfaafa do studiowania aktorstwa (pod jego kierunkiem odbył także prezentację ze „sceny nosa” z Cyrano de Bergerac Edmonda Rostanda). W ocenie Pfaafa „wszystkie swoje zadania wykonywał z wyczuciem i zrozumieniem”. Wstąpił też do bractwa ochrony środowiska Epsilon Eta.
Po roku zrezygnował z nauki i znalazł zatrudnienie w Union Oil Company, zaczynając jako dozorca lub stróż nocny. Z czasem awansował na stanowisko kierowcy transportującego benzynę na stacje firmowe (Union 76) w rejonie San Diego. Jego wynagrodzenie wynosiło 125 dolarów miesięcznie. Za zaoszczędzone pieniądze kupił swój pierwszy samochód, niebieski model terenowego Forda A. Motywowany chęcią uzupełnienia wykształcenia, a także poszukiwania innej drogi życiowej, wznowił edukację na San Diego State Teachers College, przez rok studiując historię, literaturę i nauki ścisłe. Poświęcając czas na naukę, znacznie poprawił oceny (jak przyznawał, pierwszy raz dostawał A i B), dzięki czemu otrzymał możliwość przeniesienia się na Uniwersytet Kalifornijski w Berkeley (Cal).
Zarówno ojciec, jak i matka (regularnie odwiedzał ją i ojczyma w pobliskim San Francisco) wspomagali go drobnymi sumami. By dorobić do czesnego, wynoszącego 26 dolarów, imał się różnych prac dorywczych – pracował jako woźny za 40 dolarów miesięcznie w pensjonacie (mieszkał w nim przez trzyletni czas studiowania w Berkeley), wynajmował za 2 dolary od osoby miejsca parkingowe na kampusie i był kelnerem-pomywaczem w domu studenckim Alpha Gamma Delta. Za godzinę pracy przysługiwało mu prawo do darmowych posiłków.
Początkowo, mając lekarskie ambicje, studiował medycynę, lecz problemy z przedmiotami ścisłymi spowodowały, że zmienił kierunek na filologię angielską. Brał też udział w zajęciach z antropologii, historii,  politologii i psychologii. Rozwinął swoje zainteresowania o grafikę, muzykę, sztukę i kultywował pasję czytania książek, a w latach 1937–1938 należał do uniwersyteckiej kadry juniorów w wioślarstwie. „Byłem politycznym ignorantem, dopóki nie pojechałem do Berkeley podczas wielkiego kryzysu” – wspominał.

#### Początki kariery
| „Przypuszczam, że częścią mojego zamiłowania do tego [aktorstwa] było to, że mogłem być kimś innym. Moja prawdziwa osobowość zawsze była powstrzymywana. Kto wie dlaczego? Chyba nie miałem zbyt ciepłego dzieciństwa. Naprawdę nazywałem się Eldred Peck. To dość represyjne.”– Gregory Peck |

Jesienią 1938 przyjął od Jamesa Fitzgeralda propozycję przesłuchania do roli pierwszego oficera Starbucka w przygotowywanym przezeń spektaklu na podstawie powieści Hermana Melville’a z 1851 – Moby Dick. 29 września zadebiutował na scenie kampusu uniwersyteckiego w reżyserowanej przez Jacka Thompsona komedii starogreckiej Lizystrata Arystofanesa, jako przywódca starego ludu. Według asystentki reżysera „był trochę niezręczny na scenie”. Sam siebie uważał za „niezręcznego, sztywnego i skrępowanego”. W tym samym roku zaangażowano go do sztuki Rain from Heaven w reżyserii Everetta Glassa, wystawianej w sali wykładowej Wheeler Auditorium. W opinii pozostałych członków obsady nieprzekonująco wypadł w roli antysemity Randa Elderidge’a, głównie z powodu braku doświadczenia scenicznego, pozwalającego na obdarzenie swojej postaci przekonaniami, których nie podzielał. 17 listopada wystąpił w Moby Dicku, wystawionym na scenie Wheeler Auditorium.

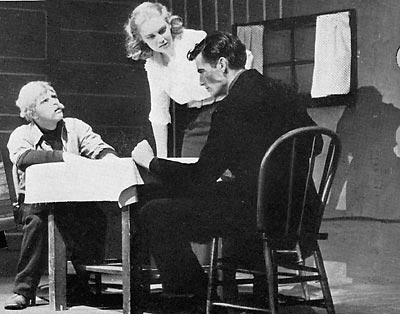
Peck w spektaklu Anna Christie (1939) na kampusie Uniwersytetu Kalifornijskiego

W styczniu 1939 otrzymał niewielką rolę w sztuce Invitation to Murder Rufusa Kinga, reżyserowanej przez Fitzgeralda. Pierwszą główną kreację stworzył w dramacie Anna Christie O’Neilla z 1921, portretując marynarza Matta Burke’a. Chociaż spektakl w reżyserii Edwina Duerra cieszył się powodzeniem, a oba przedstawienia – z 17 i 18 marca – wyprzedano, recenzje co do występu Pecka były mieszane; rocznik uniwersytecki The Blue & Gold chwalił „znakomite aktorstwo” całej obsady sztuki, z kolei „The Daily Californian” wystawił jednoznacznie krytyczną opinię, pisząc: „Eldred Peck… prawie zagroził sukcesowi spektaklu swoim pokazem niedoświadczonej techniki aktorskiej. Brak opanowania był jego główną winą. Nie było prawie żadnych różnic w jego gestach ani głosie, więc nigdy nie dokonał trudnej przemiany z zawadiackiego marynarza w odmienionego człowieka, który doświadczył prawdziwych emocji”.
Mimo że Anna Christie była jego ostatnim występem scenicznym na uczelni, to zdaniem Fishgalla „w aktorstwie w końcu znalazł coś, co chciał robić przez resztę życia”. Spotkawszy Crahana Dentona, absolwenta Uniwersytetu i od 1938 studenta nowojorskiej Neighborhood Playhouse School of the Theatre, podjął decyzję o kontynuowaniu nauki aktorstwa we wspomnianej placówce. Wspierała go w niej matka, w przeciwieństwie do sceptycznego ojca, uważającego, że syn będzie wyśmiewany i spłukany, a w wieku 35 lat zostanie zmuszony do pożyczania od niego pieniędzy.
Tytuł licencjata Uniwersytetu Kalifornijskiego otrzymał z opóźnieniem, bo dopiero w 1941. Podsumowując trzyletni okres na uczelni, przyznawał, że „Berkeley mnie obudziło do życia i uczyniło ze mnie człowieka”.

#### Neighborhood Playhouse School of the Theatre

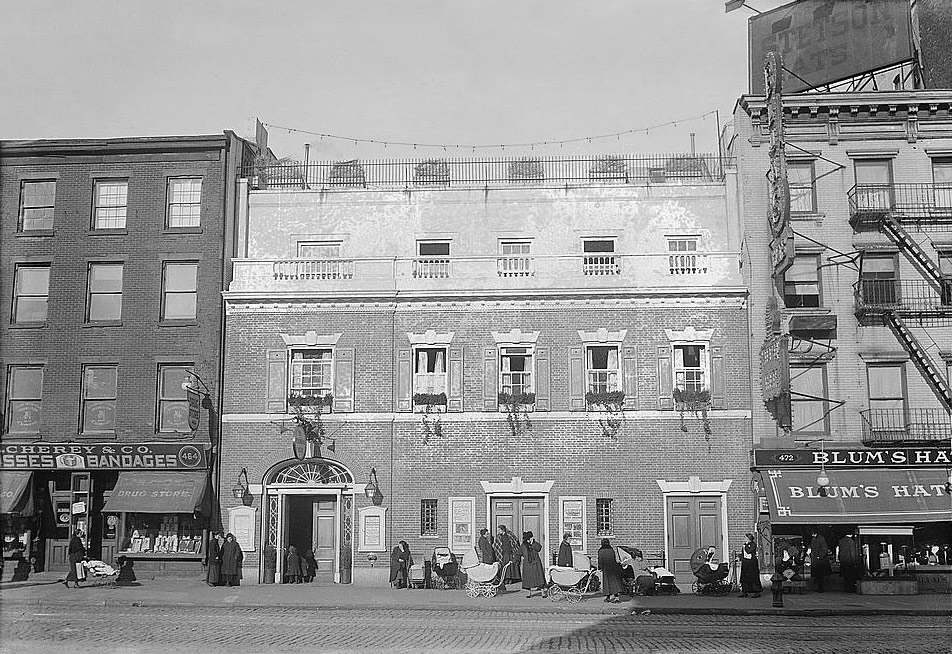
Na zdj. dawna siedziba Neighborhood Playhouse School of the Theatre (1916), gdzie Peck uczęszczał w latach 1939–1941

Po zdaniu egzaminu końcowego, latem 1939 przeniósł się do Nowego Jorku. Dokonał również zmiany imienia z Eldred na Gregory. Wynajął za 6 dolarów pokój przy zachodniej części 54th Street na Manhattanie. Dzięki listowi polecającemu od swego ojczyma, dostał pracę naganiacza podczas wystawy światowej w Nowym Jorku. Pracował od południa do północy przez dwanaście godzin, z półgodzinnymi przerwami. Po miesiącu, z obawy o nadwyrężenie strun głosowych, zrezygnował i postanowił poszukać innego zajęcia.
24 lipca dowiedział się, że został przyjęty na pierwszy rok nauki w prestiżowej Neighborhood Playhouse School of the Theatre – specjalizującej się w nauce metodą Sanforda Meisnera. Otrzymawszy pozytywną opinię ze strony administracji placówki, przyznano mu stypendium, dzięki któremu nie opłacał czesnego. Z racji tego, że inaugurację roku akademickiego wyznaczono na 3 października, był zmuszony do znalezienia pracy dającej stały dochód. Przez dwa miesiące – mimo nieznajomości topografii miasta – oprowadzał wycieczki po kompleksie Rockefeller Center i Radio City Music Hall (kierownikowi wmówił, że jest rodowitym nowojorczykiem). Jego średni tygodniowy zysk mieścił się w przedziale od 40 do 54 dolarów.

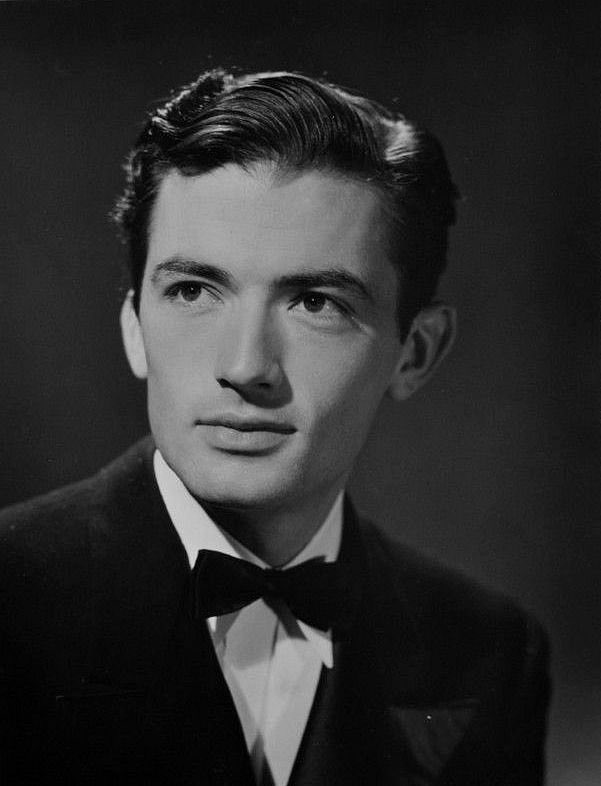
Peck pozujący dla agencji Arthura Manninga (1939)

W trakcie pierwszego roku intensywnie studiował naukę Meisnera, choć przyznawał, że brakowało mu „emocjonalnej wolności”. Podczas ćwiczeń z ruchu u Marthy Graham doznał trwałego urazu kręgosłupa – zdiagnozowano pęknięcie dysku i przemieszczenie kręgu. Z tego powodu kilka miesięcy później otrzymał na komisji poborowej kategorię 4-F i został zwolniony z obowiązkowej służby wojskowej – różne studia filmowe i źródła przez lata powielały zmyśloną przez wytwórnię 20th Century Fox historię, mówiącą, że uraz był wynikiem uprawiania wiosłowania.
Mimo cotygodniowego stypendium w wysokości 10 dolarów i pożyczek od administracji placówki, borykał się z problemami finansowymi; z trudem starczało mu pieniędzy na opłacenie czynszu, kupienie jedzenia i ubrań. Wynajął pokój przy 42 West 54th Street, znajdujący się nieopodal szkoły aktorskiej. Gdy występował problem z zapłatą czynszu lub zakwaterowaniem, zamykał swoje rzeczy w szafce na Grand Central Terminal (GCT) i sypiał na ławce w Central Parku. Podpisawszy umowę z agencją Arthura Manninga podjął pracę – za 25 dolarów tygodniowo – modela dla Montgomery Ward, reklamując m.in. garnitury i stroje do tenisa, a jego zdjęcia ukazały się w 1940 w wiosennym katalogu korporacji. Wziął też udział w reklamie mydła Palmolive i wystąpił w charakterze pracownika liniowego w broszurze New Jersey Lighting Corporation (Lynn Haney pisała, że w chwilach „rozpaczliwego obrotu spraw” sprzedawał swoją krew). Molyneaux twierdził, że jako student szkoły aktorskiej, dzięki tym oświadczeniom, udoskonalił on pozę „patrzenia w daleką przyszłość”, która posłużyła mu w późniejszym czasie w teatrze i w filmie.

### Lata 40.
Pod koniec pierwszego roku nauki w Neighborhood Playhouse School of the Theatre, za wygłoszenie fragmentu dramatu Maxwella Andersona Saturday’s Children z 1927, wygrał stypendium, uprawniające go do odbycia letniej praktyki w zarządzanym przez Roberta Porterfielda Barter Theatre w Abingdon w stanie Wirginia – spośród kobiet Dorothy Stickney wybrała Evelyn Fargo, choć Fishgall stwierdził, że to Laurette Taylor odegrała kluczową rolę w wyborze obojga stypendystów – oferującego darmowe wyżywienie, procent od zysku (bez wynagrodzenia) i zakwaterowanie dla aktorów, w zamian za ich występy. Początkowo, podobnie jak pozostała część zespołu w Barter Theatre, miał liczne obowiązki pozakulisowe; zajmował się m.in. przewożeniem ciężarówką rekwizytów i sprzętu oświetleniowego po okolicznych miasteczkach i wioskach. Debiutował w komedii Button, Button. Łącznie podczas letniego sezonu zagrał w czternastu sztukach – w tym w On Earth As It Is, Family Portrait i w tragedii Edward II pióra Christophera Marlowe’a, portretując tytułowego angielskiego władcę. Ośmiotygodniowy pobyt w Wirginii wspominał jako „najcenniejsze doświadczenie, dobrą podstawę i trening”. Przyznawał, że dzięki licznym występom zyskał „nieskończony przyrost pewności scenicznej”.
30 czerwca został przyjęty na ostatni rok nauki w Neighborhood Playhouse School of the Theatre, co było znaczącym wyróżnieniem, ponieważ jedynie połowę studentów z pierwszego semestru poproszono o powrót. Odnowiono też jego stypendium. Rozwinąwszy swoje umiejętności zaczął wzbudzać zainteresowanie wśród nowojorskiej społeczności teatralnej (chcąc kontynuować naukę, odrzucił oferowaną rolę w Retreat to Pleasure Irwina Shawa). Wiosną 1941 Mildred Webber, agentka William Morris Agency (WMA), zwróciła uwagę Kay Brown – przedstawicielki producenta filmowego Davida O. Selznicka na wschodnim wybrzeżu – na Pecka. Zorganizowano dla niego test ekranowy w Fox Studios przy Dziesiątej Alei i 57th Street na Manhattanie. Odegrał na nim cztery krótkie sceny z filmów Młode serca (1938, reż. Richard Wallace) oraz This Above All (zrealizowano go w 1942 w reżyserii Anatole’a Litvaka, a w głównej roli obsadzono Tyrone’a Powera). Mimo pozytywnej rekomendacji ze strony reżysera testu, Selznick wyrażał negatywną opinię w notatce do Brown, pisząc m.in. że „przykro mi to mówić, ale nie widzę, co moglibyśmy zrobić z Gregorym Peckiem”.

#### Rozwój kariery scenicznej

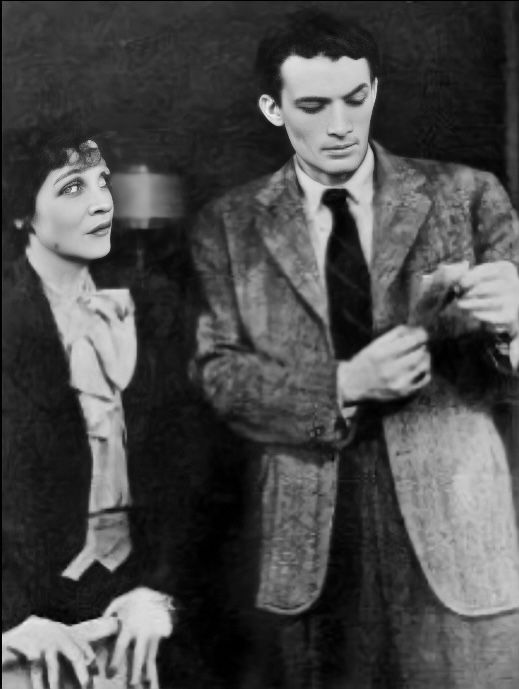
Jane Cowl i Peck w spektaklu Punch and Julia (1942)

Na zakończenie nauki w Neighborhood Playhouse School of the Theatre zagrał w tzw. spektaklu demonstracyjnym (przygotowującym absolwentów do profesjonalnej pracy w branży, na który władze uczelni zapraszały czołowych agentów, producentów i kierowników teatralnych). Jego kreacja wytwornego oszusta w komediodramacie The Chief Thing autorstwa Nicolasa Evreinoffa z 1926 wzbudziła zainteresowanie Guthriego McClintica. Powierzył mu on drobną rolę w sztuce Lekarz na rozdrożu George’a Bernarda Shawa.
Ukończywszy edukację przystąpił do letniej trupy Meisnera, współzarządzanej przez Jean Muir. Zagrał niewielkie role w komedii The Male Animal Jamesa Thurbera i Elliotta Nugenta, występując u boku José Ferrera i Uty Hagen, oraz w musicalu Captain Jinks of the Horse Marines, z główną kreacją Diany Barrymore. Mimo że spektakle z jego udziałem wystawiano nie dłużej jak tydzień, to występ Pecka w drugim z nich spodobał się Maynardowi Morrisowi z biura Lelanda Haywarda, który podpisał z nim umowę i został jego agentem. Listę klientów agencji, na której figurowało nazwisko Pecka, poza agentami teatralnymi, przeglądali też producenci filmowi, szukający nowych twarzy, będących w stanie zastąpić aktorów biorących udział w II wojnie światowej.

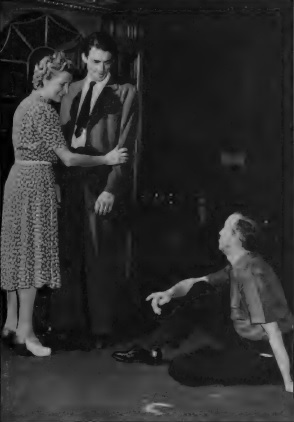
Cooper, Peck i McClintic (siedzi) w trakcie prób do The Morning Star (1942)

Jesienią występował w produkowanej przez Katharine Cornell komedii Lekarz na rozdrożu, którą reżyserował McClintic. Tygodniowo otrzymywał 50 dolarów. Premiera miała miejsce 8 września w Forrest Theatre w Filadelfii w Pensylwanii. Gdy w grudniu Japończycy przeprowadzili atak na Pearl Harbor, angażując Stany Zjednoczone do udziału w II wojnie światowej, sprzedaż biletów na sztukę spadła, wobec czego zeszła ona z afisza. Przy kolejnym projekcie Cornell i McClintica, komedii Rose Burke Henri Bernsteina, pełnił funkcję asystenta kierownika sceny i dublera dla dwóch aktorów z obsady – Jeana-Pierre’a Aumonta oraz Philipa Merivale’a. Regularne próby u boku Cornell i pod kierownictwem McClintica uważał za „najlepszy trening, jaki mogłem mieć”. Pierwszą większą rolę w zawodowej karierze otrzymał w produkowanej i reżyserowanej przez McClintica komedii Punch and Julia George’a Batsona – występując z Jane Cowl i Arthurem Margetsonem. Przeciętne recenzje i słaba frekwencja przyczyniły się do fiaska spektaklu; przez dwa tygodnie maja 1942 wystawiono go jedynie trzykrotnie.
Następnie związał się z The Cape Playhouse w Dennis w stanie Massachusetts, dla którego podczas letniego sezonu wystąpił w czterech sztukach – The Circle Williama Somerseta Maughama z 1921 (był także asystentem kierownika sceny), The Rebound Donalda Ogdena Stewarta, You Can’t Take It with You George’a S. Kaufmana i Mossa Harta oraz w The Duenna, musicalowej wersji komedioopery Richarda Brinsleya Sheridana. Elliot Norton, recenzując jego występ w The Rebound, pisał w „The Boston Record”, że „[Peck] wydaje się nam aktorem kompletnym. Wewnątrz i na zewnątrz daje elektryzujący występ”.

#### The Morning Star,The Willow and I

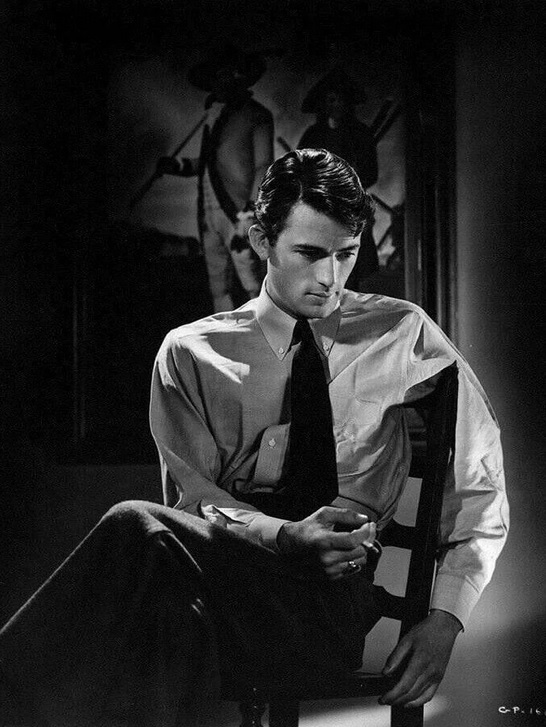
Peck podczas sesji z 1943 (autor zdj. Ernest Bachrach)

Otrzymawszy od McClintica pierwszą w swoim dorobku główną rolę, 14 września zadebiutował na Broadwayu w sztuce The Morning Star Emlyna Williamsa, a partnerowały mu Gladys Cooper, Jill Esmond i Wendy Barrie. Mimo że dramat zebrał przeciętne recenzje, krytycy chwalili Pecka; John Anderson napisał na łamach „New York Journal-American”, że „wykonał [on] znakomitą robotę z wrażliwością i doskonałą powściągliwością”.  W równie entuzjastycznym tonie jego rolę oceniał John Mason Brown w „New York World-Telegramie”, uznając, że „szczególnie pochwały należą się Gregory’emu Peckowi, niezwykłemu młodemu aktorowi”. Broadwayowski debiut Fishgall charakteryzował jako kamień milowy w jego rodzącej się karierze. Następstwem pozytywnych recenzji było rosnące zainteresowanie Peckiem osobami z branży filmowej. Choć on sam wiązał swą zawodową przyszłość ze sceną i nie miał ambicji w kierunku kariery przed kamerą, chęć współpracy z nim deklarowali m.in. Casey Robinson, Hal B. Wallis i Samuel Goldwyn.
Okres wojenny i niepokój z nim związany w istotny sposób wpłynął na spadek zainteresowania Amerykanów teatrem. Kiedy The Morning Star z początkiem października zeszło z afisza po 24 przedstawieniach, Peck borykał się z brakiem angażu. Zawarłszy związek małżeński z Gretą Kukkonen, bez powodzenia obchodził biura producentów, reżyserów i uczęszczał na castingi – m.in. ze względu na zbyt młody wiek odrzucono jego kandydaturę do musicalu Lady in the Dark Kurta Weilla z 1941. Brak angażu powodował rodzące się w nim wątpliwości co do słuszności obranego zawodu aktora.
Zimą grał z Marthą Scott na Broadwayu w głównej, podwójnej roli, w reżyserowanej przez Donalda Blackwella trzyaktowej sztuce The Willow and I autorstwa Johna Patricka. Podobnie jak w przypadku The Morning Star, spektakl zbierał mieszane recenzje, w przeciwieństwie do występującym w nim aktorów; Burns Mantle z „Daily Newsa” pochwalił Pecka za „opanowanie, dobry wygląd, wspaniały głos i zniewalającą sympatię”, z kolei Wilella Waldorf z „New York Posta” napisała, że jest on „ogromnie przymilny”. Utrzymane w przychylnym tonie oceny spowodowały, że zaczęto myśleć o nim jako kolejnym idolu na Broadwayu; „Wiedziałem o Gregu i to było oczywiste – ludzie o nim mówili – to następna wielka gwiazda” – wspominał Norman Lloyd. Za występy inkasował 250 dolarów tygodniowo. The Willow and I zszedł z afisza po 28 przedstawieniach. Rosnąca reputacja Pecka przyczyniła się do nawiązania przezeń regularnej współpracy z radiem.
Za namową swoich agentów, Lelanda Haywarda i Maynarda Morrisa, udał się – w towarzystwie pierwszego z nich – do Hollywood, by spotkać się z niektórymi kierownikami wytwórni, którzy wyrażali zainteresowanie jego osobą, w tym z Darrylem F. Zanuckiem z 20th Century Fox, Davidem O. Selznickiem, Louisem B. Mayerem z Metro-Goldwyn-Mayer (dwukrotnie odrzucił proponowany przez Mayera siedmioletni kontrakt, przekonując, że nie interesuje go kariera filmowa) i Samuelem Goldwynem.
W marcu 1943 ponownie występował na Broadwayu, portretując Andrew Tadlocka w sztuce Sons and Soliers autorstwa Irwina Shawa, którą reżyserował Max Reinhardt. W obsadzie byli m.in. Geraldine Fitzgerald i Karl Malden. Mimo że dla Warda Morehouse’a z „The Sun”  dramat składał się z „bystrych spostrzegawczych scen, dobrej przypadkowej komedii i momentów gwałtownych dialogów”, nie odniósł on sukcesu i po 22 przedstawieniach zszedł z afisza. Peck – zarabiający 400 dolarów tygodniowo za grę w Sons and Soliers, przyjął ofertę głównie z uwagi na możliwość współpracy z Reinhardtem, będącym w przeszłości wybitną postacią niemieckiego teatru.

#### Kariera w Hollywood

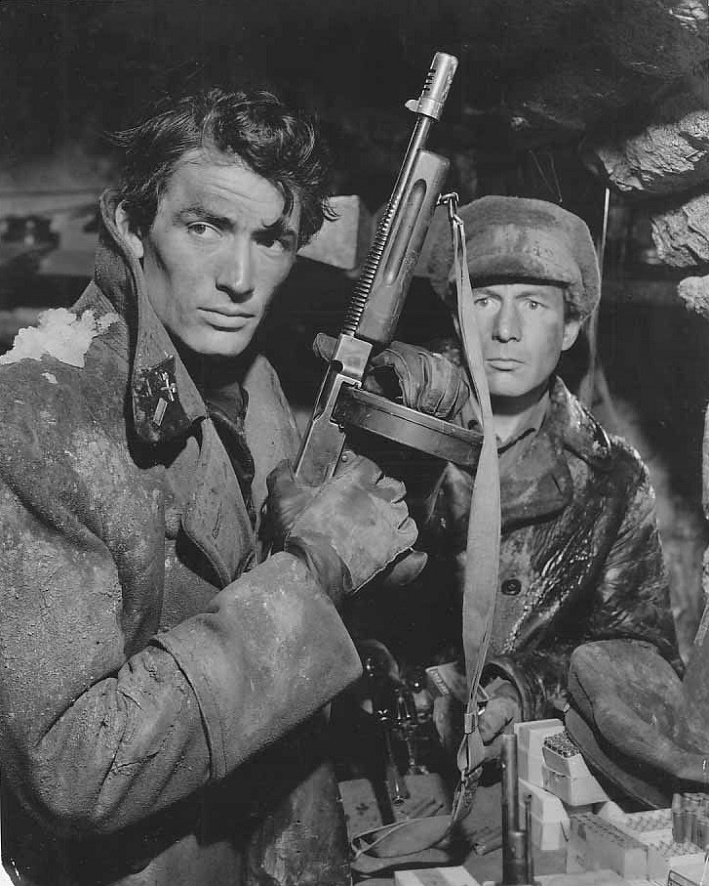
Peck i Lowell Gilmore w kadrze z filmu Dni chwały (1944)

Przebywając w Hollywood odbył spotkanie z Caseyem Robinsonem – scenarzystą z Warner Bros. – który nosił się z zamiarem utworzenia niezależnej firmy produkcyjnej. Motywowany chęcią rozwiązania problemów finansowych, przystał na przedłożony kontrakt, zakładający występy w dwóch filmach rocznie przez cztery lata (dzięki czemu mógł godzić pracę przy nich z karierą teatralną). Ponieważ Robinson był partnerem RKO Radio Pictures, wytwórnia zażądała możliwości wykorzystania Pecka we własnych produkcjach (umowa zakładała, że pierwszy film będzie Robinsona, drugi RKO). Za przyjęcie kontraktu, na mocy którego miał otrzymywać 1000 dolarów tygodniowo za dwa i pół miesiąca pracy, przyznano mu premię 5 tys. dolarów. „Nie miałem wielkich ambicji, by zostać gwiazdą filmową […] ale postanowiłem, że po tym jednym filmie wrócę do Nowego Jorku i zostawię filmy za sobą” – mówił.

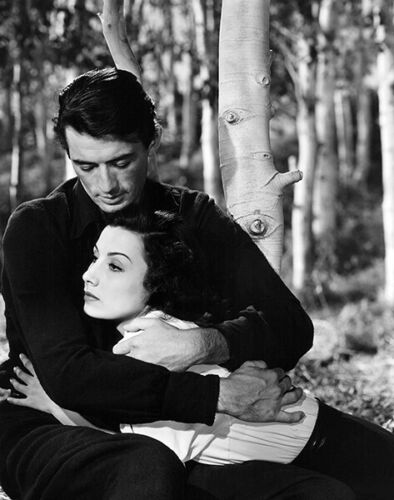
Peck i Toumanova w kadrze z filmu Dni chwały

Pełnometrażowym debiutem fabularnym Pecka była kreacja Vladimira, przywódcy radzieckich partyzantów, stawiających opór nazistowskiej inwazji na ich ojczyznę, w propagandowym dramacie wojennym Dni chwały (1944, reż. Jacques Tourneur). Partnerował Tamarze Toumanovej (rosyjskiej baletnicy z zespołu Ballet Russe de Monte-Carlo), dla której także był to debiut na srebrnym ekranie. Jak wspominał, z tego czasu zapamiętał słowa Tourneura powtarzającego: „mów normalnie Greg”. Stanowiło to odniesienie do sytuacji, gdy pracując w teatrze, McClintic szkolił go aby głośno mówić i wyraźnie akcentować. Po premierze filmowi zarzucano w recenzjach słabe dialogi, zbyt powolne tempo akcji, a także gloryfikację radzieckich partyzantów, przedstawianych jako „mieszankę sympatycznych chłopów, idealistycznej młodzieży oraz szlachetnych mężczyzn i kobiet”. Pomimo wspomnianych zastrzeżeń krytycy pochlebnie wyrażali się o odtwórcach głównych ról, a część z nich porównywało młodego Pecka do Gary’ego Coopera, choć on sam pozostawał krytyczny wobec filmu i swego występu.
Zainteresowanie jego osobą w kręgach filmowych w trakcie produkcji obrazu Dni chwały rosło. Hayward, korzystając z zapisu w kontrakcie z Robinsonem – gwarantującego swojemu klientowi możliwość działania na własną rękę – zaoferował mu umowę z wysoką pensją początkową, opcję wyboru głównych ról, przywilej zatwierdzania projektu, a także najwyższe lub prawie najwyższe wynagrodzenie, chcąc w ten sposób zwrócić uwagę innych studiów na Pecka. Strategia działań agenta przyniosła efekty; czołowa hollywoodzka felietonistka Louella Parsons pisała, że „nie można było iść na przyjęcie bez usłyszenia szumu wokół surowej urody tego cudownego mężczyzny, jego szczupłego wzrostu i magicznego głosu”.
Następstwem powstałego rozgłosu było podpisanie przez Pecka (przed premierą Dni chwały) trzech kolejnych kontraktów – z 20th Century Fox, Davidem O. Selznickiem (odkupił on połowę umowy Pecka z Robinsonem) oraz z MGM (Mayer zgodził się na niewyłączną umowę na cztery filmy dla MGM w ciągu pięciu lat – na jej mocy miał otrzymać 750 dolarów za pierwszy, 45 tys. dolarów za drugi, 55 tys. dolarów za trzeci oraz 65 tys. dolarów za czwarty). W wyniku negocjacji Peck mógł wystąpić w czterech filmach różnych wytwórni. Dzięki temu stał się pierwszym aktorem, który kontraktem zagwarantował sobie możliwość grania w filmach bez konieczności wiązania się na stałe lub dłuższy czas z konkretnym studiem. Trend, kontynuowany w późniejszych latach m.in. przez Burta Lancastera, Charltona Hestona i Kirka Douglasa, doprowadził do upadku tzw. systemu gwiazd. Po tym jak Hayward sprzedał agencję MCA Inc., by móc produkować sztuki na Broadwayu, Peck został jej klientem, a na nowego agenta przydzielono mu George’a Chasina. W ramach wdzięczności wspomógł finansowo przebojową sztukę Haywarda, A Bell for Adano.
Dla felietonistki Heddy Hopper stał się „najgorętszą rzeczą w mieście”. Z racji tego, że miał podpisane cztery umowy, a opinia publiczna nie wiedziała kim jest (za względu na małe doświadczenie w filmie), nazywano go „widmową gwiazdą” (ang. Phantom star).

#### Klucze królestwa

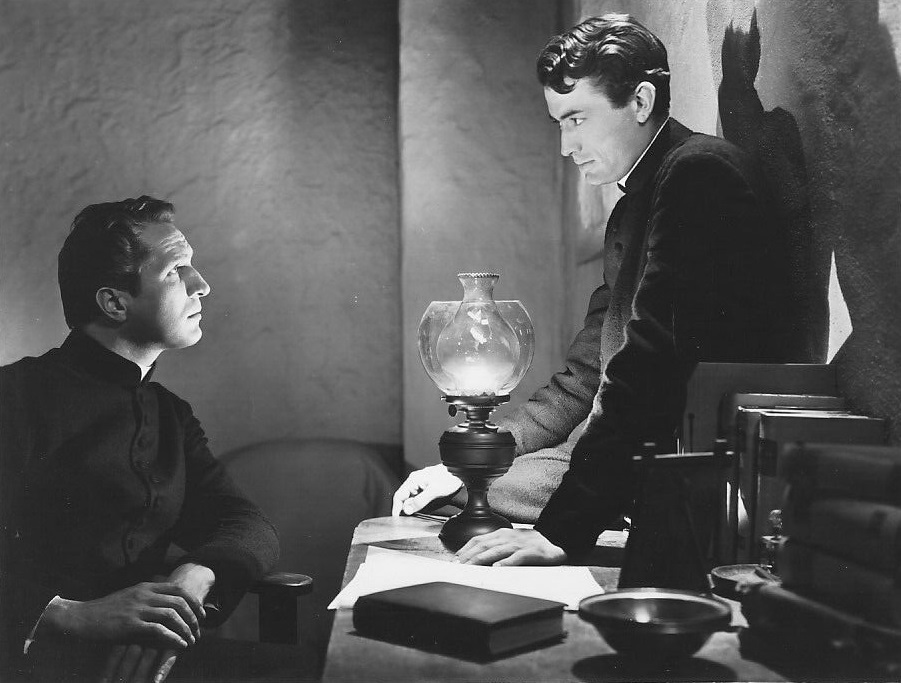
Vincent Price i Peck w kadrze z filmu Klucze królestwa (1944)

Jego drugim filmem z 1944 był dramat Klucze królestwa (reż. John Stahl), ekranizacja powieści Archibalda Josepha Cronina z 1941, przedstawiający losy szkockiego księdza Francisa Chisholma, przybywającego jako misjonarz do ogarniętych wojną domową Chin. Do głównej roli Zanuck przesłuchał ponad czterdziestu aktorów. Zdecydował się ją powierzyć Peckowi obejrzawszy go w Dniach chwały. Umowa z 20th Century Fox, obejmująca grę w trzech filmach studia, zapewniała mu – według źródeł – od 750 dolarów tygodniowo do 1500 dolarów z dziesięciotygodniową gwarancją.
Mimo że film nie zwrócił w box offisie kosztów produkcji, wynoszących 3 miliony dolarów, dobrze radził sobie w kinach oraz zebrał w większości pozytywne recenzje; ogólny konsensus krytyków, wyartykułowany przez „Time”, uznał go za „ludzki, dramatyczny i poruszający”. Komplementowano również rolę Pecka; „The Hollywood Reporter” był zdania, że „osiąga wyżyny w drugim zadaniu w swojej karierze filmowej”. „Life” wyrażał pozytywną opinię o filmie, jak i jego grze: „Odtwarza on sagę zniechęcenia i wiary ojca Chisholma z piękną szczerością i powściągliwością”, z kolei „The New York Times” zwracał uwagę, że „od czasu, kiedy Clark Gable zadebiutował na ekranie kilkanaście lat temu, pojawienie się młodego i czołowego bohatera nie wywołało takiego zamieszania, jak Gregory Peck w roli świętego i ludzkiego ojca Chisholma”.
Za kreację duchownego otrzymał pierwszą w karierze nominację do nagrody Akademii Filmowej w kategorii dla najlepszego aktora pierwszoplanowego. Rywalizację o statuetkę przegrał z Rayem Millandem, docenionym za rolę w dramacie noir Stracony weekend (reż. Billy Wilder). Za pracę na planie filmu oraz uzyskaną nominację, Zanuck wypłacił mu 25 tys. dolarów premii. Dziennikarze radiowi i prasowi okrzyknęli go „najbardziej interesującym nowym aktorem w Hollywood”, a „New-York Mirror” przyznał mu tytuł „najwybitniejszego nowicjusza na ekranie”. Pozytywną opinię o grze i kreacji Pecka wyrażał Cronin. Fishgall stwierdził, że drugi film uczynił go nie tylko gwiazdą, lecz też fenomenem. Haney pisała, że „wraz z wydaniem Kluczy królestwa Greg przedarł się do świadomości publicznej. Rola ojca Chisholma ugruntowała go jako człowieka honoru i głębokiej duchowości”.

#### Dolina decyzji

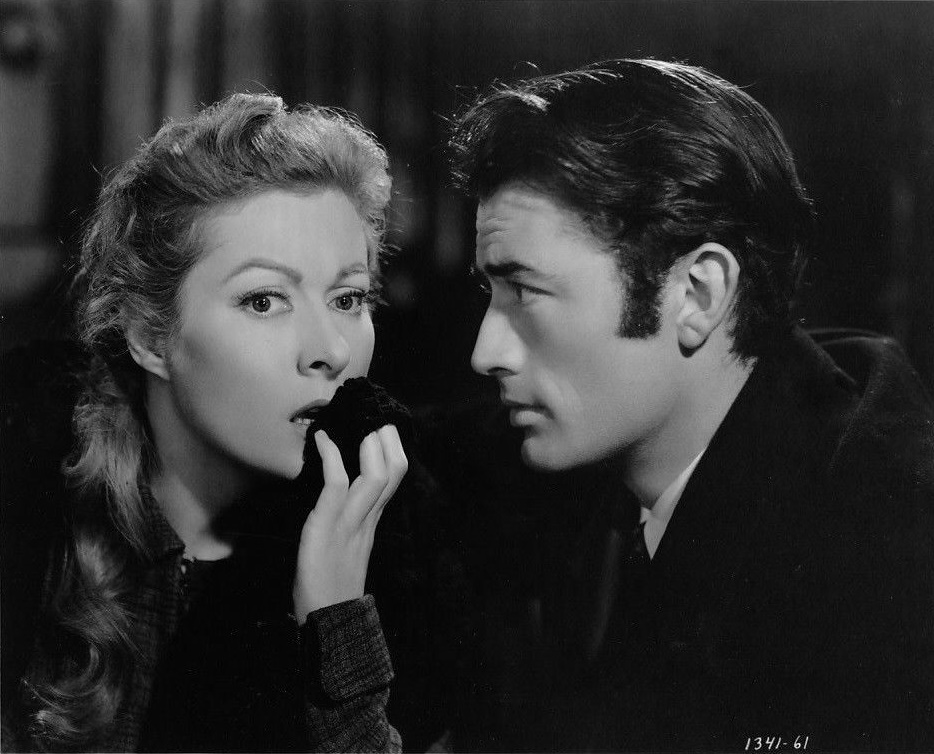
Greer Garson i Peck w kadrze z filmu Dolina decyzji (1945)

Pierwszą produkcją dla MGM, w której partnerował laureatce nagrody Akademii Filmowej Greer Garson, był melodramat Dolina decyzji (1945, reż. Tay Garnett), zrealizowany na podstawie wydanej w 1942 powieści historycznej Marci Davenport. Początkowo do głównej roli męskiej rozpatrywano Johna Hodiaka. Fabuła, tocząca się w latach 80. XIX wieku, skupiała się na irlandzkiej emigrantce Mary Rafferty (Garson), dziewczynie pochodzącej z ubogiej robotniczej rodziny, która mimo sprzeciwu swojego ojca Pata (Lionel Barrymore), podejmuje pracę pokojówki u rodziny Scottów, właścicieli huty stali. Z czasem zaczyna ją łączyć uczucie z Paulem Scottem (Peck), jednak na drodze do szczęścia pary staje szereg przeciwności losu. Garnett pozytywnie oceniał umiejętności Pecka, przyznając: „miał wszystko, czego potrzeba, by zostać gwiazdą”. Po majowej premierze film osiągnął sukces; z wygenerowanym przychodem ponad 4 milionów dolarów, uplasował się w pierwszej piątce najbardziej dochodowych produkcji roku w amerykańskim box offisie.
Bosley Crowther z „The New York Timesa” pisał, że „Gregory Peck jest łagodnie imponujący jako najlepszy z chłopców Scottów”. „Newsweek” zaznaczał, że w swoją rolę wcielił się on z należytym „autorytetem i romantycznym urokiem”, dzięki czemu jest uznawany za „jednego z wybitnych czołowych aktorów Hollywood”. W ocenie „Variety”, Peck miał „osobowość i zdolność do kierowania oraz utrzymywania uwagi w każdej scenie”.
Kreacja Paula Scotta przyniosła mu Gold Medal Award, przyznawaną przez magazyn branżowy „Photoplay”. Pozytywny odbiór filmu zrodził pomysł adaptacji radiowej z jego udziałem. Transmisja odbyła się 14 stycznia 1946 w antologii Lux Radio Theatre na antenie stacji CBS. Na fali sukcesu dwóch ostatnich produkcji, otrzymywał od fanów 3 tys. listów tygodniowo. „Wiem, że gwiazda powinna być dobra przez jakieś pięć lat, ale ja mam zamiar wytrzymać około dwudziestu” – przyznawał.

#### Urzeczona

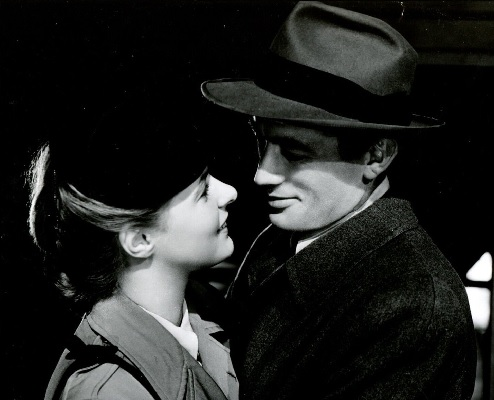
Ingrid Bergman i Peck w kadrze z filmu Urzeczona (1945)

Producent David O. Selznick – który w 1941 odrzucił test ekranowy z udziałem Pecka – zaoferował mu rolę cierpiącego na psychozę, powiązaną z amnezją, doktora Anthony’ego Edwardesa w psychologicznym dreszczowcu noir Urzeczona (1945, reż. Alfred Hitchcock) u boku Ingrid Bergman, mimo że początkowo pod uwagę brano Josepha Cottena (Cary Grant odrzucił ofertę). Oparty na powieści The House of Dr. Edwardes z 1927 autorstwa Johna Palmera oraz Hilary’ego St George’a Sandersa scenariusz Bena Hechta koncentrował się na przekazaniu jednego z głównych elementów metodologii Sigmunda Freuda, interpretacji snów. Tocząca się w środowisku medycznym akcja przedstawiała historię doktora Anthony’ego Edwardesa (Peck), młodego lekarza obejmującego stanowisko dyrektora w klinice psychiatrycznej. Jego niecodzienne zachowanie zwraca uwagę doktor Constance Petersen (Bergman), która postanawia zbadać przyczynę stanu mężczyzny.

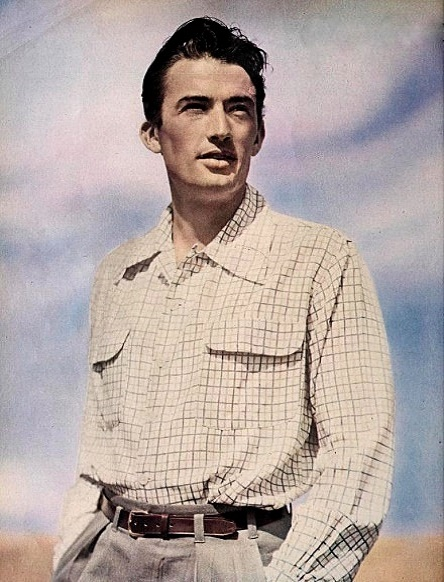
Peck w sesji dla magazynu branżowego „Photoplay” (1945)

Peck – nauczony korzystania z metody Stanisławskiego – w trakcie realizacji miał problemy ze zrozumieniem sposobu pracy Hitchcocka, przez co często popełniał błędy, skutkujące koniecznością nagrywania dubli. Mimo tego podkreślał, że wykazywał się on „łaskawością i życzliwością”. Urzeczona okazała się przebojem kasowym, przynosząc od 7 do 8 milionów dolarów zysku, dzięki czemu zajęła 3. miejsce w podsumowaniu amerykańskiego box office’u za rok 1945. Bosley Crowther uważał, że „występ Pecka jest powściągliwy i wyrafinowany, właściwy w stosunku do znakomitej roli panny Bergman”, a „Variety” pisał, że „[Peck] radzi sobie ze scenami suspensowymi z wielką umiejętnością i ma jedną z najlepszych ról na ekranie”. Spośród sześciu otrzymanych nominacji do nagrody Akademii Filmowej, w tym m.in. dla najlepszego filmu, Urzeczona zdobyła statuetkę za najlepszą muzykę. Peck, którego gaża wyniosła 50 tys. dolarów, wyrażał zadowolenie z filmu, lecz utrzymywał krytyczną ocenę własnego występu, nazywając go „nierównym i niespójnym”.

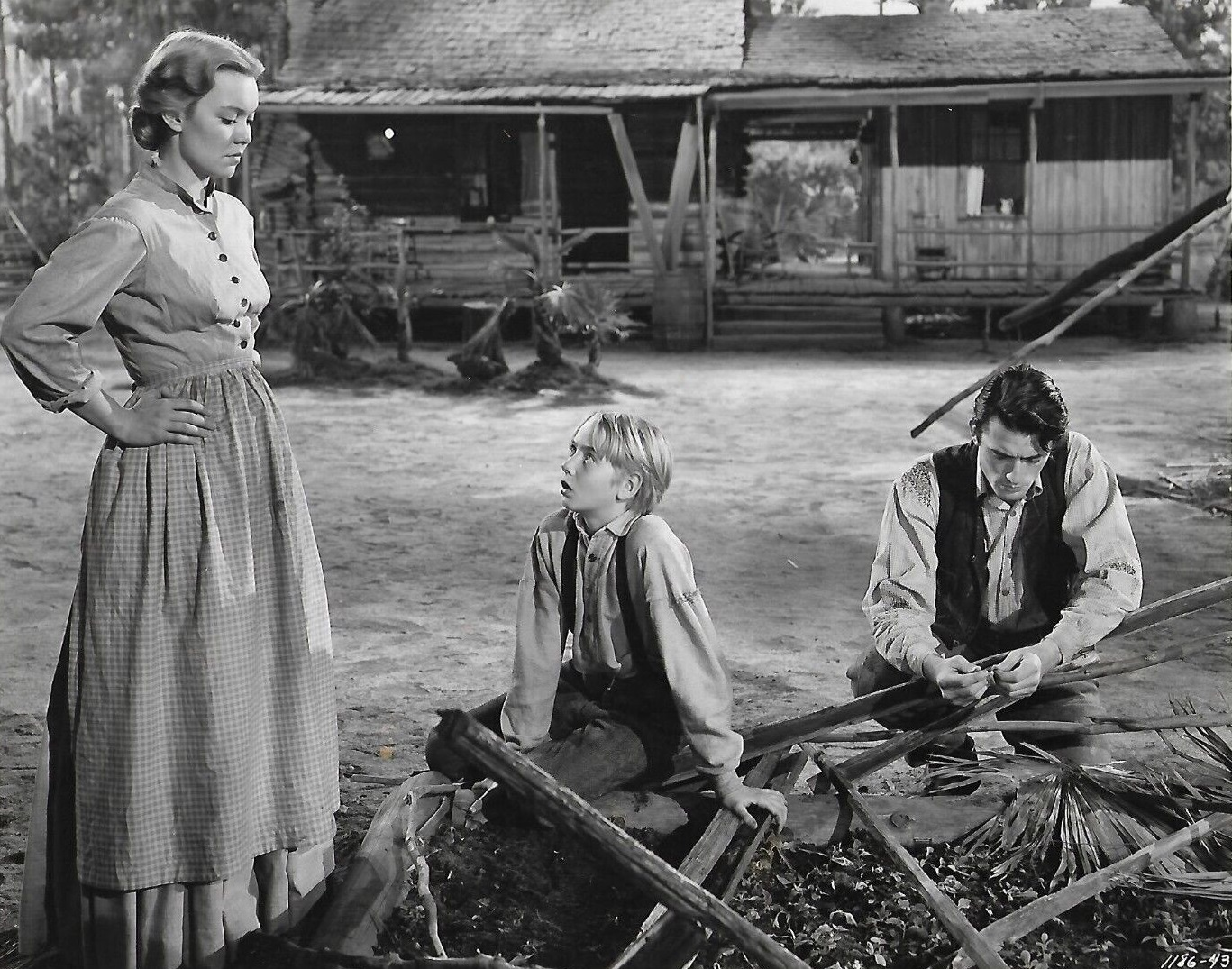
Wyman, Jarman Jr. i Peck w filmie Roczniak (1946)

#### Roczniak,Pojedynek w słońcu
Na mocy zobowiązania względem MGM, przyjął rolę byłego żołnierza, weterana wojny secesyjnej, Ezry „Penny’ego” Baxtera w filmie familijnym Roczniak (1946, reż. Clarence Brown), adaptacji nagrodzonej Pulitzerem w dziedzinie beletrystyki powieści o tym samym tytule Marjorie Kinnan Rawlings z 1938. Do projektu zaangażowali go Brown oraz producent Sidney Franklin, a obsadę uzupełnili Jane Wyman i Claude Jarman Jr. Osadzona pod koniec XIX wieku fabuła koncentrowała się na zamieszkującej farmę na Florydzie rodzinie Baxterów – borykający się z samotnością nastoletni Jody (Jarman Jr.), za zgodą swojego ojca (Peck), przygarnia osieroconego jelonka, z którym zaczyna łączyć go silna więź. Wkrótce musi on wybrać między miłością do zwierzęcia a potrzebą życia. Realizacja filmu była utrudniona z uwagi na zmienne warunki pogodowe, dużą ilość owadów oraz zwierzęta, zwłaszcza jelonki, które nie były podatne na tresurę.
Roczniak był kasowym i krytycznym sukcesem; jego przychód w box offisie wyniósł ponad 5 milionów dolarów. Za rolę Baxtera Peck otrzymał drugą z rzędu nominację do nagrody Akademii Filmowej dla najlepszego aktora pierwszoplanowego, przegrywając rywalizację o Oscara z Fredricem Marchem – docenionym za występ w melodramacie wojennym Najlepsze lata naszego życia (reż. William Wyler). Został laureatem Złotego Globu dla najlepszego aktora w filmie dramatycznym. John Mason Brown zwracał uwagę w „Saturday Review” na „zachwycającą grę Gregory’ego Pecka i Claude’a Jarmana Jr.”

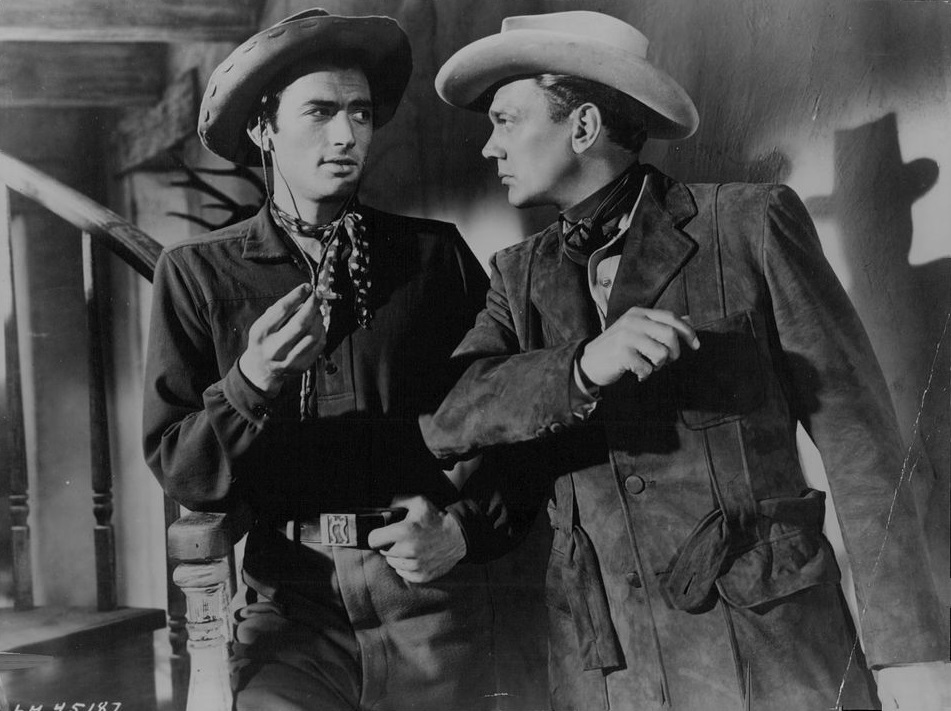
Peck i Joseph Cotten w filmie Pojedynek w słońcu (1946)

Drugim projektem z 1946 był western Pojedynek w słońcu (reż. King Vidor), oparty na powieści Nivena Buscha. Prawa do niej odkupił od RKO Selznick. Napięty harmonogram sprawił, że przez kilka tygodni godził pracę na planie Roczniaka z Pojedynkiem w słońcu. Wbrew dotychczasowemu emploi został obsadzony w roli czarnego charakteru, nikczemnego, pozbawionego zasad oraz skrupułów rewolwerowca Lewtona „Lewta” McCanlesa (po latach stwierdził, że „nigdy żadna rola nie podobała mi się bardziej”), rywalizującego ze swoim bratem Jessem (Joseph Cotten) o względy Pearl Chavez (Jennifer Jones). Pozostałą obsadę stanowili Lionel Barrymore, Herbert Marshall, Lillian Gish, Walter Huston i Charles Bickford. Mimo przeważających negatywnych recenzji prasowych – Jesse Zunser z „Cue” uważał Pojedynek w słońcu za „największą i najbardziej pustą rzecz od czasów Wielkiego Kanionu” – zyski szacowano na 11 milionów dolarów. Dzięki temu film uplasował się w pierwszej trójce w podsumowaniu roku w amerykańskim box offisie. Jego sukces nie przełożył się na powtórkę wyniku melodramatu Przeminęło z wiatrem (1939, reż. Victor Fleming), na co liczył pełniący funkcję producenta Selznick. Zdaniem Fishgalla podczas prac nad Pojedynkiem w słońcu Peck dokonał „swoistego przełomu w rzemiośle aktorstwa filmowego”, podkreślając jego emocjonalną wolność i większą pewność siebie.
Ukończywszy zdjęcia latem wrócił do The Cape Playhouse, gdzie występował w klasycznej komedii irlandzkiej Prowincjonalny playboy Johna Millingtona Synge’a w reżyserii Richarda Aldricha, uzyskując mieszane oceny za swoją grę. W 1947 branżowy „Look”, doceniając jego kreacje w Roczniaku i Pojedynku w słońcu, uznał go za najwybitniejszego aktora minionego roku.

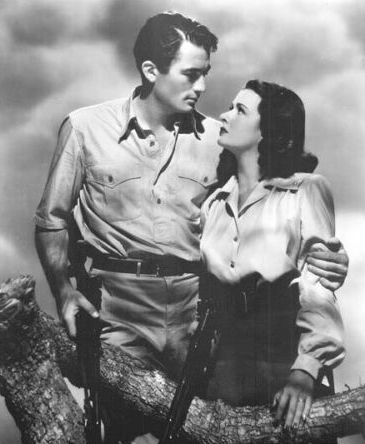
Peck i Joan Bennett na fotosie z filmu The Macomber Affair (1947)

Będąc winien Robinsonowi jeszcze jeden film, wyszedł z inicjatywą realizacji opartego na opowiadaniu Krótkie szczęśliwe życie Franciszka Macombera Ernesta Hemingwaya z 1936 – które lubił i uważał za ciekawą historię – dramatu przygodowego The Macomber Affair (reż. Zoltan Korda). Zasugerował producentowi zaangażowanie Kordy, mającego w swoim dorobku wyreżyserowanie na przełomie lat 30. i 40. pełnych sekwencji akcji i egzotycznych miejsc produkcji. Partnerowali mu Joan Bennett i Robert Preston. Film zebrał umiarkowane oceny, podobnie jak Peck, z kolei krytycy literaccy uważali go za najlepszą adaptację dzieła Hemingwaya. Robinson nosił się z zamiarem realizacji sequela, oferując Peckowi (który odrzucił ofertę) pięćdziesiąt procent z wpływów brutto. Do skutku nie doszedł też projekt Goldwyna, Earth and High Heaven z Joan Fontaine.

#### Dżentelmeńska umowa

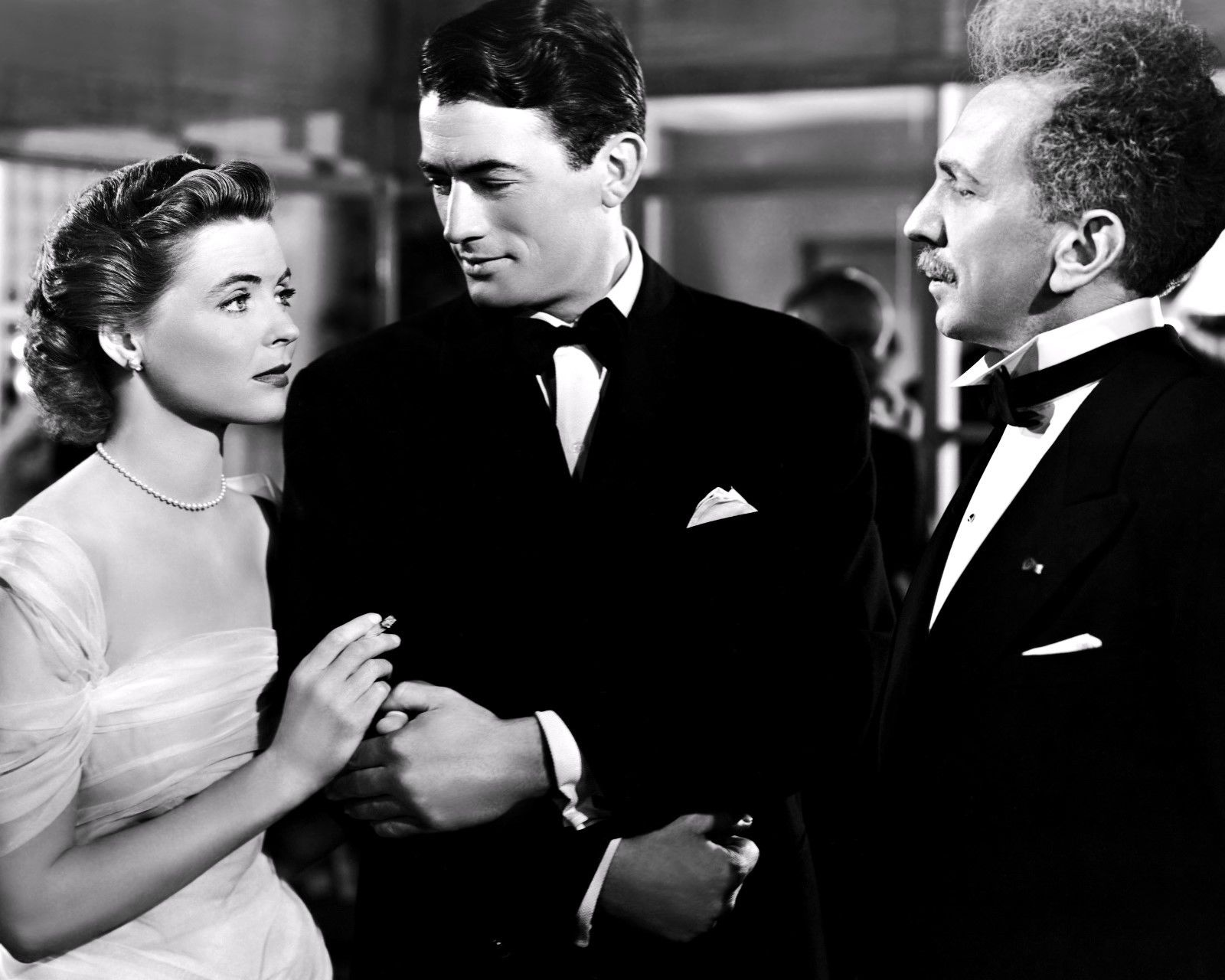
Dorothy McGuire, Peck i Sam Jaffe w filmie Dżentelmeńska umowa (1947)

W 1947 przyjął ofertę sportretowania dziennikarza Philipa Schuylera Greena w dramacie społecznym Dżentelmeńska umowa (reż. Elia Kazan), poruszającym temat antysemityzmu w korporacyjnej Ameryce, pomimo sprzeciwu agenta  MCA Inc., Rona Morrisa, argumentującego, że Peck „narazi swoją karierę”; część fanów wyrażała w listach niezrozumienie dla jego decyzji, a protestowali też m.in. Goldwyn i Mayer, będący żydowskiego pochodzenia. „To dobra historia. Dostałem dobrą postać do zagrania i jest to temat, na który chciałbym się móc wypowiedzieć. Może możemy mieć jakiś wpływ na opinię publiczną, wydobywając antysemityzm z ukrycia. Może pomożemy zmienić nastawienie ludzi” – przekonywał. Obsadę uzupełnili Dorothy McGuire i John Garfield.
Film, będący adaptacją powieści Laury Z. Hobson, do której prawa za 75 tys. dolarów zakupił Zanuck, okazał się jednym z przebojów kasowych roku oraz uzyskał entuzjastyczne recenzje prasowe, w których to opisywano go jako „dojrzały, szczery i dobrze wyważony dramat” („Cue”), a także „genialny i potężny… jeden z najbardziej żywotnych, poruszających i imponujących [filmów] w historii Hollywood” („Variety”). Spośród ośmiu nominacji do nagrody Akademii Filmowej, Dżentelmeńska umowa zdobyła trzy statuetki – dla najlepszego filmu, dla najlepszej aktorki drugoplanowej oraz za najlepszą reżyserię. Peck po raz trzeci przegrał rywalizację w kategorii dla najlepszego aktora pierwszoplanowego; Oscara otrzymał Ronald Colman za rolę w kryminale noir Podwójne życie (reż. George Cukor).
Mimo że występ w filmie, poruszającym kontrowersyjną tematykę, skutkował podsycaniem spekulacji kwestionujących patriotyzm Pecka, uzyskał on przychylne opinie; Hobe Morrison napisał w „Variety”: „Gregory Peck daje bez wątpienia najlepszy występ w swej dotychczasowej karierze – jest spokojny, niemal szlachetny, coraz bardziej intensywny i zdecydowany, z zachowaniem właściwej sugestii wewnętrznej witalności i turbulencji”. Odnosząc się do motywu, mówił: „Mieliśmy naprawdę dobrą historię do opowiedzenia, z grupą dobrych postaci, i jednocześnie byliśmy w stanie wykonać kilka dobrych zagrywek przeciwko bigoterii, uprzedzeniom i nienawiści, wszystkim rzeczom, które uważamy za antyamerykańskie”.

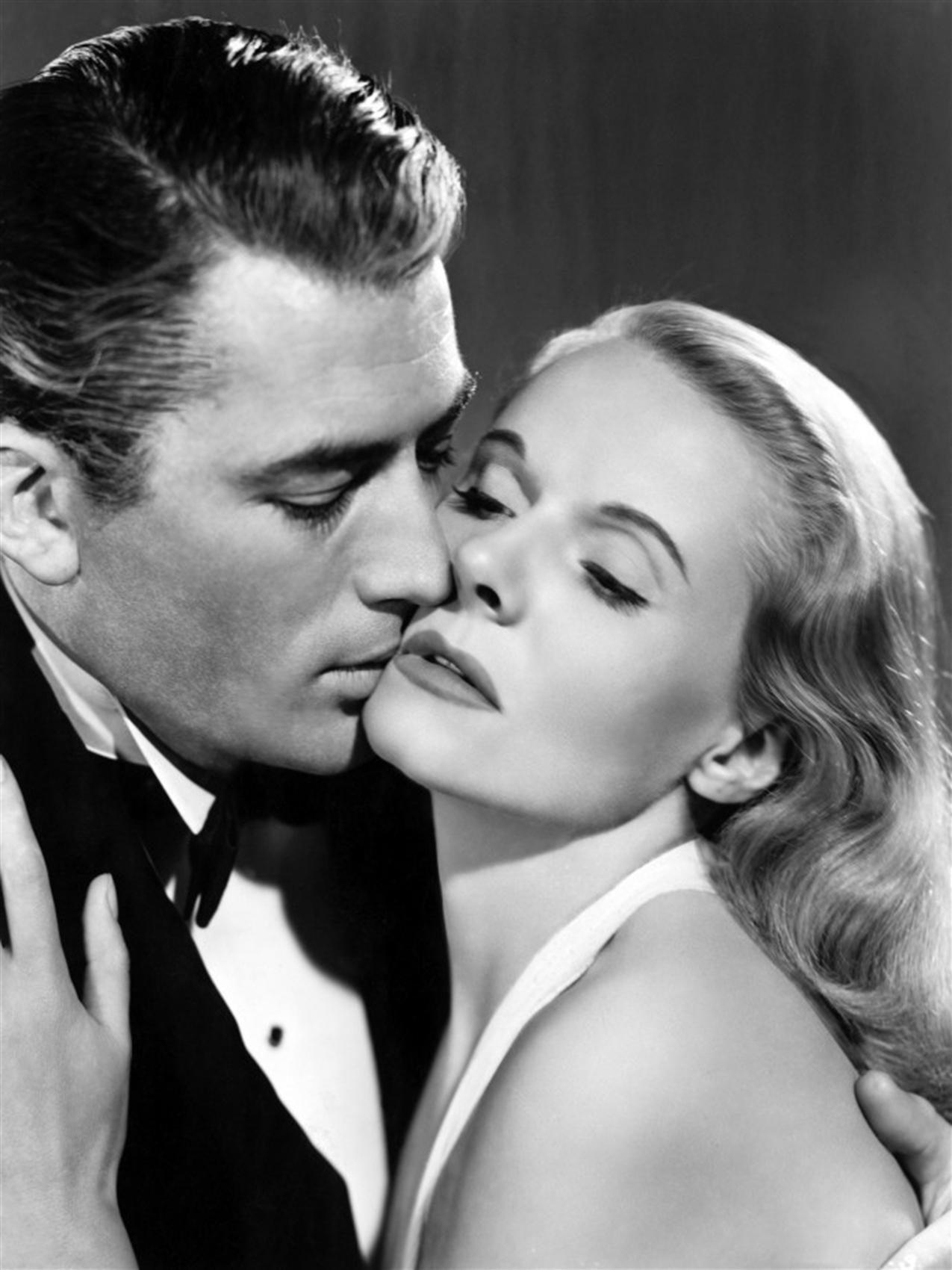
Peck i Ann Todd na fotosie z filmu Akt oskarżenia (1947)

Jego trzecim filmem z 1947 był kryminalny dramat sądowy z elementami gatunku noir Akt oskarżenia (reż. Alfred Hitchcock), zekranizowany na podstawie powieści Czarna toga Roberta Hichensa z 1933. Przedstawiał on historię młodego londyńskiego adwokata Anthony’ego Keane’a (Peck), podejmującego się obrony Maddaleny Anny Paradine (Alida Valli), oskarżonej o zamordowanie swojego majętnego i niewidomego męża. Z biegiem czasu, nawiązawszy romans z kobietą, coraz bardziej wierzy w jej niewinność. Do pozostałych ról zaangażowano Ann Todd, Charlesa Laughtona, Ethel Barrymore i debiutującego za oceanem Louisa Jourdana. Filmowanie było utrudnione; wpływ na to miały napięte stosunki między Hitchcockiem a Selznickiem (był to ich ostatni wspólny projekt) i ciągłe zmiany scenariusza. Obraz poniósł klapę finansową i otrzymał mieszane oceny.
Również w 1947, przy finansowym wsparciu Selznicka, utworzył wraz z Dorothy McGuire i Melem Ferrerem profesjonalny teatr La Jolla Playhouse z siedzibą w audytorium La Jolla High School. Z uwagi na harmonogram filmowy, przez większą część zajmował się kwestiami organizacyjnymi, pełnił funkcję dyrektora artystycznego i producenta. Okazjonalnie występował: na zakończenie sezonu wraz z Laraine Day w sztuce Angel Street autorstwa Patricka Hamiltona, w 1948 w The Male Animal w duecie z Marthą Scott, a w 1949 w Light Up the Sky pióra Mossa Harta z Jean Parker i Benjay Venuto. Na początku lat 50. zarządzanie przejął John Swope, mąż McGuire. La Jolla Playhouse zyskał miano czołowego teatru regionalnego w Stanach Zjednoczonych.

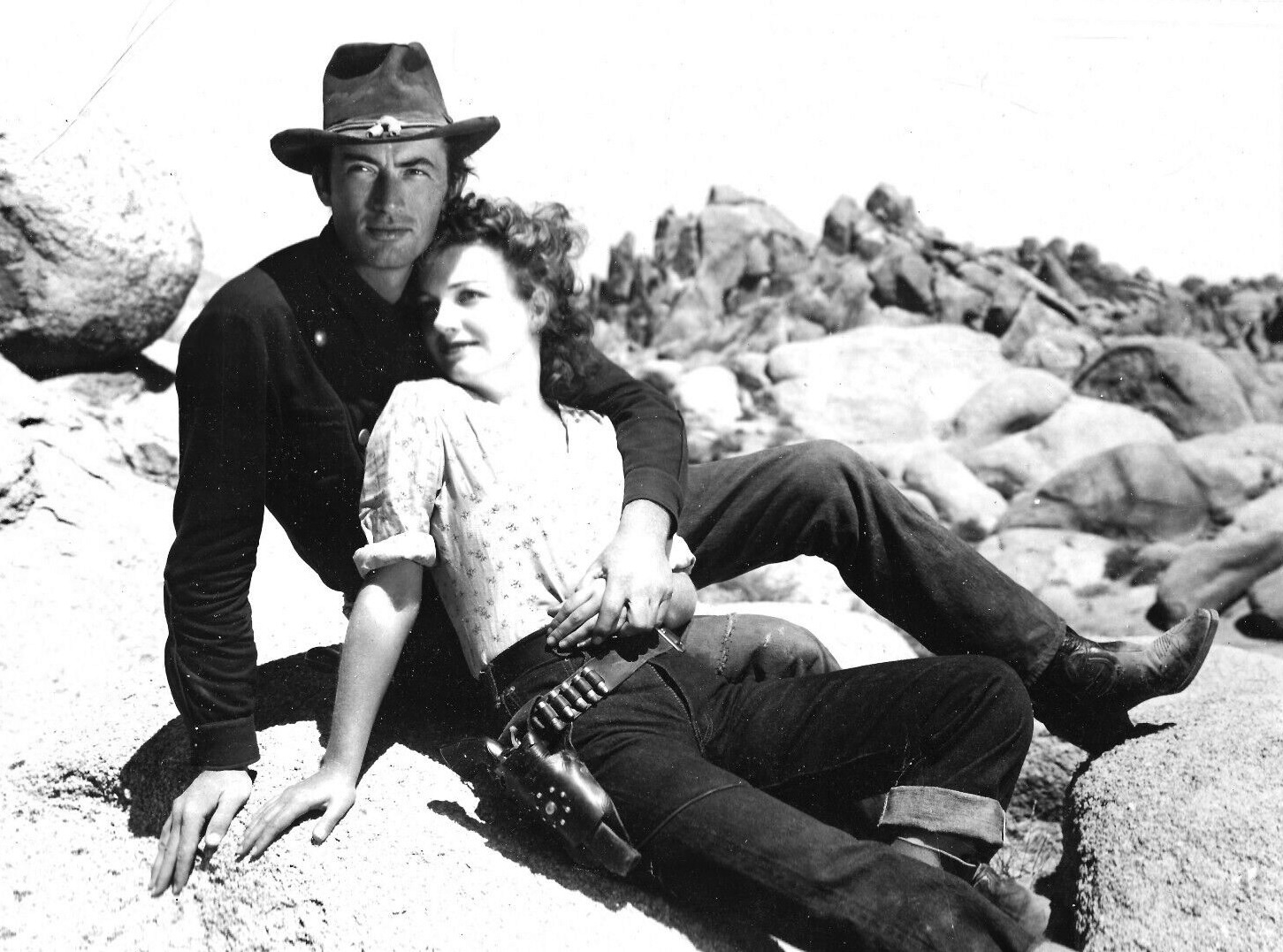
Peck i Anne Baxter w kadrze z filmu Droga do Yellow Sky (1949)

12 stycznia 1948 znalazł się na okładce „Time’a”. Prócz artykułu mu poświęconego, tygodnik zwracał uwagę, że „Peck jest haniebnie słabo opłacany jak na hollywoodzkie standardy”; podczas gdy równorzędni mu aktorzy inkasowali kwoty na poziomie 200 tys. dolarów (lub więcej) za film, jego gaża wynosiła od 50 do 65 tys. dolarów. W lutym „Look” przyznał mu tytuł najlepszego aktora 1947 za Dżentelmeńską umowę.
1 lutego 1949 na ekrany kin wprowadzono western Droga do Yellow Sky (reż. William A. Wellman). Fishgall scharakteryzował go jako „skrzyżowanie staromodnej strzelanki i moralnej opowieści à la Skarb Sierra Madre [1948]”. Sportretował Jamesa „Stretcha” Dawsona, przywódcę przybywających do tytułowego wyludnionego miasta w Arizonie wyjętych spod prawa rabusiów. Uczucie do mieszkanki Constance „Mike” Mae (Anne Baxter) doprowadza go do konfrontacji ze swoim gangiem, na czele którego staje Dude (Richard Widmark). Oparty na nieopublikowanym opowiadaniu W.R. Burnetta film przyniósł 2 miliony 800 tys. dolarów zysku, a krytycy komplementowali rolę Pecka, podobnie jak i western, który po latach został zapomniany.
Porażką okazał się częściowo oparty na powieści Gracz Fiodora Dostojewskiego dramat kostiumowy Wielki grzesznik (reż. Robert Siodmak), stanowiący wypełnienie umowy Pecka z MGM. Przedstawiał on historię zmagającego się z uzależnieniem od hazardu rosyjskiego pisarza Feodora „Fedji” Dostojewskiego (Peck), któremu w walce z chorobą pomaga Pauline Ostrovsky (Ava Gardner), córka generała (Walter Huston). W opinii krytyków film był zbyt „ponury i sztuczny”. Następnie wziął udział w charytatywnym przedsięwzięciu – dołączając do utworzonego przez Johna Forda zespołu hollywoodzkich aktorów, z którym występował, w drugoplanowej roli, w sztuce What Price Glory? Maxwella Andersona i Laurence’a Stallingsa, mającej na celu zbieranie funduszy na rzecz Purple Heart Recreation Center w San Fernando Valley.

#### Z jasnego nieba

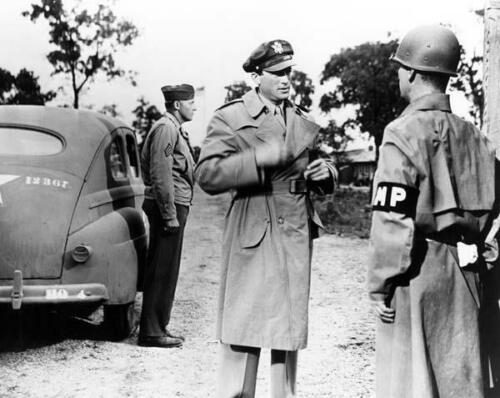
Peck w scenie z filmu wojennego Z jasnego nieba (1949)

Jego ostatnim filmem z 1949 był zrealizowany dla 20th Century Fox dramat wojenny Z jasnego nieba (reż. Henry King), oparty na powieści pióra Sy Bartletta i Beirne’a Laya Jr. z 1948. Początkowo odrzucił rolę generała brygady Franka Savage’a, ze względu na słabą znajomość tematu oraz zbyt duże podobieństwo do Decyzji na komendę (1948, reż. Sam Wood). Gdy scenariusz poprawiono, za namową Kinga i Zanucka, zgodził się przyjąć ofertę. Jako doradców technicznych zatrudniono członków z grupy bombowej Franka A. Armstronga. W przygotowaniu do roli pomagała mu austriacka aktorka Elsa Schreiber (efektywność szkolenia skutkowała kontynuacją współpracy przy kolejnych projektach Pecka). „Kiedy zaczynasz próby z Gregiem, on jest w tej roli i przestaje być sobą. Jest najciężej pracującym człowiekiem, jakiego widziałem” – wspominał King.
Fabuła koncentrowała się na osobie Franka Savage’a (Peck), który przejmuje rozbity moralnie po dotkliwych porażkach z III Rzeszą oddział amerykańskich bombardierów. Napotkawszy początkowo opór, z biegiem czasu zyskuje wśród podległych mu żołnierzy szacunek i przywraca jednostce odwagę oraz bojowość.
Film Kinga był kasowym i krytycznym sukcesem; „Cue” stwierdził, że „20th Century Fox stworzył jeden z największych i heroicznych dramatów tej wojny”, natomiast Bosley Crowther z „The New York Timesa” był zdania, że żaden hollywoodzki film, skupiający się na United States Army Air Forces [USAAF], nie może równać się z „surowym realizmem i uderzeniem Z jasnego nieba”. Jak napisał, Peckowi należy się „wysoka i szczególna pochwała”, ponieważ „wykonuje niezwykle zdolną pracę, ujawniając twardość i miękkość generała narażonego na niebezpieczeństwo”. Kreacja ta przyniosła mu nagrodę Stowarzyszenia Nowojorskich Krytyków Filmowych dla najlepszego aktora i nagrodę dla najlepszego aktora zagranicznego na Paryskim Festiwalu Filmowym. Czwartą nominację do nagrody Akademii Filmowej przegrał z Broderickiem Crawfordem, któremu przyznano statuetkę za występ w Gubernatorze (reż. Robert Rossen).

### Lata 50.

#### Jim Ringo

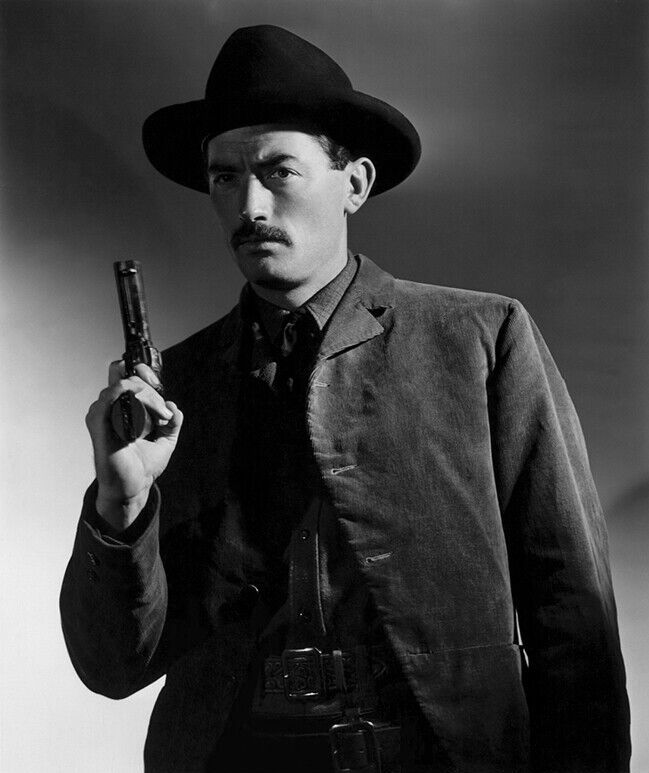
Peck na fotosie promocyjnym z filmu Jim Ringo (1950)

Do westernu powrócił tytułową kreacją w filmie Jim Ringo (1950, reż. Henry King). Rozgrywająca się w latach 80. XIX wieku historia przedstawiała losy słynącego z refleksu i szybkości rewolwerowca (Peck), chcącego przejść na emeryturę. Pragnie zaznać stabilizacji oraz spokoju w otoczeniu dawno niewidzianego syna Jimmy’ego (B.G. Norman) i żony Peggy Walsh (Helen Westcott), której względy usiłuje odzyskać. Premiera odbyła się 23 czerwca 1950 w Roxy Theatre. Mimo pozytywnych recenzji – przeważyły w nich określenia „niezwykle przekonujący”, „porywający i dość ekscytujący” oraz „nieustępliwy… i intensywny” – odniósł przeciętny wynik kasowy (szacuje się, że wpływy brutto wyniosły 1 milion 950 tys. dolarów). Krytycy doceniali Pecka; „Variety” napisał, że „doskonale wciela się w tytułową rolę, człowieka skazanego na zabijanie, aby nie zostać zabitym. Daje mu wielką sympatię i rodzaj surowego indywidualizmu, który czyni go prawdziwym”. Udane kreacje w westernach Pojedynek w słońcu, Droga do Yellow Sky i Jim Ringo sprawiły, że Pecka zaczęto określać mianem „kowbojskiej gwiazdy roku”. Po latach film Kinga zyskał status klasyka gatunku i zainicjował modę na „dojrzałe” westerny. Molyneaux pisał, że Jim Ringo nadał „psychologiczną głębię i siłę, która pomogła ożywić umierający wówczas gatunek”. W lutym 1951 został laureatem Henrietta Award, Złotego Globu dla najpopularniejszego aktora.
Kolejnym projektem był zrealizowany w 1951 dla Warner Bros. – do studia Jacka L. Warnera wypożyczył go na jeden film za 150 tys. dolarów znajdujący się w trudnej sytuacji finansowej Selznick – western Only the Valiant (reż. Gordon Douglas) z Barbarą Payton i Wardem Bondem w obsadzie, którego scenariusz powstał w oparciu o powieść Charlesa Marquisa Warrena z 1943. Zmęczony gatunkiem westernu, nie był zadowolony z filmu, twierdząc, że nie posiada on jakości jego wcześniejszych produkcji; dodatkowo nie podobał mu się fakt, iż był zmuszony nosić strój, w którym wcześniej występował Rod Cameron. Za udział w drugorzędnym westernie zainkasował 60 tys. dolarów (lub 65 tys.). Film, podobnie jak Peck, zebrał przychylne recenzje; Dorothy Manners pisała na łamach „Los Angeles Examinera”, że „jest [on] sumiennym wykonawcą i daje z siebie wszystko”.
W tym samym roku – będąc ponownie wypożyczonym przez Selznicka – zagrał główną rolę w przygodowo-kostiumowym filmie wojennym Kapitan Hornblower (reż. Raoul Walsh), portretując tytułową rolę fikcyjnego oficera Royal Navy (RN) z okresu wojen napoleońskich, Horatio Hornblowera (w latach 40., gdy Warner Bros. nabyło prawa do ekranizacji trzech powieści C.S. Forestera, kandydatami byli Errol Flynn i Laurence Olivier). Był to pierwszy zagraniczny film w dorobku Pecka (zdjęcia powstawały w Anglii oraz we Francji). W głównej roli kobiecej partnerowała mu Virginia Mayo. Premiera miała miejsce 13 września. Zdaniem jednego z krytyków „The New York Timesa”, w stosunku do oryginału literackiego, Hornblower w wykonaniu Pecka prezentował „o wiele bardziej konwencjonalny typ romantyka”. Film był udanym przedsięwzięciem komercyjnym, przynosząc 3 miliony dolarów zysku.
Dobre wyniki finansowe Kluczy królestwa, Drogi do Yellow Sky i Z jasnego nieba spowodowały, że przed rozpoczęciem zdjęć do Jima Ringo podpisał nowy kontrakt z 20th Century Fox na kolejne trzy produkcje. Zakładał on wzrost wynagrodzenia za jeden film z 45 tys. do 100 tys. dolarów, co – zdaniem Fishgalla – było kwotą bardziej zgodną z jego pozycją w box offisie w owym czasie. Formalnie umowa zaczęła obowiązywać 21 września 1950.

#### Dawid i Betszeba

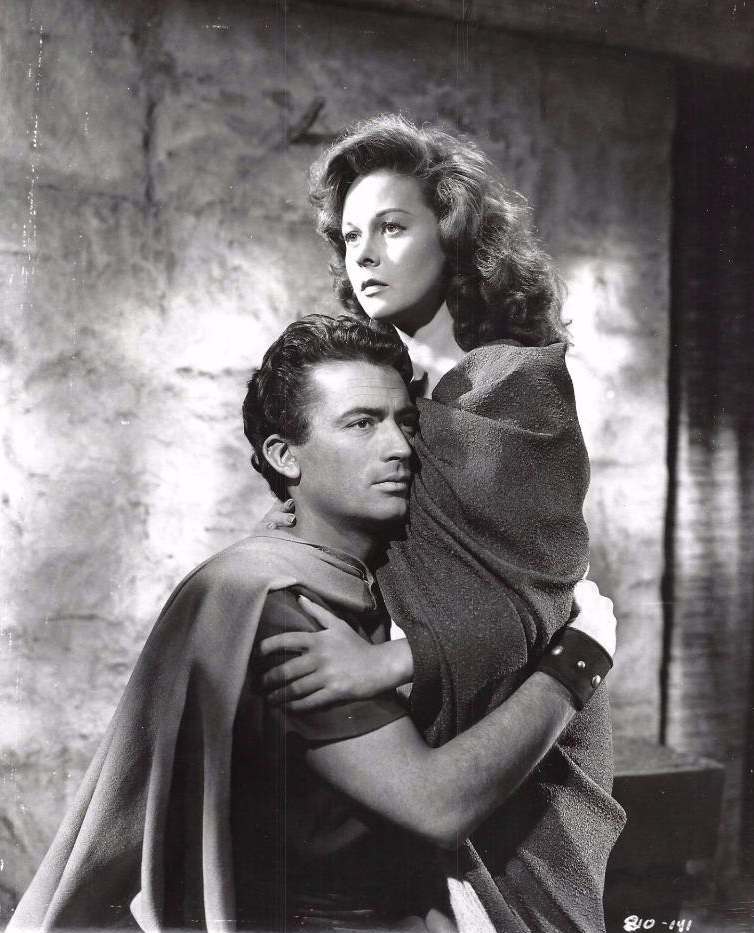
Peck i Susan Hayward w kadrze z filmu Dawid i Betszeba (1951)

Ostatnim filmem z 1951 był dramat historyczno-religijny Dawid i Betszeba (reż. Henry King), do obsady którego Zanuck wybrał go ze względu na „biblijne rysy twarzy” (początkowo odrzucił propozycję, jednak zmienił zdanie, gdy producent przekonał go, że historia skupi się na przedstawieniu studium charakteru głównego bohatera, posiadającego zarówno dobre, jak i złe cechy). Sportretował króla Dawida, bohaterskiego i cenionego władcę Izraela. Jego romans z Batszebą (Susan Hayward), żoną swojego żołnierza Uriasza (Kieron Moore), ściąga na niego i poddany mu lód gniew boży. Po premierze krytycy byli podzieleni w swoich ocenach – z jednej strony krytykowali nieudaną próbę wzniesienia się do poziomu eposu Cecila B. DeMille’a, z drugiej doceniali wysiłek włożony w osiągnięcie bogatszego ludzkiego dramatu. „The New Yorker” przychylnie oceniał kreację Pecka, pisząc, że „jego Dawid jest silny, zaniepokojony i całkiem wiarygodny, człowiek o głębokich uczuciach i równie głębokim zwątpieniu”. Także „Newsweek” chwalił odtwórców pierwszoplanowych kreacji: „Zarówno Peck, jak i panna Hayward wnoszą znaczną godność i przekonanie do swoich ról”.

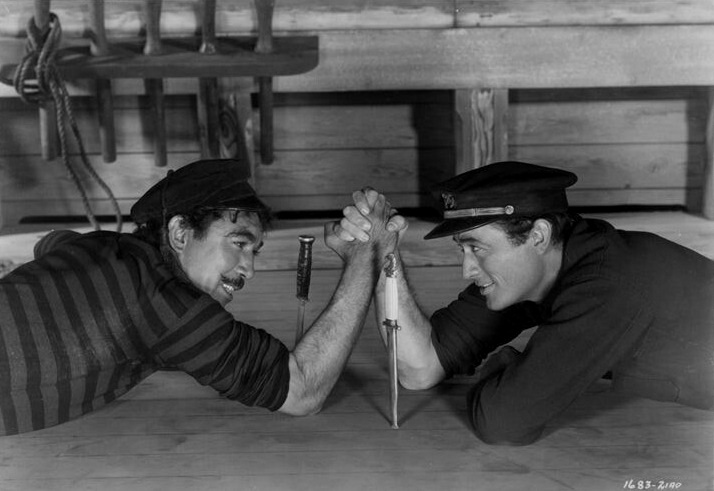
Anthony Quinn i Peck w kadrze z filmu Ma w ramionach cały świat (1952)

Obraz Kinga uzyskał pięć nominacji do nagrody Akademii Filmowej i był sukcesem kasowym, generując w box offisie w pierwszym wydaniu 7 milionów dolarów, deklasując m.in. takie tytuły, jak Amerykanin w Paryżu, Kłopotliwy wnuczek (oba w reżyserii Vincente Minnellego) i Tramwaj zwany pożądaniem (reż. Elia Kazan).
Przystępując do pracy nad dramatem przygodowym Ma w ramionach cały świat (1952, reż. Raoul Walsh) studia Universal-International, będącym ekranizacją powieści Rexa Beacha, korzystając ze statusu wolnego aktora, zrezygnował z wysokiej gaży na rzecz części zysków z przychodów brutto. W głównych rolach partnerowali mu Ann Blyth i Anthony Quinn. Wspólną grę z Quinnem Peck określał mianem „przyjaznej rywalizacji”. Mimo umiarkowanych ocen, film przyniósł zyski w wysokości 3 milionów dolarów, zaś sam aktor porównywał go do „chłopięcej opowieści przygodowej, zrobionej z dużą troską, ilością zabawy i poczucia humoru”.
Kontynuację współpracy z Henrym Kingiem stanowiła zrealizowana w technicolorze adaptacja krótkiego opowiadania Hemingwaya z 1936 – Śniegi Kilimandżaro. Wcielił się w rolę rannego w czasie afrykańskiego safari pisarza Harry’ego Streeta, który w otoczeniu opiekującej się nim żony Helen (Susan Hayward) wspomina swe życie i pasmo porażek na gruncie uczuciowym – w tym wielką miłość Cynthię Green (Ava Gardner) – i zawodowym. Film miał premierę 18 września w nowojorskim Rivoli Theatre, otrzymując mieszane recenzje; dla Bosleya Crowthera z „The New York Timesa” był on „urodziwy i ogólnie pochłaniający”, z kolei Hollis Alpert z „Saturday Review” opisywał go jako „długi, nudny i pretensjonalny”. Peck przyznawał, że najbardziej godnym uwagi był występ Gardner. „Robiła rzeczy w Śniegach Kilimandżaro, których nie mogła zaprezentować trzy lata wcześniej w Wielkim grzeszniku”.
Z wynikiem 6 milionów 500 tys. (lub 600 tys.) dolarów film uplasował się w czołówce podsumowania roku w box offisie. Haney pozytywnie oceniała jego powrót do „grania silnej amerykańskiej postaci”, ponieważ – jak argumentowała – większość krytyków uważała, że w takim typie bohatera „tkwi jego prawdziwa siła”. Reputacja oraz status międzynarodowej gwiazdy sprawiały, że osoba Pecka wzbudzała rosnące zainteresowanie wśród publiczności (gdy pojawił się na premierze Śniegów Kilimandżaro w sztokholmskim Park Theater, policja była zmuszona osłaniać go przed tłumem wielbicieli, podobnie reakcje miały miejsce w Kopenhadze i Oslo).

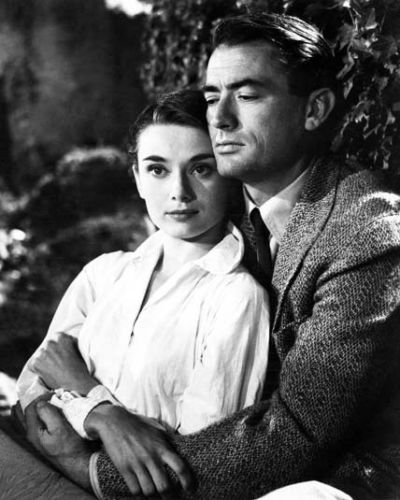
Audrey Hepburn i Peck w filmie Rzymskie wakacje (1953)

#### Rzymskie wakacje
Jedynym filmem Pecka z 1953 była zrealizowana przez Paramount Pictures komedia romantyczna Rzymskie wakacje (reż. William Wyler), a partnerowała mu debiutująca na srebrnym ekranie w Stanach Zjednoczonych Brytyjka Audrey Hepburn. Pierwotnie nie był przekonany do scenariusza, argumentując, że rola księżniczki Anny jest znacznie bardziej wyeksponowana – z tego powodu ofertę występu odrzucił Cary Grant. Zmienił zdanie po odbytej rozmowie z Wylerem, który miał przyznać: „nie sądziłem, że jesteś typem aktora, który mierzy wielkość ról” (dodatkową motywacją dla Pecka była chęć zagrania w pierwszej w swoim dorobku komedii). Zdjęcia powstawały w Rzymie, co było trudnym wyzwaniem dla ekipy, ze względu na panującą w owym czasie we Włoszech napiętą sytuację polityczną, wysokie temperatury, wilgoć oraz miejscową społeczność, która, będąc początkowo negatywnie nastawiona do realizacji filmu, pojawiła się podczas nagrywania pierwszej sceny w liczbie 10 tys., pomimo interwencji miejscowej policji, zakłócając buczeniem i gwizdami pracę na planie.

Peck podczas wizyty w Finlandii (1953)

Fabuła przedstawiała losy księżniczki Anny (Hepburn). Sfrustrowana etykietą towarzyszącą dworskim wizytom i napiętym grafikiem wymyka się potajemnie z terenu ambasady i przez jeden dzień zwiedza incognito „Wieczne Miasto” w towarzystwie poszukującego tematu na pierwszą stronę amerykańskiego reportera Joe Bradleya (Peck) – znającego jej prawdziwą tożsamość – i jego przyjaciela, fotografa Irvinga Radovicha (Eddie Albert).
Peck był pod wrażeniem gry Hepburn, określając ją jako „wspaniałą, niesamowitą dziewczynę, która może zrobić wszystko bez jakiegokolwiek wysiłku”. W połowie nagrań wykonał telefon, sugerując swemu agentowi, aby nazwisko Hepburn pojawiło się obok jego, nad tytułem filmu (umowa gwarantowała mu umieszczenie nazwiska na pierwszym miejscu w czołówce).
Rzymskie wakacje zdobyły powszechne uznanie wśród krytyków i publiczności, a także uzyskały m.in. dziesięć nominacji do nagrody Akademii Filmowej, triumfując w kategoriach dla najlepszej aktorki pierwszoplanowej, za najlepsze materiały do scenariusza oraz kostiumy. Peck – poza nominacją do BAFTY dla najlepszego aktora zagranicznego – zebrał pochlebne recenzje; A.H. Weiler napisał w „The New York Timesie”, że „jest rosłym i męskim towarzyszem i kochankiem, którego oczy przypominają jego powściągliwe oblicze”, z kolei dla Hollisa Alperta jego kreacja była „płynna i fachowa”.

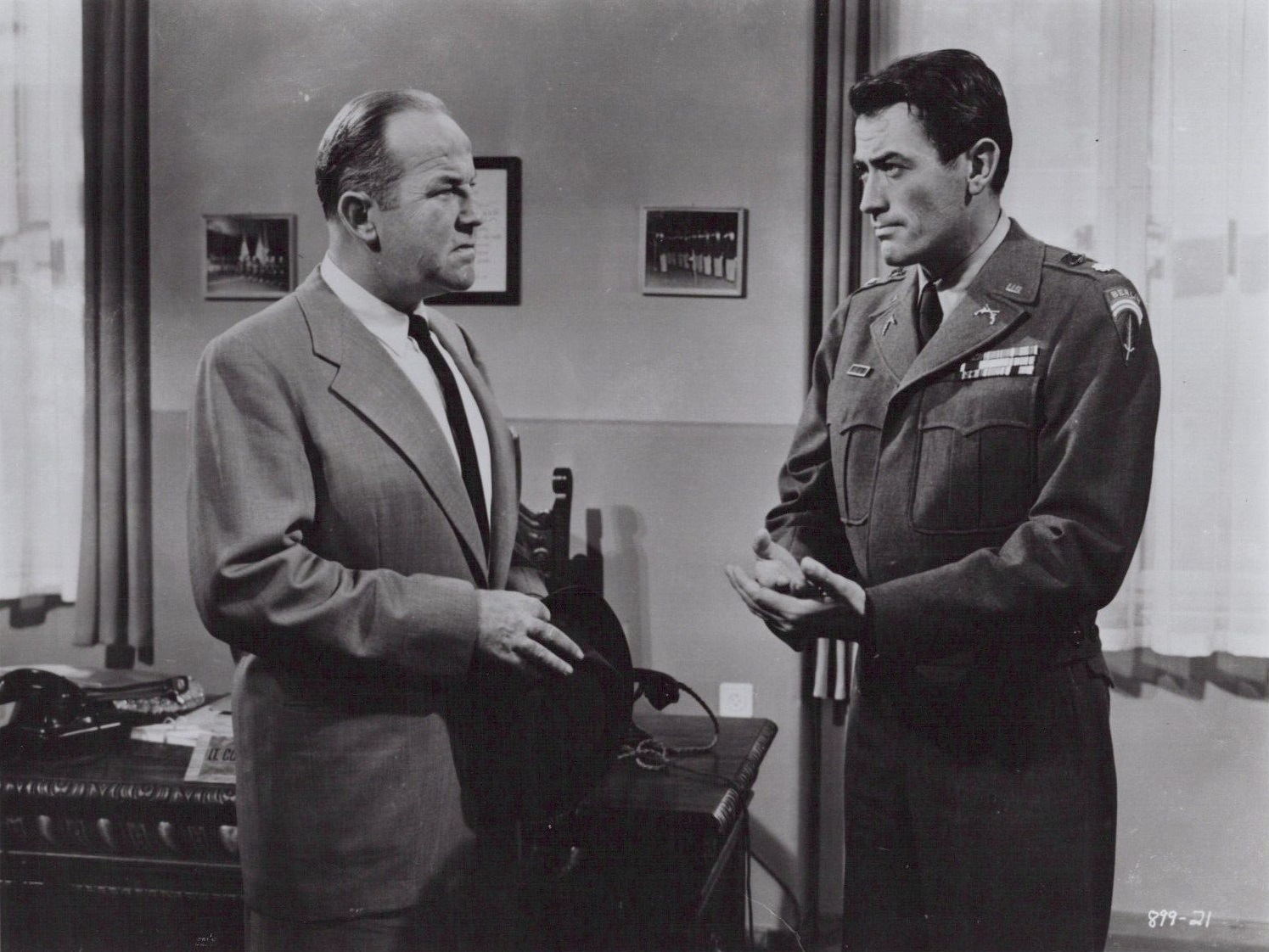
Broderick Crawford i Peck w filmie Ciemne sprawki (1954)

#### The Rank Organisation (1953–1954)
Korzystając ze zmian w amerykańskim kodeksie podatkowym – zwalniających każdego Amerykanina mieszkającego za granicami kraju przez co najmniej siedemnaście z osiemnastu miesięcy z płacenia podatku dochodowego w tym okresie – przez trzy i pół roku pracował w Europie, poczynając od Rzymskich wakacji (za co spotykała go krytyka w prasie). Związał się z brytyjską wytwórnią The Rank Organisation, dla której, w ramach opiewającej na 350 tys. dolarów za film umowy, wystąpił w 1954 w dwóch produkcjach. Zamieszkał przy Grosvenor Square w Londynie.

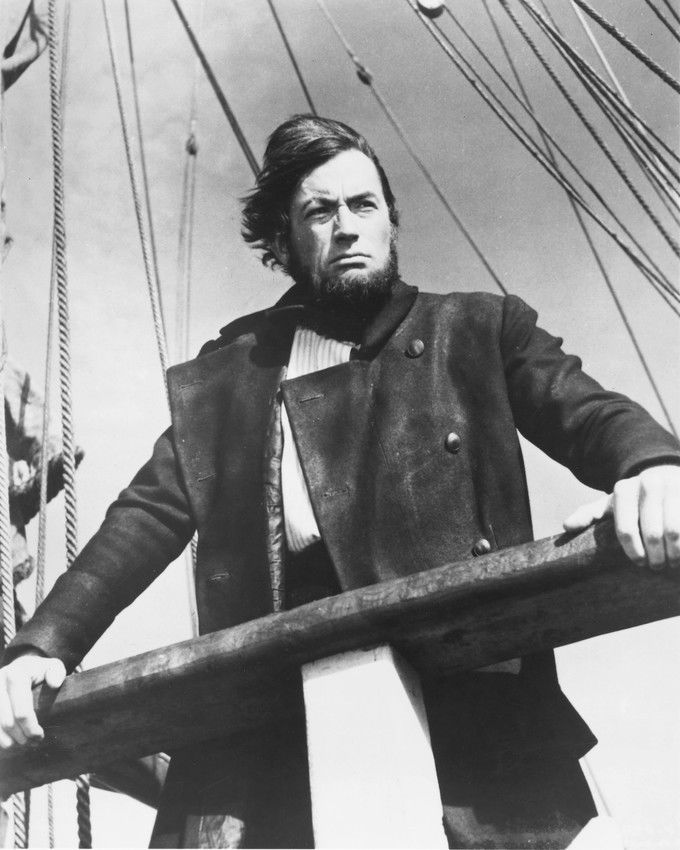
Peck jako kapitan Ahab w kadrze z filmu Moby Dick (1956)

Pierwszą z nich była zrealizowana w Londynie komedia Milioner bez grosza (reż. Ronald Neame), adaptacja opowiadania The Million Pound Bank Note Marka Twaina z 1893. Zagrał w niej Henry’ego Adamsa, amerykańskiego budowniczego statków, któremu dwaj ekscentryczni bracia – w ramach eksperymentu – wręczają wypożyczony z banku unikalny banknot o nominale miliona funtów. Bosley Crowther pisał, że „nie iskrzy humorem, nie emanuje ciepłem i wdziękiem”, Film odniósł umiarkowany sukces w box offisie.
W następnej kolejności wystąpił w osadzonym w czasach zimnej wojny dramacie szpiegowskim Ciemne sprawki, będącym debiutem reżyserskim Nunnally’ego Johnsona. Studio 20th Century Fox zrealizowało go w Niemczech przy użyciu techniki CinemaScope. Sportretował w nim stacjonującego w Berlinie Zachodnim pułkownika United States Army (USA) Steve’a Van Dyke’a, usiłującego odbić z rąk Sowietów uprowadzonego żołnierza amerykańskiego. Peck lubił rolę wojskowego z uwagi na „twardszy, ostrzejszy, obdarzony większym humorem i agresją rodzaj charakteru bohatera”. Dobre recenzje nie przełożyły się na wynik kasowy.
Drugim filmem dla The Rank Organisation był wojenny dramat przygodowy Purpurowa ziemia (reż. Robert Parrish). Wcielił się w nim w majora Billa Forrestera, dowódcę Royal Canadian Air Force (RCAF). Zdjęcia do ekranizacji powieści wojennej Herberta Ernesta Batesa z 1947 realizowano w Azji Południowo-Wschodniej (m.in. na wyspie Cejlon) i w Pinewood Studios, a w głównej roli kobiecej partnerowała mu Win Min Than. Podobnie jak Milioner bez grosza, Purpurowa ziemia spotkała się z mniejszym uznaniem krytycznym i komercyjnym, choć rolę Pecka komplementowano.
W lutym 1955 po raz drugi otrzymał Henrietta Award, dla najpopularniejszego aktora 1954. Był rozpatrywany do roli Piotr Bezuchowa w filmie Wojna i pokój (1956, reż. King Vidor), którą ostatecznie dostał Henry Fonda.

#### Moby Dick
W 1954 przystał na ofertę występu w zrealizowanym dla Warner Bros. dramacie przygodowym Moby Dick (reż. John Huston), będącym adaptacją powieści Melville’a. Sportretował w nim głównego protagonistę, kapitana Ahaba, dowódcę statku wielorybniczego Pequod. Pałając obsesyjną żądzą zemsty nie zważa na zagrożenie życia załogi i za wszelką cenę usiłuje schwytać tytułowego Moby Dicka – białego wieloryba, przez którego w przeszłości stracił nogę. Obsadę uzupełnili Richard Basehart, Leo Genn, James Robertson Justice, Harry Andrews i Orson Welles. W trakcie realizacji ekipa napotykała na szereg trudności produkcyjnych i pogodowych, co wydłużyło proces nagrywania do dziewięciu miesięcy. Niesatysfakcjonujące warunki pracy miały bezpośredni wpływ na relacje reżysera z Peckiem, który po latach wspominał, że Huston „nie był aż tak świetnym reżyserem z perspektywy aktorów” oraz nie pomagał mu w odpowiednim budowaniu wymagającej roli Ahaba. Z kolei Huston uważał, że Peck „wniósł do tej roli niezwykłą godność”. Jego gaża wyniosła 250 tys. dolarów plus procent z wpływów brutto.

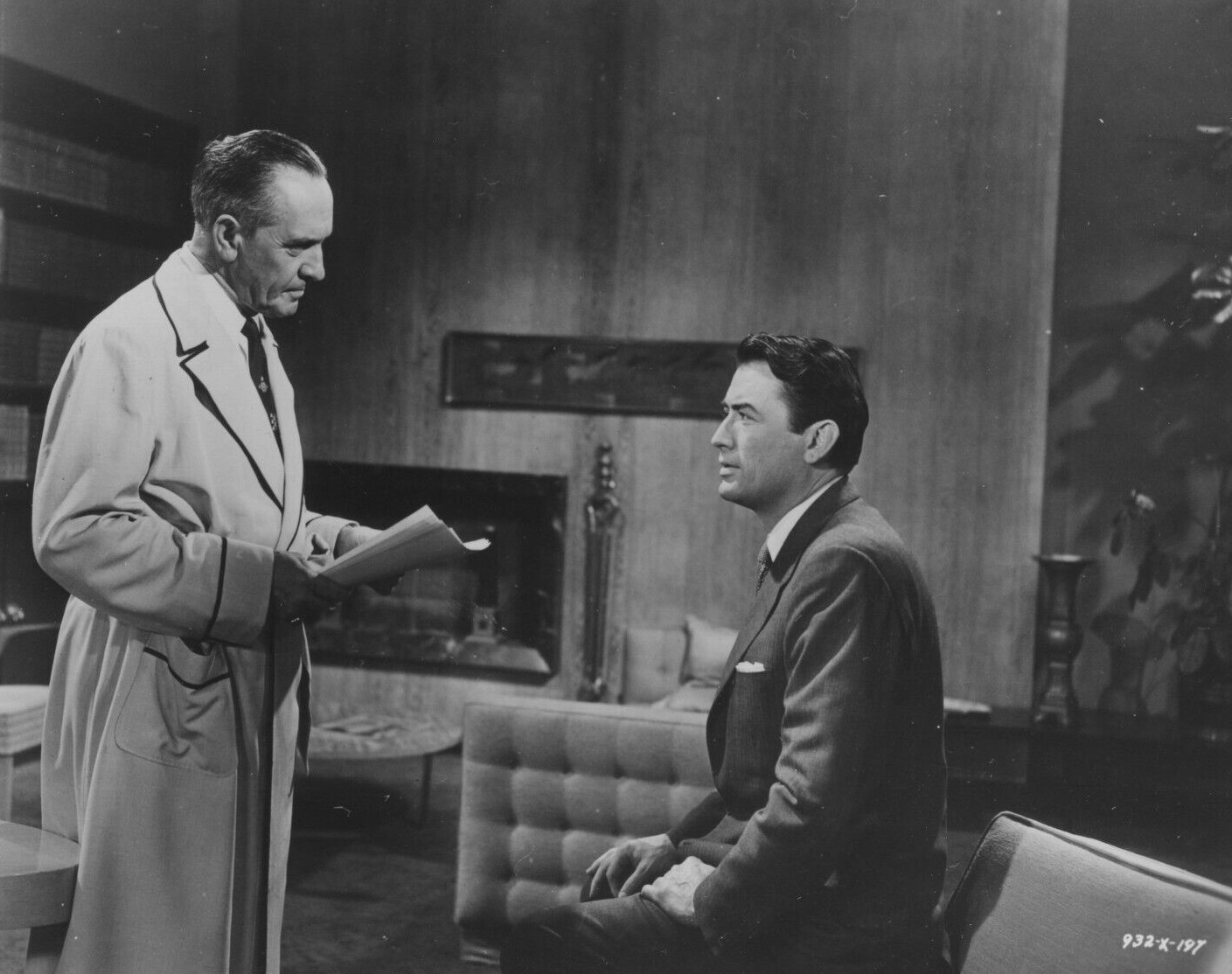
Fredric March i Peck w filmie Człowiek w szarym garniturze (1956)

Po premierze – mającej miejsce 27 czerwca 1956 – Moby Dick uzyskał entuzjastyczne recenzje; Bosley Crowther określał go mianem „jednego z wielkich naszych czasów”, natomiast William Zinsser z „New York Herald Tribune” napisał, że „może być on najlepszym filmem jaki zrobiono w tym kraju”. Zyski szacowano na 5 milionów 200 tys. dolarów, dzięki czemu zajął 9. miejsce w amerykańskim box offisie, lecz ze względu na wysoki budżet (4 miliony 500 tys. dolarów), nie udało mu się osiągnąć progu rentowności. Rolę Ahaba w wykonaniu Pecka – który nie był zadowolony z filmu – oceniano negatywnie; „Daily News” nazwał go „sztywnym i scenicznym”. Sam aktor nie był w stanie utożsamić się z bohaterem, mówiąc: „Nie mogłem pokonać wrażenia, że Ahab był starym szaleńcem”. Dla „Variety” był „zbyt dżentelmeński jak na człowieka rzekomo pochłoniętego szaloną furią”.
Otrzymawszy negatywne recenzje za sportretowanie Ahaba, poszukiwał ról, dzięki którym mógłby się rozwijać. Po powrocie do Stanów Zjednoczonych zawarł z 20th Century Fox nowy kontrakt, zakładający występ w pięciu filmach w ciągu trzech lat i gażę w wysokości 250 tys. dolarów za każdy z nich.
Pierwszym projektem w ramach umowy był dramat Człowiek w szarym garniturze (1956, reż. Nunnally Johnson), ekranizacja bestsellerowej powieści Sloana Wilsona, z odbiorem którego wiązał duże nadzieje. Partnerowali mu Jennifer Jones i Fredric March. Film, przedstawiający historię szczęśliwego męża i ojca Toma Ratha (Peck), którego prześladują przeżycia z czasów II wojny światowej, otrzymał mieszane oceny (rola Pecka zbierała na ogół pozytywne reakcje krytyków). Mimo 4 milionów 350 tys. dolarów zysku, nie krył niezadowolenia (miał nadzieję, że film pozwoli w wymowny sposób spojrzeć na problemy weteranów wojennych kilka lat później).

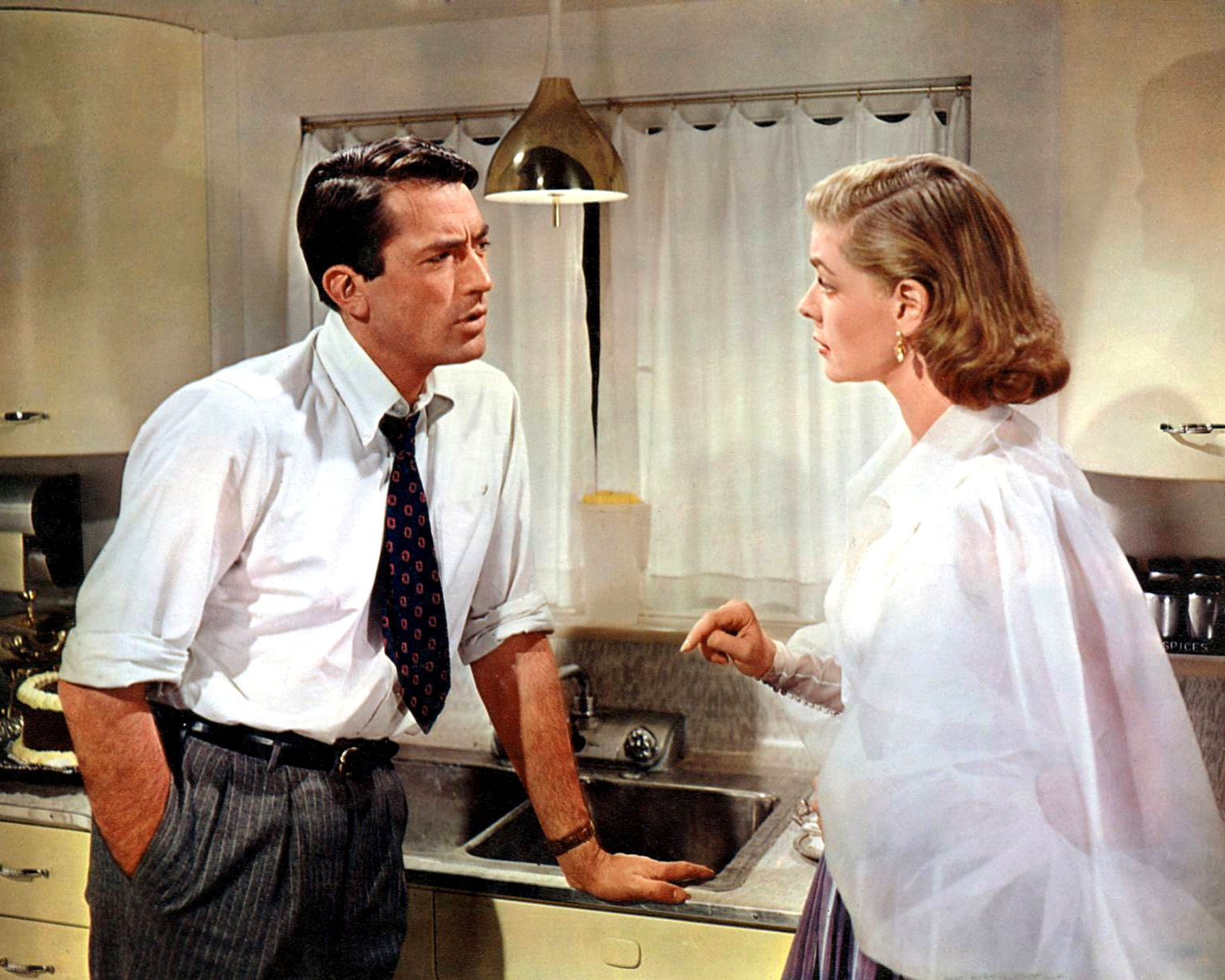
Peck i Lauren Bacall w kadrze z filmu Żona modna (1957)

Przyjąwszy propozycję gościnnego występu w komedii przygodowej W 80 dni dookoła świata (1956, reż. Michael Anderson), w trakcie trwania zdjęć jedyny raz w swej karierze został zwolniony z filmu; w ocenie syna reżysera „nie traktował roli majora kawalerii wystarczająco poważnie”.
Do współpracy z MGM, pierwszej od czasu Wielkiego grzesznika, powrócił przy realizacji komedii romantycznej Żona modna (1957, reż. Vincente Minnelli), poruszającej wątek wojny płci. Wcielił się w Mike’a Hagena, reportera sportowego, który w Nowym Jorku poznaje, zakochuje się, a następnie poślubia projektantkę sukienek Marillę Brown (Lauren Bacall). Kiedy para wraca do Los Angeles, odkrywa, że ich światy diametralnie różnią się od siebie, co doprowadza do szeregu komicznych sytuacji. Krytycy, wystawiwszy obrazowi mieszane recenzje, zarzucali mu zbyt duże podobieństwo do produkcji z gatunku screwball comedy z lat 30. oraz liczne nawiązania do Kobiety roku (1942, reż. George Stevens) i duetu Katharine Hepburn–Spencer Tracy, przez co odniósł skromny sukces.

#### Biały Kanion

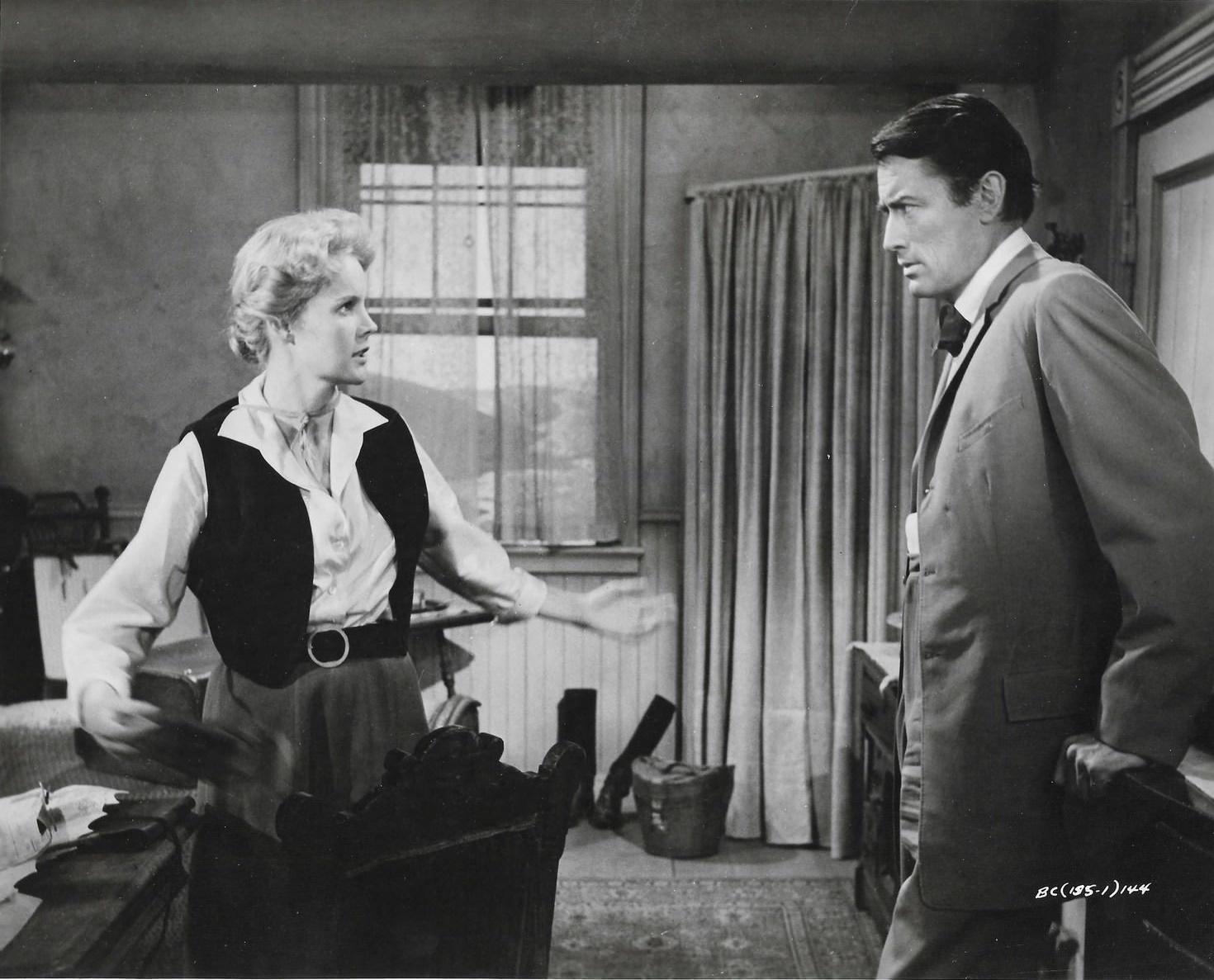
Carroll Baker i Peck w westernie Biały Kanion (1958)

W 1956 – wraz ze współscenarzystą filmu Z jasnego nieba, Sy Bartlettem – utworzył firmę Melville Productions, która weszła we współpracę z United Artists. Zwróciwszy uwagę na krótkie opowiadania Ambush at Blanco Canyon autorstwa Donalda Hamiltona – zamieszczane na łamach „The Saturday Evening Posta”, a wydane w 1958 jako powieść The Big Country, wyraził zainteresowanie projektem. Na jego potrzeby utworzył odrębną firmę od Melville, Anthony Productions. Z wyznaczonym do reżyserii Williamem Wylerem pełnił funkcję współproducenta. Uzyskał też przywilej zatwierdzania obsady i scenariusza oraz, z uwagi na doświadczenie w hodowli bydła, wybór koni i wynajem inwentarzu.

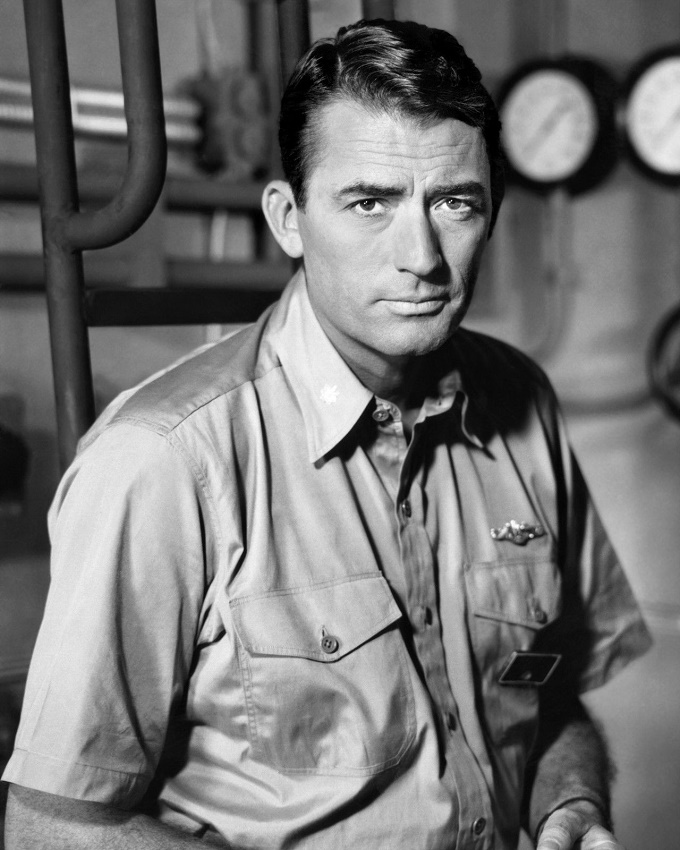
Peck na fotosie promującym film Ostatni brzeg (1959)

Fabuła westernu Biały Kanion (1958) przedstawiała historię kapitana żeglugi morskiej w stanie spoczynku Jamesa McKaya (Peck). Przybywa on na Dziki Zachód, aby poślubić swoją narzeczoną Patricię Terrill (Carroll Baker). Trafia w sam środek konfliktu pomiędzy zwaśnionymi rodami Terrillów i Hannasseyów, walczących o przejęcie kontroli nad ranczem Wielkie Bagno, na którym znajduje się jedyny wodopój w okolicy. Pięciomiesięczny okres produkcji był naznaczony licznymi problemami – nad scenariuszem pracowało kilku autorów, a przedłużające się zdjęcia spowodowały, że budżet wzrósł o milion dolarów. Napięte relacje panowały między Peckiem a Wylerem (reżyser bezskutecznie domagał się m.in. usunięcia jego nazwiska z funkcji współproducenta). Konflikt zaważył na ich przyjaźni; od tego czasu nie współpracowali więcej ze sobą.
Film uzyskał mieszane oceny; z jednej strony „New York Herald Tribune” nazwał go „prawdziwym pięknem wśród westernów”, z drugiej zarzucano mu przesadzistość i rozwlekłość. Fishgall napisał, że żeglarz miłujący pokój był „prawdopodobnie najbardziej heroiczną rolą Pecka od czasu Kapitana Hornblowera”.
Również w 1958 wystąpił w westernie Bravados (reż. Henry King) dla 20th Century Fox, w którym partnerowała mu Joan Collins. Oparty na powieści pióra Franka O’Rourke’a obraz – koncentrujący się na motywie zemsty farmera Jima Douglassa (Peck), poszukującego sprawców brutalnego mordu na swojej żonie – zebrał mieszane recenzje. Nie zwrócił też kosztów produkcji i promocji (większe uznanie zyskał po latach).

#### Ostatni brzeg
W 1959 na ekrany kin weszły trzy produkcje z jego udziałem: pierwszą z nich był oparty na książce Samuela Marshalla dramat wojenny Wzgórze Pork Chop (reż. Lewis Milestone), opowiadający o próbie zdobycia wzgórza Pork Chop przez siły ONZ podczas wojny koreańskiej. Pomimo przychylnych recenzji, wyprodukowany przez Melville obraz poniósł klapę finansową. Następnie zagrał w postapokaliptycznym dramacie science-fiction Ostatni brzeg (reż. Stanley Kramer). Fabuła zekranizowanego w oparciu o powieść Nevila Shute’a z 1957 filmu skupiała się na historii kilku osób, które w obliczu nuklearnej zagłady, będącej wynikiem ogólnoświatowej wojny jądrowej, stawiają czoła ostatnim dniom w swoim życiu. Obsadę uzupełnili Ava Gardner, Fred Astaire i Anthony Perkins. Ostatni brzeg, zawierający antynuklearne przesłanie, premierę miał 17 grudnia w kilkunastu największych miastach świata, w tym w Moskwie. Peck, jako przedstawiciel Kramera, osobiście brał udział w projekcji, m.in. w towarzystwie ambasadora Llewellyna Thompsona, a po zakończeniu wygłosił przemówienie, apelując o międzynarodowy pokój.
Film uzyskał mieszane recenzje i wywołał ożywioną dyskusję – z jednej strony Artur Knight z „Saturday Review” pisał, że „Ostatni brzeg celuje w coś wielkiego, a okazuje się czymś niesamowitym”, z drugiej senator Wallace Foster Bennett z Utah potępił obraz, nazywając go „wyobrażeniowym dziełem science fiction, fantazją, a nie dramatyzacją tego, co prawdopodobnie wydarzyłoby się w przypadku wojny nuklearnej”. Mimo tego odniósł sukces kasowy, generując przychód w wysokości 6 milionów 200 tys. dolarów, dzięki czemu uplasował się w pierwszej dziesiątce w amerykańskim box offisie za rok 1960. Ostatnim projektem z 1959 był dramat biograficzny Ukochany niewierny (reż. Henry King) – koncentrujący się na burzliwym związku pisarza Francisa Scotta Fitzgeralda (Peck) z felietonistką Sheilą Graham (Deborah Kerr). Film zebrał przeciętne oceny i poniósł porażkę w box offisie. Peck, który zdaniem krytyków nie pasował do roli, przyznawał, że zgodził się na angaż, by dotrzymać zobowiązania kontraktowego z 20th Century Fox. Krytyczne zdanie wyrażała też Graham.
Pod koniec roku przyjął ofertę występu w musicalowej komedii The Billionaire z Marilyn Monroe. Wycofał się, gdy po poprawkach scenariusza uznał, że jego rola jest znacznie pomniejszona w stosunku do kobiecej, kreowanej przez Monroe. Zastąpił go Yves Montand, a film ukazał się pod tytułem Pokochajmy się (1960, reż. George Cukor).

### Lata 60.

#### Działa Navarony

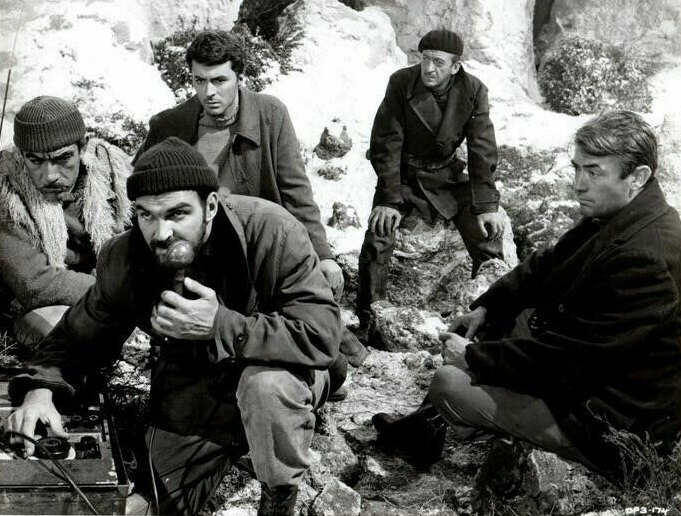
Peck (pierwszy z prawej) w filmie Działa Navarony (1961)

W 1960 został zaangażowany do głównej roli w przygodowym filmie wojennym Działa Navarony (1961, reż. J. Lee Thompson). Zagrał kapitana Keitha Mallory’ego, głównodowodzącego małym oddziałem komandosów podczas II wojny światowej, których celem było zniszczenie dwóch nowoczesnych dział nazistowskich, strzegących przejścia na Morzu Egejskim. Główną obsadę uzupełnili David Niven, Anthony Quinn, Stanley Baker, Anthony Quayle, Irini Papas, Gia Scala i James Darren. Peck samodzielnie dokonał wyboru Thompsona na stanowisko reżysera. W trakcie realizacji przekazywał Carlowi Foremanowi – który scenariusz napisał w oparciu o powieść Alistaira MacLeana – notatki, sugerujące zmiany w kwestiach, nadające jego postaci większej wagi. Thompson przyznawał, że pomiędzy Peckiem, Quinnem i Nivenem toczyła się „przyjacielska rywalizacja”.
Dystrybuowane przez Columbia Pictures Działa Navarony, niosące ze sobą antywojenny przekaz, były przebojem komercyjnym i kasowym. Spośród sześciu nominacji do nagrody Akademii Filmowej, w tym m.in. dla najlepszego filmu i za najlepszą reżyserię, zdobyły statuetkę za najlepsze efekty specjalne, a także dwa Złote Globy – dla najlepszego dramatu i za najlepszą muzykę. Choć film Thompsona nie powtórzył wyniku Mostu na rzece Kwai (1957, reż. David Lean), okazał się sukcesem w amerykańskim box offisie w 1961, generując 12 milionów 500 tys. dolarów zysku (gaża Pecka wyniosła 750 tys. dolarów plus prowizja od przychodów brutto, dzięki czemu zainkasował 2 miliony dolarów; był to najbardziej kasowy projekt w jego dotychczasowej karierze).

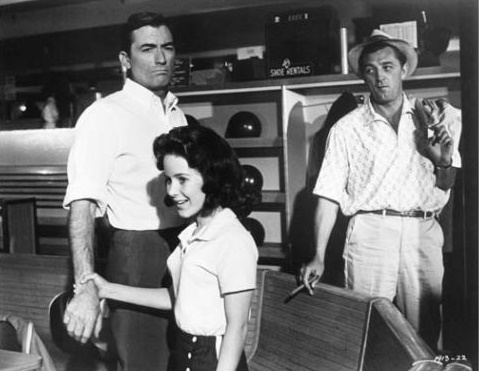
Peck, Martin i Mitchum w kadrze z filmu Przylądek strachu (1962)

Recenzje prasowe dla filmu były pozytywne; Paul Beckley z „New York Herald Tribune” określił go „podręcznikowym przykładem tego, jak manipulować elementami suspensu”, a krytycy doceniali również Pecka – „The New York Times” pisał, że „jest [on] chudym, lakonicznym himalaistą, który akceptuje zadanie z wielkim niepokojem i staje się zdecydowanym liderem”. „Variety” zwracał uwagę na lakonizm głównego bohatera i autorytatywność w byciu oficerem, gdy przychodzi mu przejąć kontrolę.
Po sukcesie filmu, jak przyznał Molyneaux, „ponownie zaczął grać postacie ojców wycięte z bardzo różnych tkanin i stawiające czoła kryzysom niosącym ze sobą konsekwencje społeczne”. Drugim projektem, zrealizowanym dla kierowanej przezeń wytwórni Melville – we współpracy z Universal-International – był psychologiczny dreszczowiec noir Przylądek strachu (1962, reż. J. Lee Thompson). Zekranizowany został na podstawie powieści Johna D. MacDonalda. Zagrał Sama Bowdena, prawnika starającego się ochronić swoją żonę Peggy (Polly Bergen) i nastoletnią córkę Nancy (Lori Martin) przed psychopatycznym przestępcą seksualnym Maxem Cady (Robert Mitchum), szukającym zemsty na Bowdenie za to, że ten w przeszłości doprowadził do jego skazania.
Premiera odbyła się 18 kwietnia w Nowym Jorku. Krytycy pozytywnie oceniali odtwórców głównych ról – Arthur Knight z „Saturday Review” wyrażał pochlebną opinię na temat występu Mitchuma, doceniając jednocześnie „równie godną pochwały” kreację Pecka, z kolei „New-York Mirror” przyznawał, że „Peck i Mitchum jako symbole dobra i zła, są całkowicie zachwycający” – lecz samemu filmowi zarzucali propagowanie masochizmu i sadyzmu. W ocenie Fishgalla do komercyjnej klęski Przylądka strachu (nie zwrócił on kosztów produkcji) przyczyniła się „odrażająca natura Cady’ego”, utrzymującego przewagę przez większą część filmu. Porażka kasowa spowodowała rozwiązanie Melville.

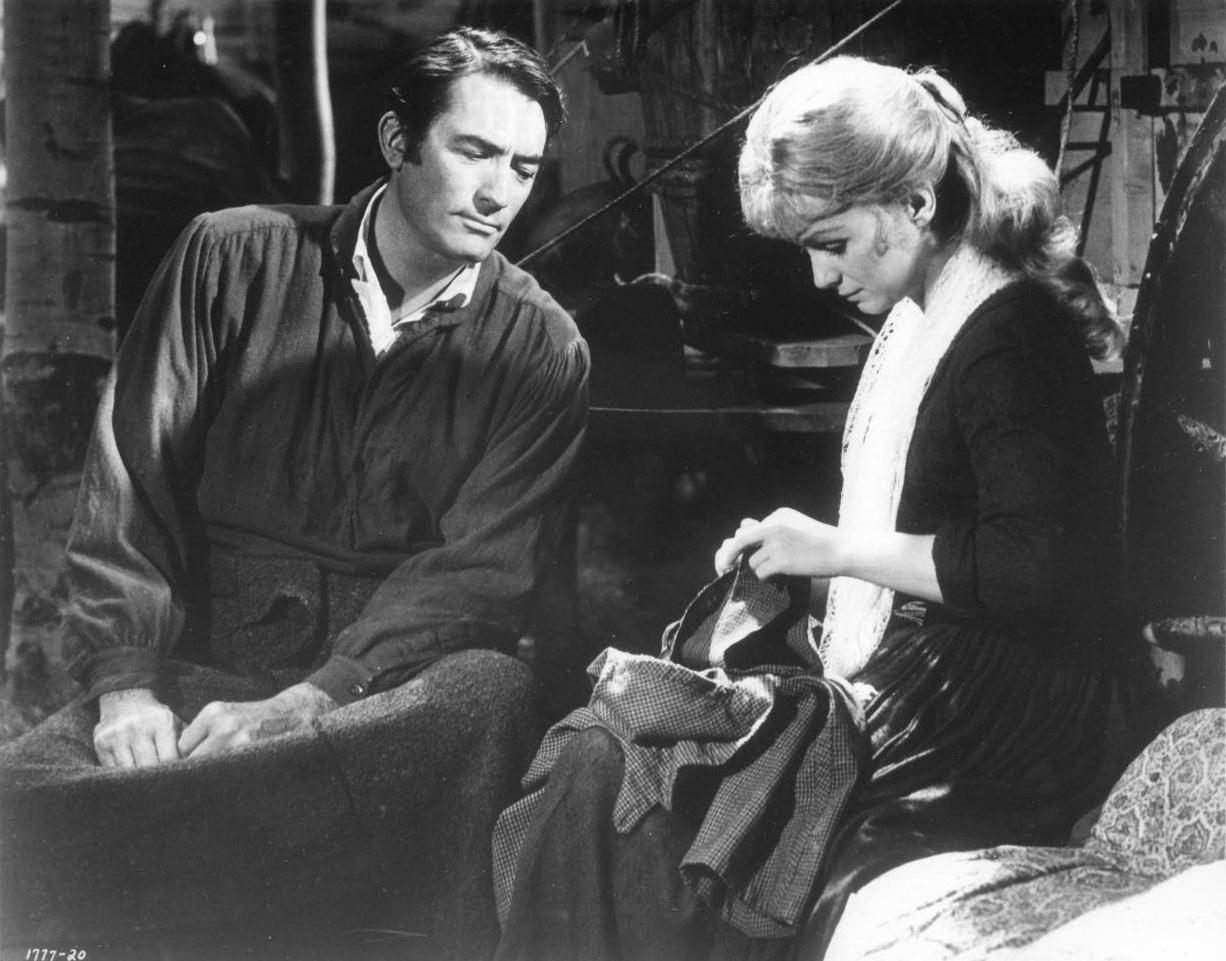
Peck i Debbie Reynolds w filmie Jak zdobywano Dziki Zachód (1962)

W rodzinnej sadze Jak zdobywano Dziki Zachód (reż. George Marshall, Henry Hathaway, John Ford) – film zrealizowano przy użyciu techniki Cinerama, a część zysków przeznaczono na St. John’s Hospital w Santa Barbara, placówce patronował m.in. Peck z drugą żoną Veronique; to za jego radą udział w zyskach dla szpitala zwiększono do dziesięciu procent – ukazującej dzieje powstania Dzikiego Zachodu, wcielił się w hazardzistę Cleve’a Van Valena w segmencie („The Plains”) napadu na wagon przez Szejenów. Wraz z nim wystąpili Robert Preston, Thelma Ritter, Debbie Reynolds, David Brian i John Larch. W obsadzie westernu, składającego się z powiązanych ze sobą segmentów, znaleźli się m.in.: Carroll Baker, Henry Fonda, James Stewart, John Wayne oraz Lee J. Cobb. Mimo mieszanych recenzji Jak zdobywano Dziki Zachód otrzymał, spośród ośmiu nominacji, trzy statuetki nagrody Akademii Filmowej i był kasowym przebojem w 1963, generując 50 milionów dolarów zysku. Peck krytycznie oceniał zastosowanie Cineramy i film. Nie podobała mu się też jego rola.

#### Zabić drozda

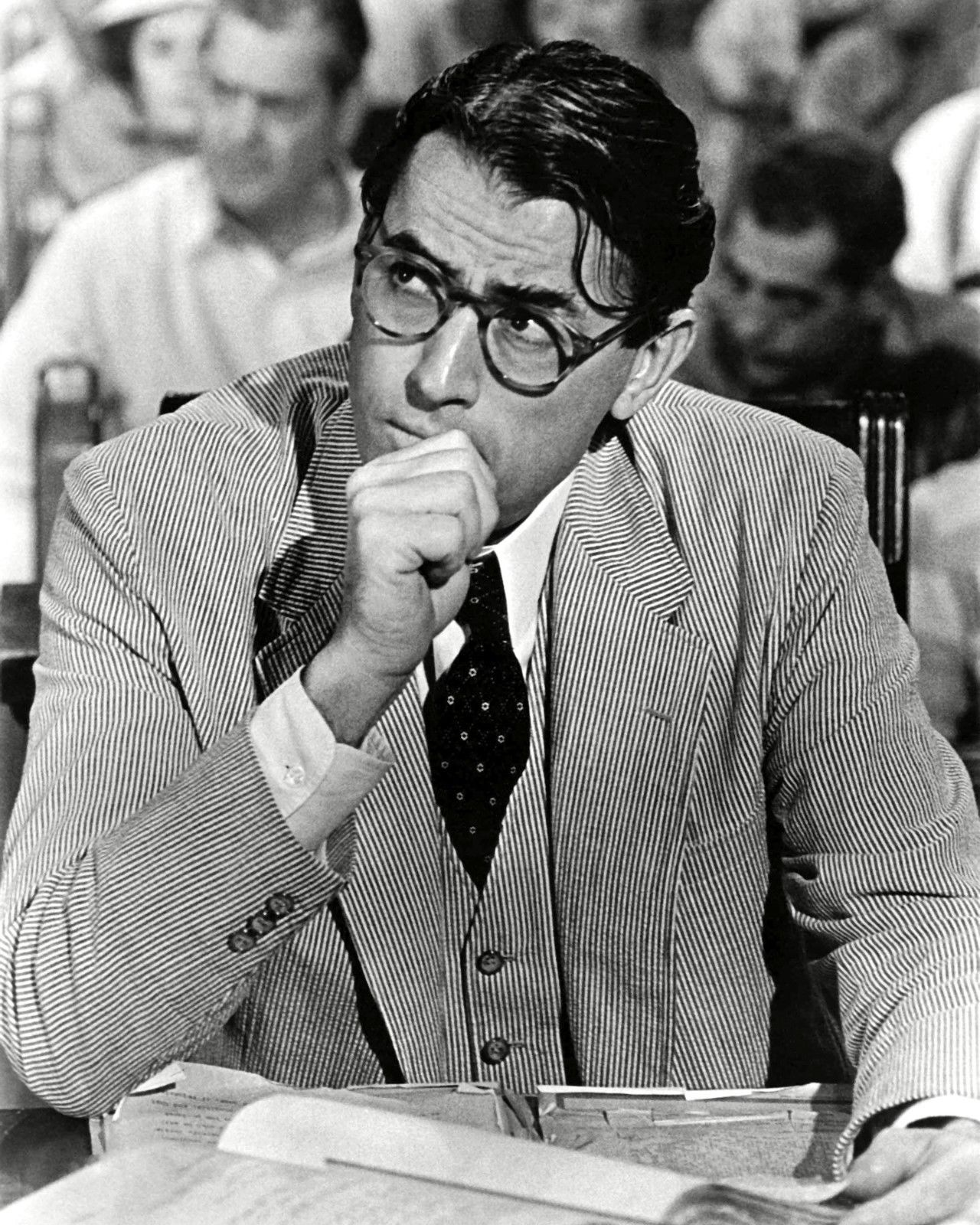
Peck jako Atticus Finch w filmowej ekranizacji Zabić drozda (1962)

Ostatnim projektem z 1962 był dramat obyczajowy Zabić drozda  (reż. Robert Mulligan), adaptacja nagrodzonej Pulitzerem w dziedzinie beletrystyki powieści Harper Lee o tym samym tytule, opublikowanej w 1960. Pecka zaangażowano do roli Atticusa Fincha – owdowiałego prawnika z fikcyjnego miasteczka Maycomb w Alabamie, wychowującego dwójkę dzieci (Mary Badham, Phillip Alford). Zostaje on obrońcą czarnoskórego mężczyzny (Brock Peters), niesłusznie oskarżonego o zgwałcenie białej kobiety. Film Mulligana eksponował jeden z dwóch głównych wątków powieści; opowiadał o trudnych początkach walki z rasizmem na Głębokim Południu. „Czułem, że mogę wejść w buty Atticusa bez udawania, że mógłbym być nim” – uzasadniał przyjęcie oferty. Utworzył firmę produkcyjną Brentwood. Przygotowując się do roli odwiedził rodzinne miasto Lee, Monroeville w Alabamie, gdzie poznał ojca pisarki, Amasa Colemana Lee, będącego pierwowzorem dla postaci Fincha.
Po premierze Zabić drozda zebrał entuzjastyczne oceny od krytyków: „Variety” określił go „wielkim osiągnięciem filmowym, znaczącym, urzekającym i zapadającym w pamięć obrazem, dorównującym najlepszym filmom ostatnich lat”. Powszechnym uznaniem cieszyła się rola Pecka, z którą jest najczęściej utożsamiany. „New York Journal-American” stwierdził, że „tylko prawdziwa gwiazda pewna swoich własnych zdolności, podejmie się występu w obrazie, który «kradną» dzieci. Taka gwiazda jak Gregory Peck, który w Zabić drozda prezentuje inteligentny pokaz warty nagrody Akademii Filmowej”. Leo Mishkin z „New York Morning Telegraph” uważał, że „pan Peck tworzy niezwykłą postać o wrodzonej sile i szlachetności”. „Variety” był zdania, że „dla Pecka jest to szczególna rola, wymagająca od niego ukrywania swojej naturalnej atrakcyjności fizycznej, poprzez cywilizowany umiar i rezygnację, racjonalny kompromis z ogniskami społecznego oburzenia i humanitarnego zatroskania, które płoną wewnątrz postaci”.

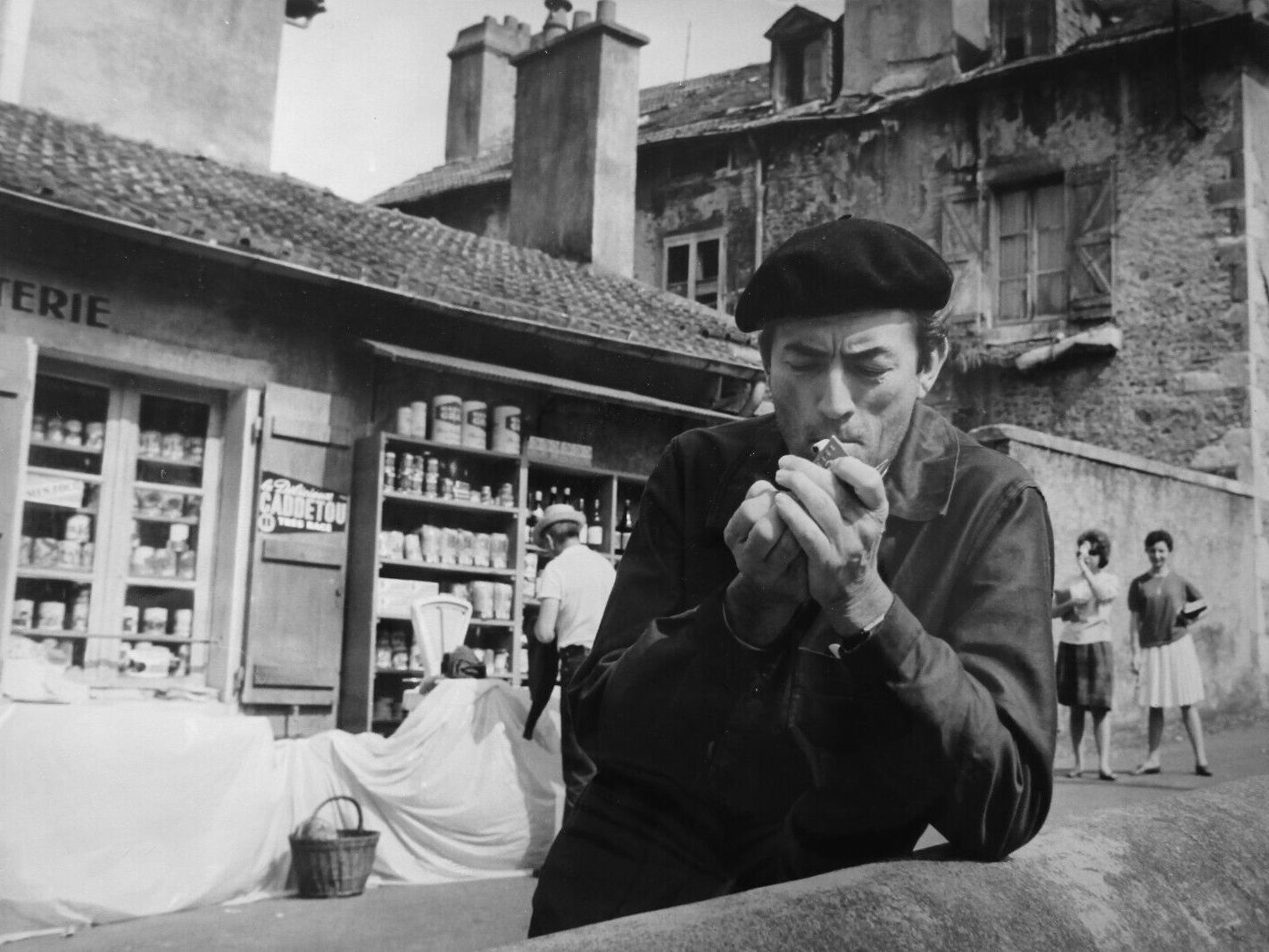
Peck w kadrze z filmu A oto koń siny (1964)

Komercyjny i krytyczny sukces Zabić drozda przełożył się na osiem nominacji do nagrody Akademii Filmowej – w tym piątej dla Pecka jako najlepszego aktora pierwszoplanowego. W rywalizacji pokonał Burta Lancastera, Jacka Lemmona, Marcello Mastroianniego i Petera O’Toole’a. Statuetkę Oscara odebrał z rąk Sophii Loren. Zdobył również drugi Złoty Glob dla najlepszego aktora w filmie dramatycznym, Davida di Donatello dla najlepszego aktora zagranicznego oraz uzyskał nominację do BAFTY dla najlepszego aktora zagranicznego.
Po zakupie MCA Inc. przez Universal związał się z William Morris Agency. Nie wypełnił podpisanego w 1953 kontraktu z 20th Century Fox (obowiązującego od 1955), dla którego miał zrealizować jeszcze dwa filmy. Kolejne trzy z czterech jego projektów powstały dla Universalu. W 1963 wystąpił wraz z Tonym Curtisem i Angie Dickinson w przeciętnie ocenianym komediodramacie Kapitan Newman (reż. David Miller), którego scenariusz oparto na książce Leo Rostena. Sportretował psychoterapeutę Josiaha J. Newmana, prowadzącego szpital wojskowy podczas II wojny światowej. W ramach przygotowań czytał artykuły o zdrowiu psychicznym, odbył spotkania z psychiatrami oraz obserwował pacjentów i pracę personelu szpitala psychiatrycznego. Rola ta przyniosła mu nominację do Złotego Globu dla najlepszego aktora w filmie dramatycznym.
Z chłodnymi reakcjami krytyków oraz rozczarowującym wynikiem kasowym spotkał się będący luźną ekranizacją książki Emerica Pressburgera dramat wojenny A oto koń siny (1964, reż. Fred Zinnemann), w którym partnerowali mu Anthony Quinn i Omar Sharif. Mimo że jego kreację Manuela Artigueza – antyfaszystowskiego bohatera hiszpańskiej wojny domowej – oceniano na ogół pozytywnie, a „Newsweek” opisywał film jako „okazały, imponujący obraz”, to Richard Schickel był zdania, że „potrzebny jest wewnętrzny bodziec w postaci potężnego występu Artigueza. Ta rola woła o surową energię zwierzęcia zamkniętego w klatce w okolicznościach, których nie jest w stanie zrozumieć. Zamiast tego mamy delikatnego, atrakcyjnego i inteligentnego Gregory’ego Pecka, aktora, który czasami się tli, ale nie jest w stanie wybuchnąć gniewnym płomieniem”.

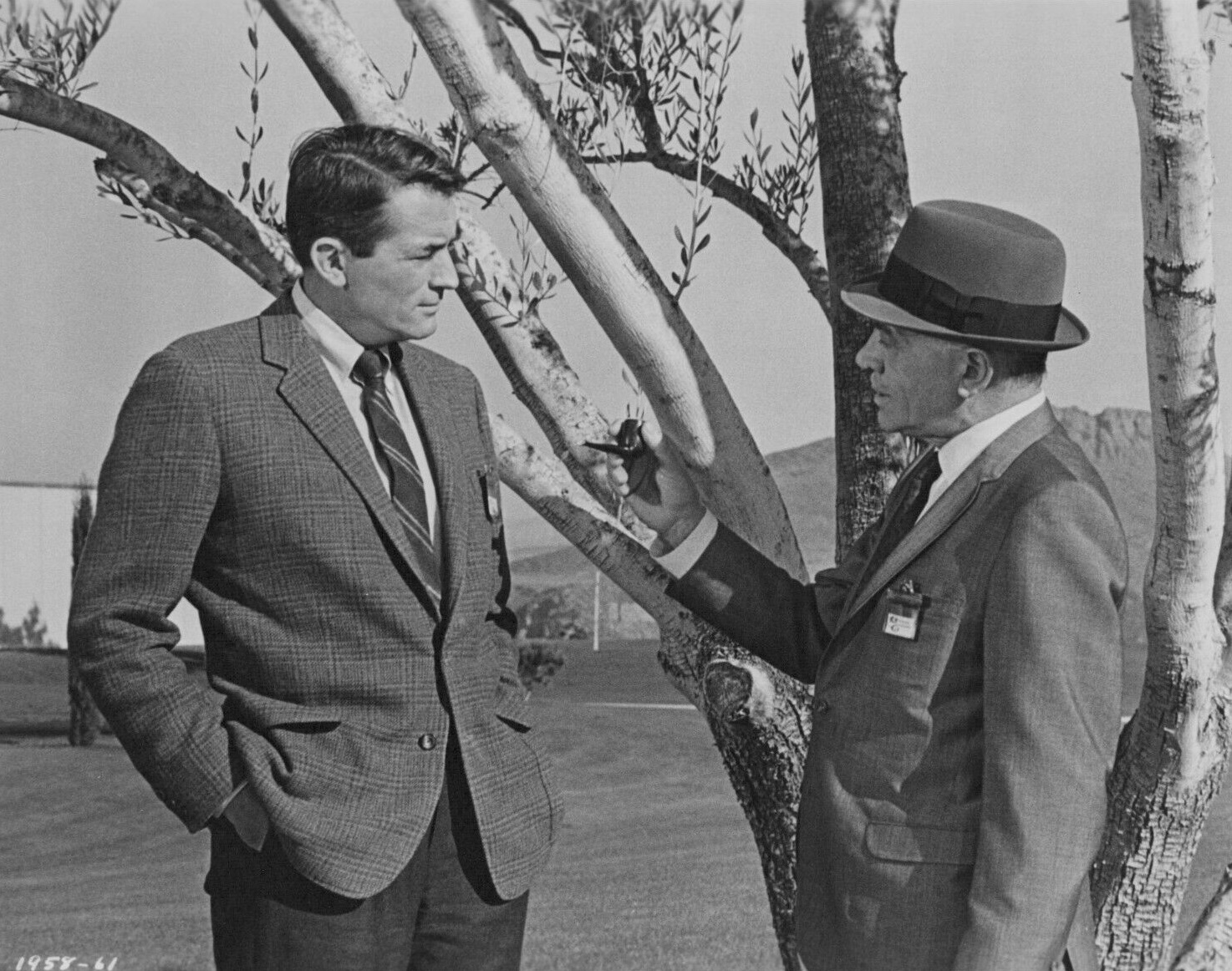
Peck i Walter Abel w kadrze z filmu Miraż (1965)

Jego kolejnym projektem filmowym był poruszający wątek amnezji i nuklearnej zagłady dreszczowiec neo-noir Miraż (1965, reż. Edward Dmytryk), zekranizowany na podstawie powieści Howarda Fasta. Obsadę uzupełnili Diane Baker i Walter Matthau. Aktorzy zebrali przychylne oceny prasowe, w przeciwieństwie do filmu, któremu zarzucano zbyt skomplikowaną fabułę. Peck utrzymywał, że „brakowało mu polotu”. Z podobnym zarzutem spotkała się wzorowana na Szaradzie (1963, reż. Stanley Donen) komedia łącząca dreszczowiec z kinem szpiegowskim Arabeska (1966, reż. Stanley Donen), w której wystąpił wraz z Sophią Loren; „The New Yorker” pisał, że „[film] gubi się w labiryncie fabuły”, dodając: „pan Donen i jego niezliczeni pomocnicy nie mieli zielonego pojęcia jak zakończyć film, który, biorąc pod uwagę wszystko, w ogóle nie powinien był się rozpocząć”.

#### Regres kariery (1969–1975)

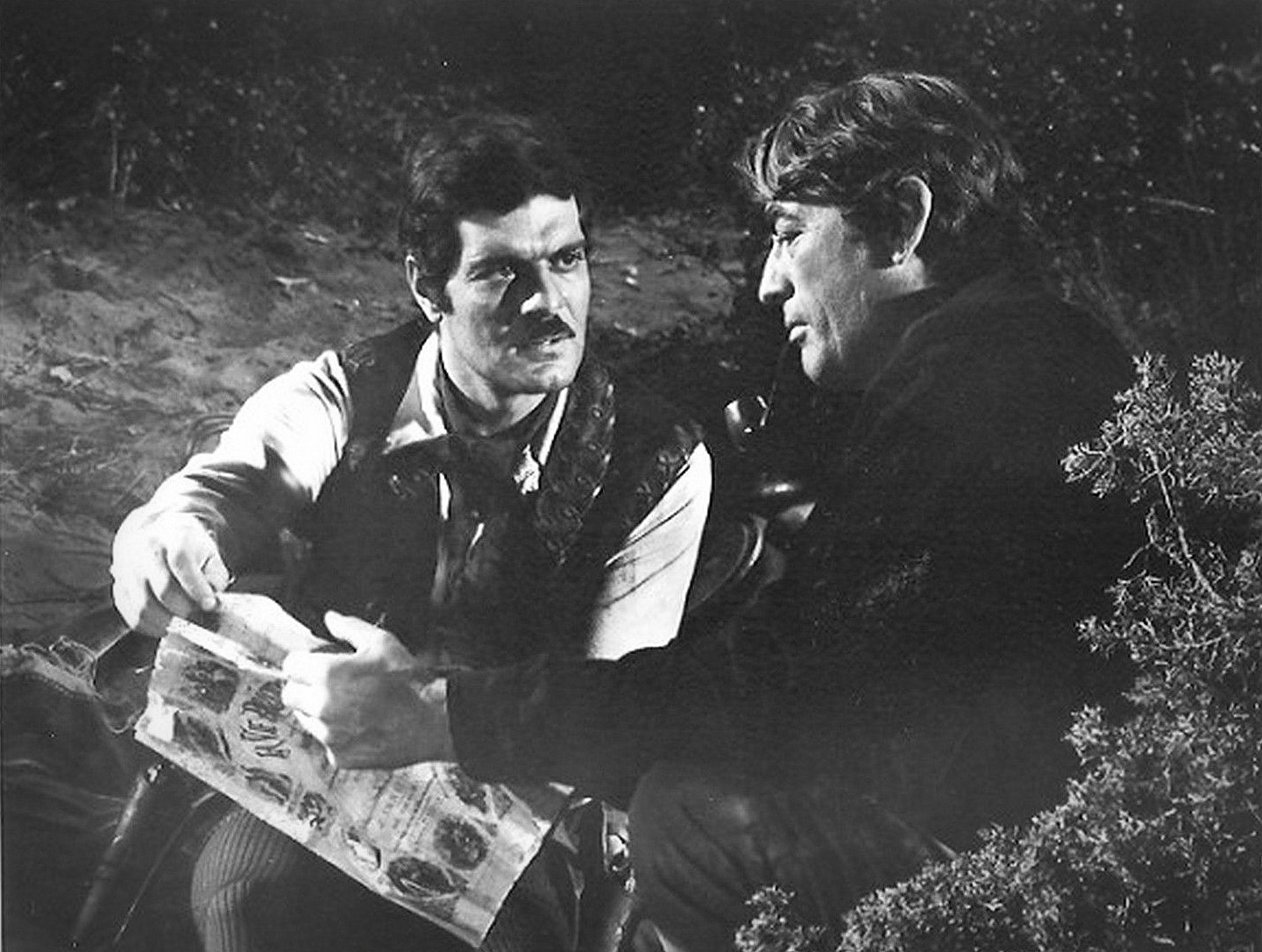
Omar Sharif i Peck w scenie z westernu Złoto MacKenny (1969)

W 1969 do kin weszły cztery filmy z udziałem Pecka i, jak napisała Haney, „niewiele przyczyniły się do zwiększenia jego popularności”. Pierwszy z nich, oparty na powieści T.V. Olsena western Był tu Salvaje (reż. Robert Mulligan – wczesny pokaz filmu odbył się 25 grudnia 1968), przedstawiał losy odchodzącego na emeryturę zwiadowcy armii Sama Varnera (Peck). Osiadłszy na farmie w Nowym Meksyku bierze pod opiekę białą kobietę (Eva Marie Saint) i jej syna, który okazuje się być dzieckiem bezlitosnego Apacza (Nathaniel Narcisco). Zebrał on przeciętne recenzje i poniósł finansową porażkę. W następnym filmie, opartym na książce pióra Henry’ego Wilsona Allena westernie Złoto MacKenny (reż. J. Lee Thompson), zagrał uprowadzonego przez bandytę (Omar Sharif) tytułowego szeryfa, znającego drogę do skarbu Apaczów. Obraz okazał się krytycznym i komercyjnym fiaskiem; Vincent Canby z „The New York Timesa” uważał, że stanowi on przykład „oszałamiającego absurdu”. Dla Pecka Złoto MacKenny było „okropnym i nędznym” westernem.
Kontynuację złej passy stanowił oparty na powieści Jaya Richarda Kennedy’ego dreszczowiec szpiegowski Najniebezpieczniejszy człowiek świata (reż. J. Lee Thompson). Amerykański naukowiec John Hathaway (Peck), udaje się do Chin w celu wykradzenia receptury enzymu, pozwalającego na uprawę żywności w każdym klimacie. Peck, którego gaża wyniosła 500 tys. dolarów plus dziesięć procent z wynagrodzenia brutto, określał pomysł na fabułę mianem „trochę trudnego do przełknięcia”. „Cue” zarzucał filmowi „ewidentną absurdalność i nudę”. W utrzymanym w gatunku dramatu science-fiction Uwięzieni w kosmosie (reż. John Sturges) razem z Richardem Crenną, Davidem Janssenem, Jamesem Franciscusem oraz Gene’em Hackmanem – zekranizowanym w oparciu o powieść Martina Caidina – zagrał szefa kontroli misji, Charlesa Keitha, niechętnie aprobującego zorganizowaną przez NASA akcję ratunkową dla trzyosobowej załogi modułu dowodzenia. Dystrybuowany przez Columbia obraz, mimo zdobycia nagrody Akademii Filmowej za najlepsze efekty specjalnie, otrzymał w większości negatywne recenzje i poniósł finansową klapę. Gaża Pecka wyniosła 600 tys. dolarów plus udział w zyskach.
Koniec lat 60. był spadkiem zainteresowania jego twórczością, a wpływ na to miał przestarzały – w obliczu zmieniającego się społeczeństwa, obyczajów i licznych zmian w samym przemyśle filmowym – charakter produkcji, w których grał, oraz nowe pokolenie aktorów.

### Lata 70.

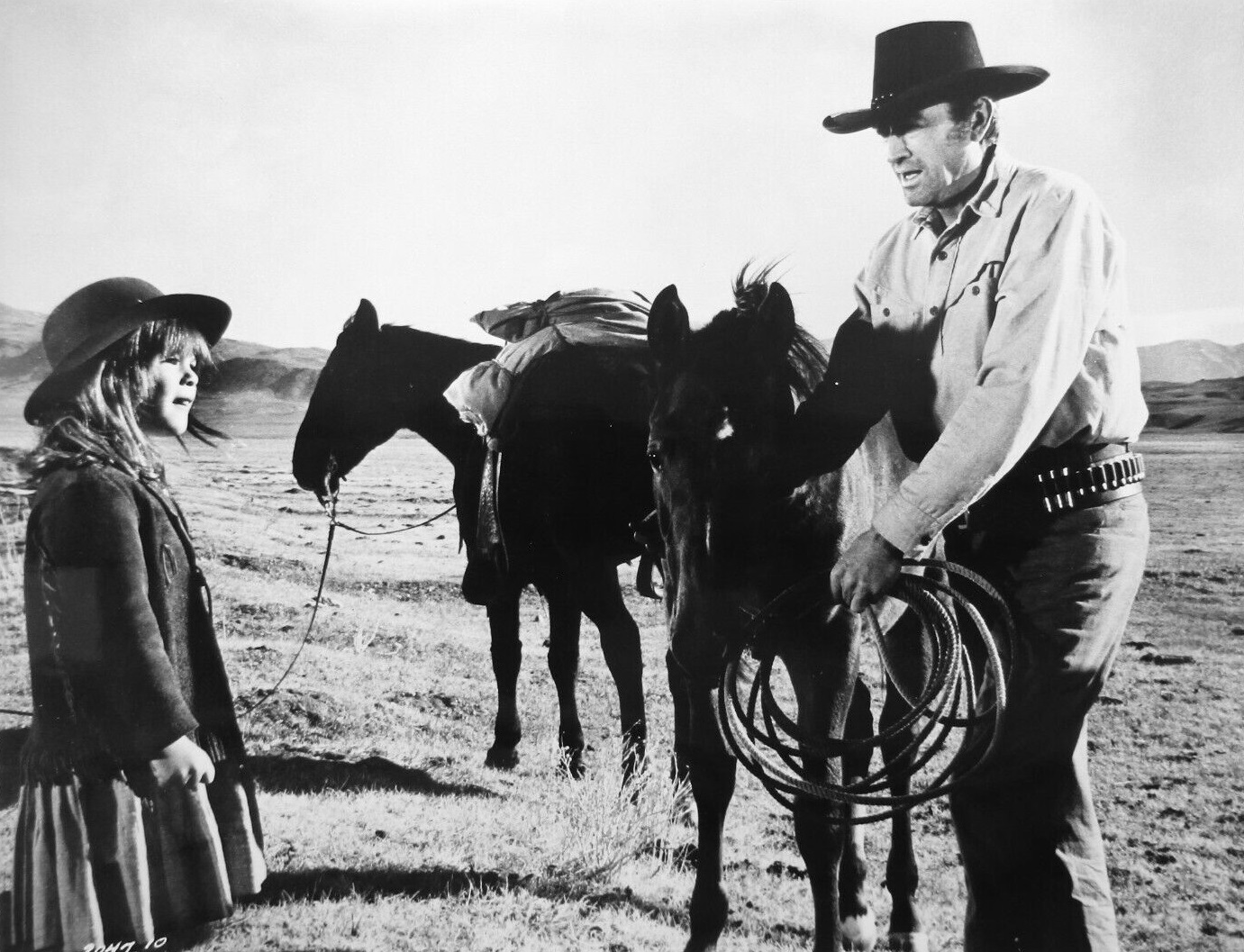
Dawn Lyn i Peck w kadrze z filmu Odstrzał (1971)

W 1970 wykreował dwuznacznie moralnego szeryfa Henry’ego Tawesa w psychologicznym kryminale neo-noir Na krawędzi (reż. John Frankenheimer), będącym ekranizacją powieści autorstwa Madison Jones z 1967. Znudzony codziennością zakochuje się w Almie McCain (Tuesday Weld), nie mając świadomości, że zaaranżowany romans z dziewczyną jest odwróceniem jego uwagi od przestępczego procederu. Pomimo doborowej obsady, stanowionej przez Estellę Parsons, Ralpha Meekera i Charlesa Durninga, krytycy twierdzili, że filmowi brakowało dynamiki, napięcia i tempa. Byli też podzieleni co do kreacji Pecka, stanowiącej odejście od jego ekranowej osobowości.
Rok później powrócił do westernu, portretując w opartym na powieści Willa Jamesa filmie Odstrzał (reż. Henry Hathaway) Claya Lomaxa, mężczyznę, który po opuszczeniu więzienia szuka zemsty na wspólniku (James Gregory). Po drodze jest zmuszony zaopiekować się kilkuletnią Decky (Dawn Lyn), córką swojej dawnej kochanki. Mając świadomość swojej pozycji w box offisie, zgodził się zagrać bez gwarantowanej pensji, akceptując procent z zysków. Nie był zadowolony z prób  Hathawaya, który – w jego ocenie – namawiał go na odwzorowanie maniery głównego bohatera (granego przez Johna Wayne’a) z Prawdziwego męstwa (1969). Film zebrał przeciętne opinie, a krytycy podkreślali, że stanowił on ciąg rozczarowujących ról w dorobku Pecka; Charles Champlin z „Los Angeles Timesa” był zdania, że Odstrzał służył jako „ponure przypomnienie nieodpowiedniego wykorzystania w filmach ostatnio jednej z głównych osobowości, Gregory’ego Pecka”.
W 1971 zainwestował z własnych środków 100 lub 200 tys. dolarów i został głównym producentem dramatu wojennego The Trial of the Catonsville Nine (1972, reż. Gordon Davidson) – zrealizowanego na podstawie sztuki o tej samej nazwie. Projekt powstał w oparciu o proces jezuity Daniela Berrigana, jego brata Philipa i siedmiu innych działaczy katolickich, oskarżonych o włamanie do ośrodka poborowego w Catonsville w stanie Maryland w czasie wojny w Wietnamie i spalenie akt armii. Film krytykował rządy Richarda Nixona i amerykańską interwencję zbrojną w Wietnamie. Był wyświetlany w nielicznych kinach studyjnych, gdyż duże wytwórnie odmówiły pokazów.

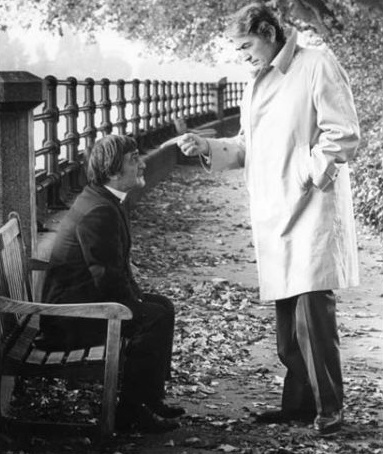
Patrick Troughton i Peck w filmie Omen (1976)

W 1974 wyprodukował dramat biograficzny Gołąb (reż. Charles Jarrott) z Josephem Bottomsem w roli głównej. By móc zrealizować projekt, utworzył firmę St. George Productions. W tym samym roku w kinach zadebiutował Billy Dwa Kapelusze (reż. Ted Kotcheff), będący ostatnim westernem w jego karierze. Nagrany w Izraelu film przeszedł bez echa, uzyskawszy słabe recenzje prasowe, zwłaszcza w Stanach Zjednoczonych. Seria nieudanych produkcji, do których sam miał krytyczny stosunek, sprawiła, że nosił się z zamiarem zakończenia kariery.

#### Omen
Zmiana statusu nastąpiła w 1975, kiedy przyjął rolę w filmie Omen (1976, reż. Richard Donner). Stanowił on kontynuację przebojowych produkcji z gatunku grozy – Dziecka Rosemary (1968, reż. Roman Polański) i Egzorcysty (1973, reż. William Friedkin), dzięki którym horror wkroczył w połowie lat 70. do głównego nurtu. Zaakceptował propozycję ponieważ – jak argumentował – był to „dobrze skonstruowany i przemyślany horror”. Film opowiadał o dzieciństwie Damiena Thorna (Harvey Spencer Stephens). Po narodzinach zostaje on „adoptowany” przez zamożnego dyplomatę Roberta Thorna (Peck) – mężczyzna zgadza się na zamianę, bojąc się reakcji swojej żony (Lee Remick) na wieść o tym, że ich syn zmarł zaraz po porodzie. Małżeństwo Thornów nie ma świadomości, że chłopiec jest potomkiem Szatana, biblijnym Antychrystem (scenariusz eksponował biblijny Armagedon, konfrontację sił dobra i zła).
Wynagrodzenie Pecka wyniosło 250 tys. dolarów plus dziesięć procent od dochodu brutto. Zdjęcia nagrywano w angielskim Shepperton Studios, Jerozolimie i Rzymie. Przed premierą 20th Century Fox zorganizowało zakrojoną na szeroką skalę kampanię promocyjną, kosztującą niespełna 3 miliony dolarów. Gdy Omen zadebiutował w 516 kinach w 316 miastach, zarobił 4 miliony 300 tys. dolarów w ciągu pierwszych trzech dni wyświetleń, ustanawiając rekord otwarcia w ponad czterdziestoletniej działalności studia. Do końca roku dochód szacowano na 23 miliony 500 tys. dolarów, dzięki czemu uplasował się na 3. miejscu w box offisie (do 1989 wygenerował zysk w wysokości 65 milionów dolarów, stając się największym kasowym przebojem w karierze Pecka).

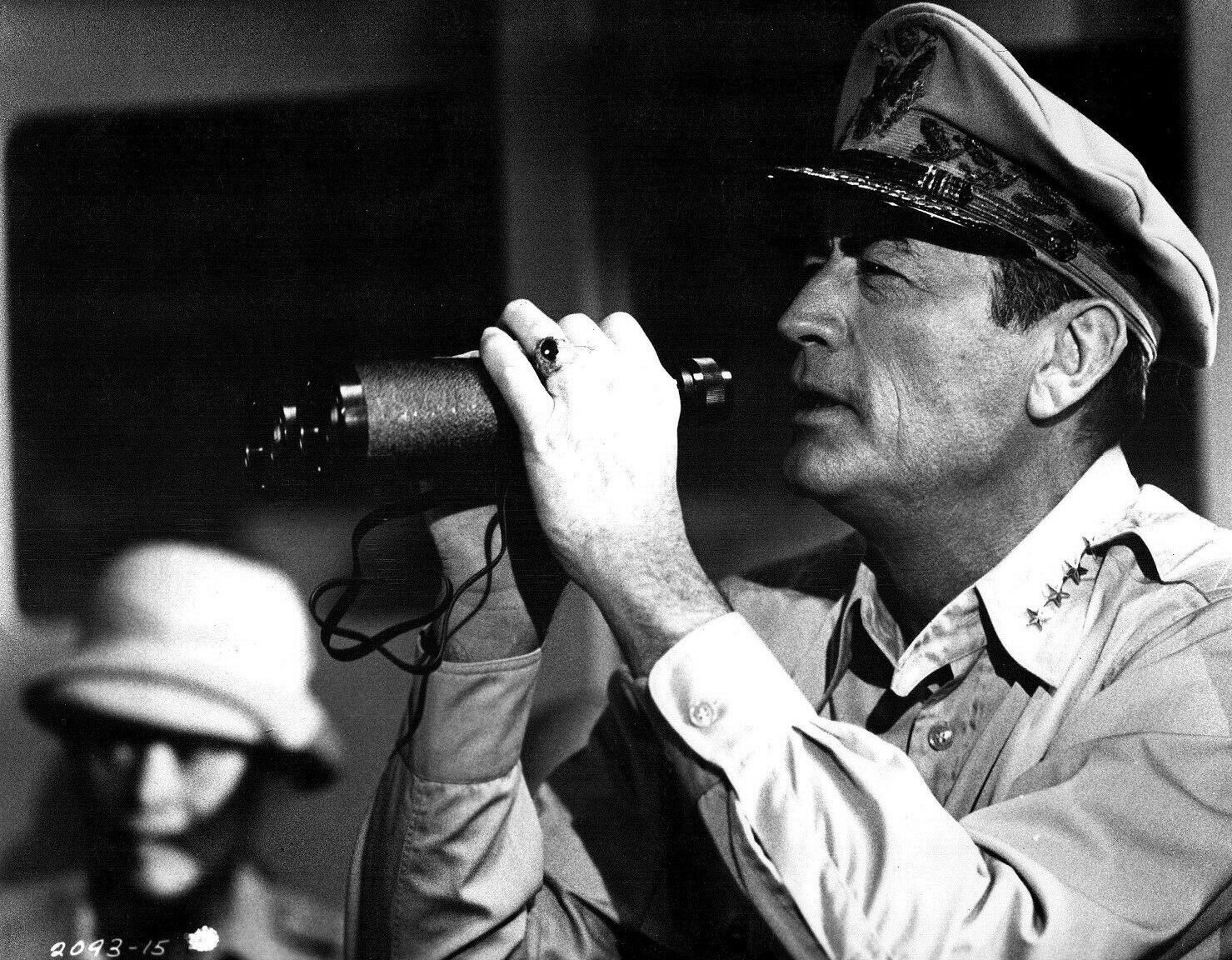
Peck jako Douglas MacArthur w filmie Generał MacArthur (1977)

Komisja National Council of Churches (NCC) uznała, że „to film, który trzeba zobaczyć. Jeśli nic innego, to przynajmniej skłoni parafian do przeczytania Biblii”. Odmienne stanowisko zajęła Konferencja Katolicka Stanów Zjednoczonych, wyrażając swój sprzeciw i charakteryzując obraz jako „jeden z najbardziej niesmacznych filmów kiedykolwiek wyprodukowanych przez duże studio”.
Omen uzyskał w większości przychylne oceny, a Richard Schickel porównywał go do Szczęk (1975, reż. Steven Spielberg), argumentując, że jest to „energiczny, wysoce profesjonalny dreszczowiec, w którym nieprawdopodobna opowieść staje się wiarygodna dzięki całkowitemu przekonaniu, z jakim jest opowiadana”. Sukces filmu przyczynił się do zmiany statusu Pecka w Hollywood, który ponownie zaczął otrzymywać liczne oferty.
W 1977 zagrał w biograficznym dramacie wojennym Generał MacArthur (reż. Joseph Sargent), kreując tytułową postać Douglasa MacArthura. Przygotowując się do niej studiował zdjęcia w archiwach narodowych i bibliotekach, czytał biografie oraz oglądał materiały filmowe z udziałem generała w akcji. „Chciałem dostać się do głowy tego mężczyzny” – wspominał. Zapoznawszy się z nimi wysyłał notatki do producenta z własnymi uwagami. Wyrażał także krytyczne zdanie na temat montażu, a skrócenie lub wycięcie kilku kluczowych, jego zdaniem, scen spowodowało, że filmowi brakowało „ognia i pasji”, dzięki którym Patton (1970, reż. Franklin J. Schaffner) zdobył uznanie.

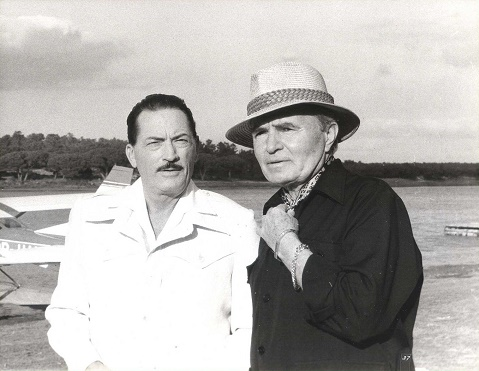
Peck i James Mason na planie filmu Chłopcy z Brazylii (1978)

Generał MacArthur uzyskał w większości przychylne opinie prasowe, lecz zdaniem krytyków, w porównaniu do Pattona, był „niewystarczający”. Rola Pecka spotkała się z pozytywnym przyjęciem; m.in. Vincent Canby przyznawał, że „Gregory Peck jest wyjątkowo dobry. Nie tylko wygląda i brzmi jak generał, ale także sprawia, że postać jest niesłychanie pociągająca, nawet gdy jest najbardziej kontrowersyjna”. Reakcja krytyczna nie przełożyła się na wynik kasowy, który w roku premiery wyniósł 8 milionów 165 tys. dolarów. Peck oceniał, iż  Generał MacArthur był „utraconą szansą”. Według Fishgalla stanowił on „największe rozczarowanie w jego karierze”. Czwarty raz otrzymał nominację do Złotego Globu dla najlepszego aktora w filmie dramatycznym.
Ostatnim filmem Pecka z lat 70. był dreszczowiec science-fiction Chłopcy z Brazylii (1978, reż. Franklin J. Schaffner), zrealizowany na podstawie powieści pióra Iry Levina z 1976. Motywowany chęcią współpracy z Laurence’em Olivierem przyjął ofertę sportretowania głównego antagonisty, nazywanego „Aniołem Śmierci” Josefa Mengele, niemieckiego zbrodniarza wojennego i byłego lekarza z Auschwitz-Birkenau. Ukrywający się w Ameryce Południowej Mengele, przy pomocy grupy nazistów, którym przewodzi, realizuje plan sklonowania i przywrócenia do władzy Adolfa Hitlera. Obsadę uzupełnili James Mason, Lilli Palmer, Uta Hagen, Denholm Elliott i Rosemary Harris.
Mający premierę 5 października obraz poniósł porażkę w box offisie, kończąc rok z przychodem rzędu 7 milionów 628 tys. dolarów, i zebrał gorsze recenzje; Richard Schickel na łamach „Time’a” określał go jako „bezwartościowe, straszne fantasy”. W podobnym tonie brzmiała opinia Toma Allena w „The Village Voice”, dla którego film był „bolesnym koszmarem”. Rola Pecka też spotkała się z chłodną oceną; David Denby z „The New Yorkera” porównywał go do „Sessue Hayakawy w garniturze sportowym”, z kolei Pauline Kael stwierdziła: „Peck zdaje się tak bardzo lubić rzucanie się w nikczemność, że nie zdaje sobie sprawy, że jego występ zapisze się w annałach obozu… To taki głupi pomysł na początek”.
Mimo negatywnych ocen po raz piąty był nominowany do Złotego Globu dla najlepszego aktora w filmie dramatycznym. Odczuwał zadowolenie ze swojej roli, podkreślając, że pozwoliła mu ona na „rozciągnięcie swojego zakresu”. Argumentując przyjęcie roli nazistowskiego zbrodniarza – którego określał mianem „odrażającego szczura„ i „jednej z najbardziej nikczemnych postaci w historii” – twierdził, że była ona okazją, by „przypomnieć ludziom o nazistowskim holokauście”.

### Lata 80. i 90.

#### Schyłek kariery

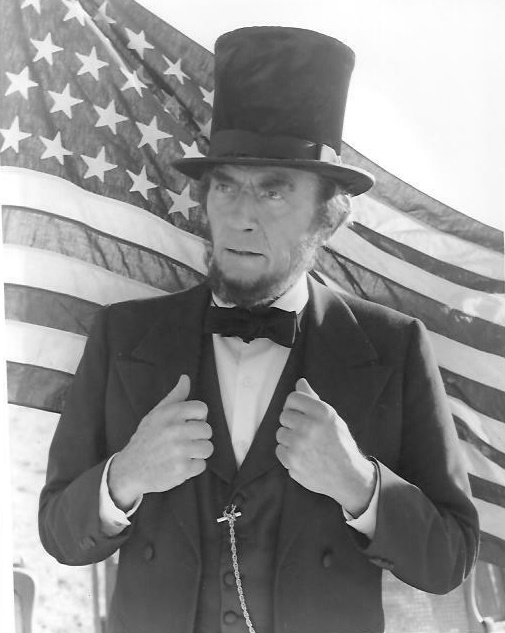
Peck jako Abraham Lincoln w miniserialu W imię honoru (1982)

W filmie wojennym Wilki morskie (1980, reż. Andrew V. McLaglen), zekranizowanym według powieści autorstwa Jamesa Leasora z 1978, zagrał podpułkownika Lewisa Pugha, oficera brytyjskiego wywiadu. Współdowodzi grupą emerytowanych żołnierzy w akcji zniszczenia nazistowskich łodzi radiowych, cumujących w neutralnym porcie. Partnerowali mu Roger Moore (ówczesny odtwórca roli Jamesa Bonda), David Niven i Trevor Howard. Przy budżecie wynoszącym 11 milionów 500 tys. dolarów, film poniósł porażkę w box offisie. Był to także ostatni kinowy obraz, w którym zagrał główną rolę. David Denby z „The New Yorkera” uznał film za „epitafium dla gatunku filmowego, które zostało odsunięte na emeryturę”.
U schyłku kariery wziął udział w pierwszym w swej karierze projekcie telewizyjnym, występując jako Abraham Lincoln w miniserialu historycznym W imię honoru (1982, reż. Andrew V. McLaglen), zrealizowanym dla stacji CBS. Za sportretowanie prezydenta otrzymał jedne z bardziej przychylnych recenzji od kilku lat, choć miał problem z przyzwyczajeniem się do szybszego tempa pracy. Produkcja otrzymała trzy nominacje do nagród Primetime Emmy.

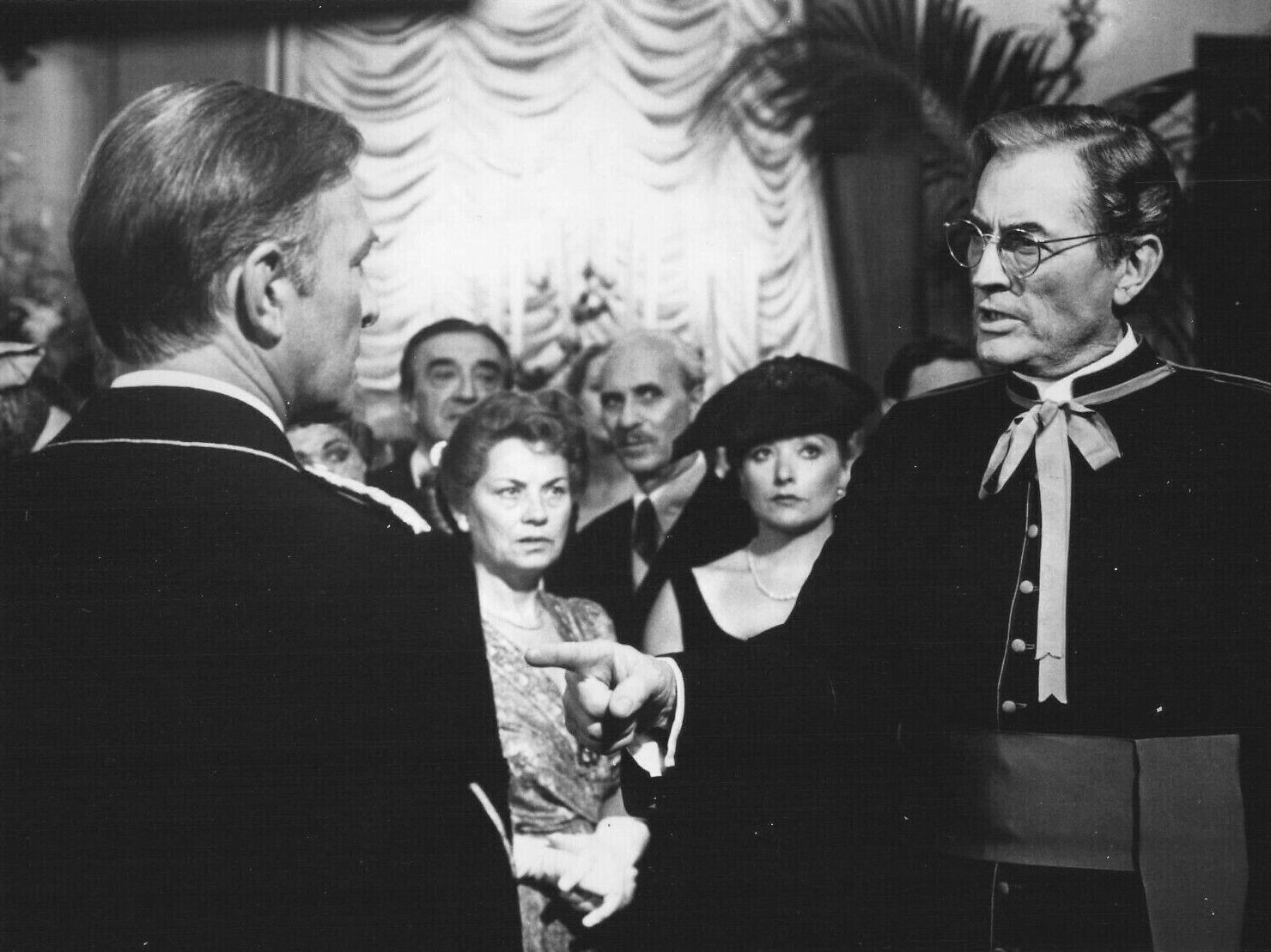
Christopher Plummer i Peck w kadrze z filmu Purpura i czerń (1983)

#### Purpura i czerń
Rok później wcielił się w irlandzkiego prałata Hugh O’Flaherty’ego w zrealizowanym w koprodukcji amerykańsko-brytyjsko-włoskiej telewizyjnym dramacie wojennym Purpura i czerń (reż. Jerry London). Przedstawiał on losy duchownego, który w czasach niemieckiej okupacji Włoch przewodzi nielegalnej organizacji, niosącej pomoc zbiegłym żołnierzom alianckim z obozów jenieckich. Zagorzałym przeciwnikiem O’Flaherty’ego jest szef rzymskiego oddziału SS, Herbert Kappler (Christopher Plummer). Oparty na motywach powieści J.P. Gallaghera film – po emisji 2 lutego w CBS – uzyskał pozytywne oceny; Kay Gardella nazwała go na łamach „Daily Newsa” „najlepszym dramatem telewizyjnym sezonu”, a role Pecka, Plummera i Johna Gielguda (jako Pius XII) określała mianem „przykuwających uwagę”. Purpura i czerń uzyskała trzy nominacje do nagród Primetime Emmy. Fishgall uważał kreację duchownego w wykonaniu Pecka za jedną z najlepszych w jego późniejszym etapie kariery.
W 1984 podpisał kontrakt na występ w filmie The Miracle na podstawie powieści Irvinga Wallace’a, w którym miał zagrać żydowskiego lekarza, lecz projekt nie doczekał się realizacji. Niepowodzeniem zakończyły się również podejmowane przezeń próby adaptacji powieści Dodsworth Sinclaira Lewisa z 1929 (w tym celu wykupił prawa do filmu z 1936 o tym samym tytule). W 1985 miał wystąpić w obrazie Judgment Day, reżyserowanym przez Williama Friedkina. Projekt upadł po wycofaniu się reżysera, a Peck pozwał producentów za naruszenie warunków umowy. Spór rozstrzygnięto poza sądem.

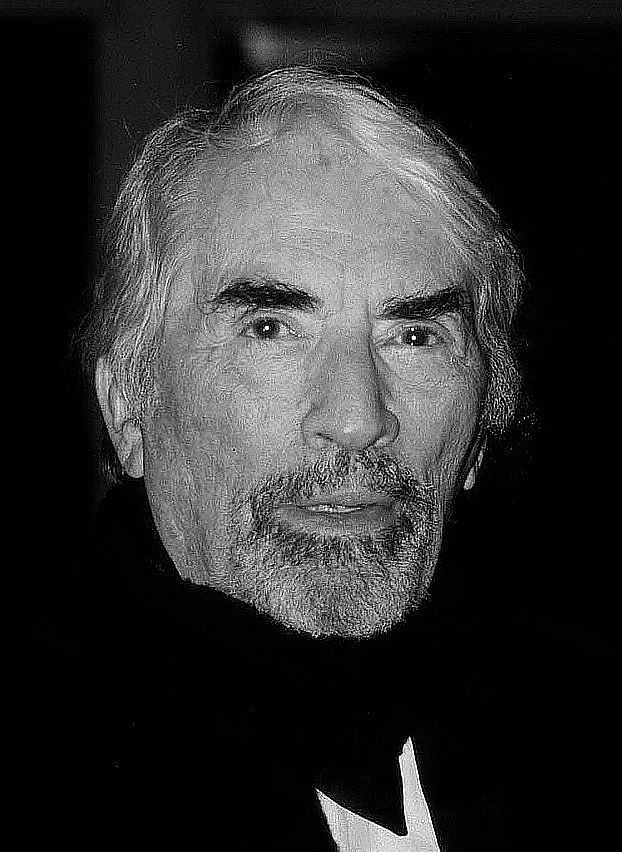
Peck (na zdj. w 1998)

Na ekrany kin powrócił w 1987, występując u boku Jamie Lee Curtis w dramacie Grace i Chuck (reż. Mike Newell) opowiadającym historię młodego gracza baseballu Chucka (Joshua Zuehlke), który zawiesza swoją karierę do czasu rozbrojenia broni nuklearnej. Głównym powodem, dla którego przyjął rolę prezydenta, był motyw antynuklearny i chęć wzmocnienia przesłania na temat zagrożenia, jakie stanowiła broń jądrowa. Krytycy docenili jego rolę, nazywając ją „mistrzowską” oraz „idealną”. Kolejnym projektem kinowym był romantyczno-przygodowy Stary Gringo (1989, reż. Luis Puenzo), oparty na motywach powieści Carlosa Fuentesa. Wcielił się w nim w Ambrose’a Bierce’a. Fabuła skupiała się na przybywającej do ogarniętego rewolucją Meksyku nauczycielce Harriet Winslow (Jane Fonda), gdzie obejmuje posadę guwernantki. Mimo wielu zastrzeżeń do sposobu montażu – w jego ocenie szereg cięć umniejszał charakter kreowanemu przezeń bohaterowi, przez co swój występ uważał za „nieudolny, bezbarwny, zbyt prosty i nie w stylu Bittera” – brał udział w promocji obrazu na 42. MFF w Cannes oraz w Stanach Zjednoczonych. Film Puenzo poniósł klapę kasową i został wycofany z kin. Kim Newman zauważał, że Peck dał występ „godny Oscara”, a „Variety” pisał, że „jako zgorzkniały, sarkastyczny dziennikarz […] znalazł rolę, która pasuje do niego jak ulał”.

### Ostatnie lata
9 marca 1989 American Film Institute (AFI) uhonorował go nagrodą za całokształt pracy aktorskiej. Gospodarzem uroczystości była Audrey Hepburn. W 1991 wystąpił jako Andrew „Jorgy” Jorgenson w przeciętnie przyjętym romantycznym komediodramacie Cudze pieniądze (reż. Norman Jewison), z głównymi rolami Danny’ego DeVito i Penelope Ann Miller. W tym samym roku po raz ostatni pojawił się na srebrnym ekranie, kreując epizodyczną rolę adwokata Lee Hellera w Przylądku strachu (reż. Martin Scorsese) – remake’u filmu z 1962. W głównych rolach wystąpili Robert De Niro (Max Cady) oraz Nick Nolte (Sam Bowden). W filmie zagrali też Martin Balsam i Robert Mitchum, którzy brali udział w oryginalnej wersji. Początkowo nie był zainteresowany rolą o małym znaczeniu, lecz jak przyznawał, upór Scorsese i de Niro spowodował, iż zmienił decyzję. Mimo epizodu Vincent Canby z „The New York Timesa” uznał jego występ za „zaskakująco skuteczny”. Remake odniósł sukces kasowy, choć recenzje były mieszane.

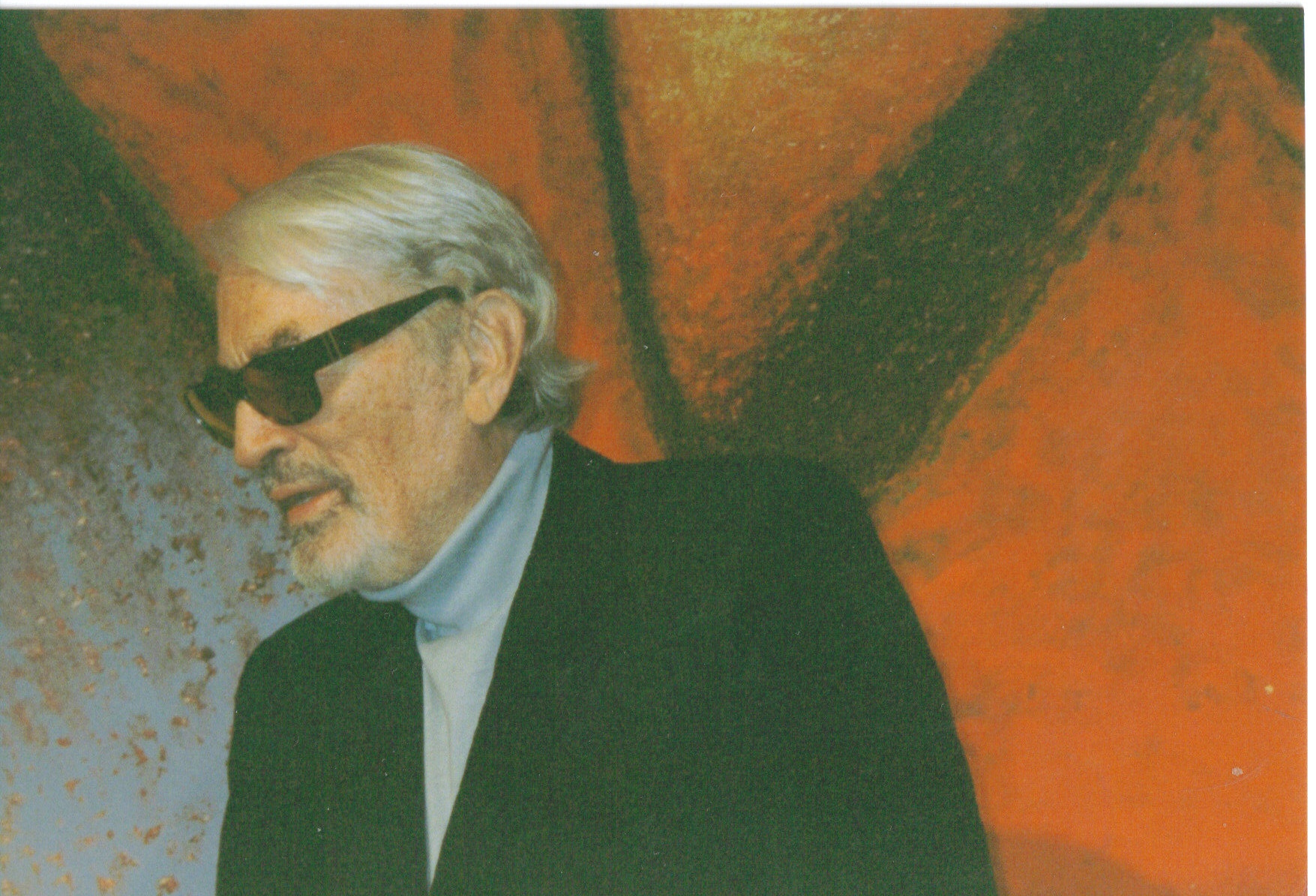
Peck na 53. MFF w Cannes (2000)

Pracując na planie Cudzych pieniędzy nagrał kwestie głosowe dla broadwayowskiego musicalu The Will Rogers Follies, wystawianego w Palace Theatre. W 1993 wystąpił razem z Lauren Bacall i swoją córką Cecilią w telewizyjnym dramacie Portret (reż. Arthur Penn), zekranizowanym według off-broadwayowskiej sztuki Painting Churches Tiny Howe. Prawa do jej ekranizacji nabył za pośrednictwem swojej firmy, Atticus Productions, będącej współproducentem projektu. Portret otrzymał przychylne recenzje po emisji na kanale TNT 13 lutego, podobnie jak i aktorzy.
W kolejnych latach aktywność zawodową ograniczył do roli narratora w programach telewizyjnych i filmach dokumentalnych. Brał też udział w wydarzeniach honorujących dorobek m.in. Audrey Hepburn i Jamesa Stewarta. Ostatni raz na ekranie pojawił się w 1998, kreując postać ojca Mapple w zrealizowanym dla USA Network miniserialu Moby Dick (reż. Franc Roddam). Rola ta przyniosła mu nominację do Primetime Emmy dla najlepszego aktora drugoplanowego w miniserialu lub filmie telewizyjnym oraz nagrodę Złotego Globu dla najlepszego aktora drugoplanowego w serialu, miniserialu lub filmie telewizyjnym. Caryn James z „The New York Timesa” pisała, że obecność Pecka była „ciepła i rzucała się w oczy”, a jego głos jest „wciąż nieporównywalnie bogaty”.
Po występie w Moby Dicku pozostawał otwarty na nowe projekty. „Ogólnie rzecz biorąc, role pisane dla kogoś w moim wieku są głównie rolami charakterystycznymi i nie są one zbyt interesujące. Dziadkowie, starzy wujowie. Nie chcę pożegnać się w ten sposób” – oceniał, mimo otrzymywania nowych scenariuszy.
Od 1995 do 2000 odbywał cykl wykładów w Stanach Zjednoczonych w ramach projektu A Conversation with Gregory Peck, spotykając się z publicznością. Ich fragmenty wykorzystano w dokumencie Rozmowy z Gregorym Peckiem (1999, reż. Barbara Kopple), nadanym w październiku na kanale Turner Classic Movies (TCM; wiosną 2001 ponowna emisja nastąpiła za pośrednictwem stacji PBS, jako część cyklu American Masters). Był też zaangażowany w program wsparcia dla biblioteki publicznej hrabstwa Los Angeles (LAPL), Gregory Peck Reading Series (osobiście zapraszał zarówno swoich przyjaciół i współpracowników, jak i młodsze pokolenie aktorów  do uczestnictwa w serii odczytów, odbywających się w Mark Taper Auditorium kilka razy w roku).

### Śmierć i pogrzeb

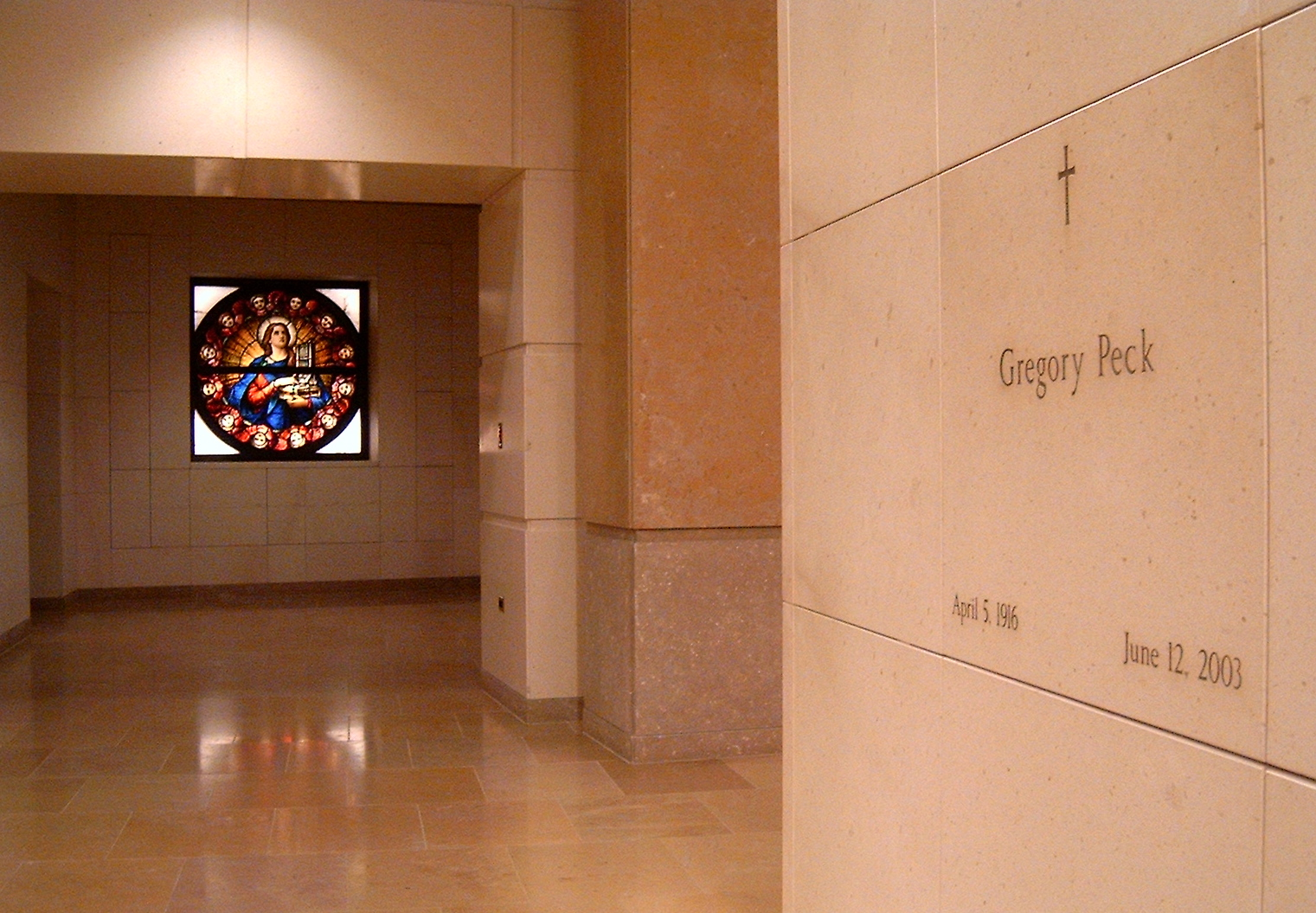
Miejsce spoczynku Pecka w mauzoleum Katedry Matki Bożej Anielskiej w Los Angeles (2005)

Na początku 2003 stan zdrowia Pecka pogorszył się, a kłopoty z kręgosłupem – będące następstwem urazu odniesionego na ćwiczeniach u Marthy Graham w czasach nauki w Neighborhood Playhouse School of the Theatre – powodowały, że potrzebował pomocy bliskich, by móc przejść kilka kroków. Większość czasu spędzał w łóżku.
Zmarł o czwartej nad ranem 12 czerwca w swoim domu w Holmby Hills, dzielnicy Los Angeles, u boku czuwającej przy nim żony Veronique. Przyczyna zgonu nie została upubliczniona. Wiadomość o jego śmierci odnotowano w prasie, radiu i telewizji. „Duża część smutku wynikała z uświadomienia sobie, że Ameryka, a nawet świat, straciły postać ojca. Wydawało się, że Greg i Atticus [Finch] zlali się w jedno” – napisała Haney. Larry King przyznawał, że „był wyjątkowy”, z kolei „The Washington Post” zwracał uwagę na jego amerykański charakter: „Gregory Peck sprawił, że poczuliśmy, iż jesteśmy nim. A kiedy zrobił z nas Atticusa Fincha, pomógł nam wszystkim zobaczyć, co jest możliwe”.
Uroczystość pogrzebowa odbyła się 16 czerwca w Katedrze Matki Bożej Anielskiej (COLA). Udział w nabożeństwie wzięło niemalże 3 tysiące osób, wśród nich najbliższa rodzina, była małżonka Greta Kukkonen, a także artyści – Angie Dickinson, Anjelica Huston, Calista Flockhart, Dyan Cannon, Harrison Ford, Harry Belafonte, Jimmy Smits, Larry Gelbart, Lauren Bacall, Lionel Richie, Louis Jourdan, Louise Fletcher, Michael Jackson, Michael York, Mike Farrell, Norman Lear, Piper Laurie, Shari Belafonte, Shelley Fabares, Sidney Poitier, Stephanie Zimbalist i Tony Danza.
Ceremonii przewodniczył kardynał Roger Mahony, który przyznawał: „[Peck] przeżył swoje życie autentycznie, tak jak Bóg go powołał, chciał i umieścił w swoim pokoju, obdarzając darami i talentami”. Mowę pochwaloną wygłosił Brock Peters, przypominając sytuację, w której Peck osobiście zaprosił go na plan Zabić drozda. W trakcie laudacji powiedział: „W sztuce jest współczucie, we współczuciu człowieczeństwo, a w człowieczeństwie wielkoduszność oraz miłość. Gregory Peck przekazał nam te cechy w pełnej mierze”.
Ciało 87-letniego Pecka złożono w krypcie mauzoleum Katedry Matki Bożej Anielskiej. Uczestnikami prywatnej ceremonii była najbliższa rodzina.

## Działalność w organizacjach charytatywnych i filmowych

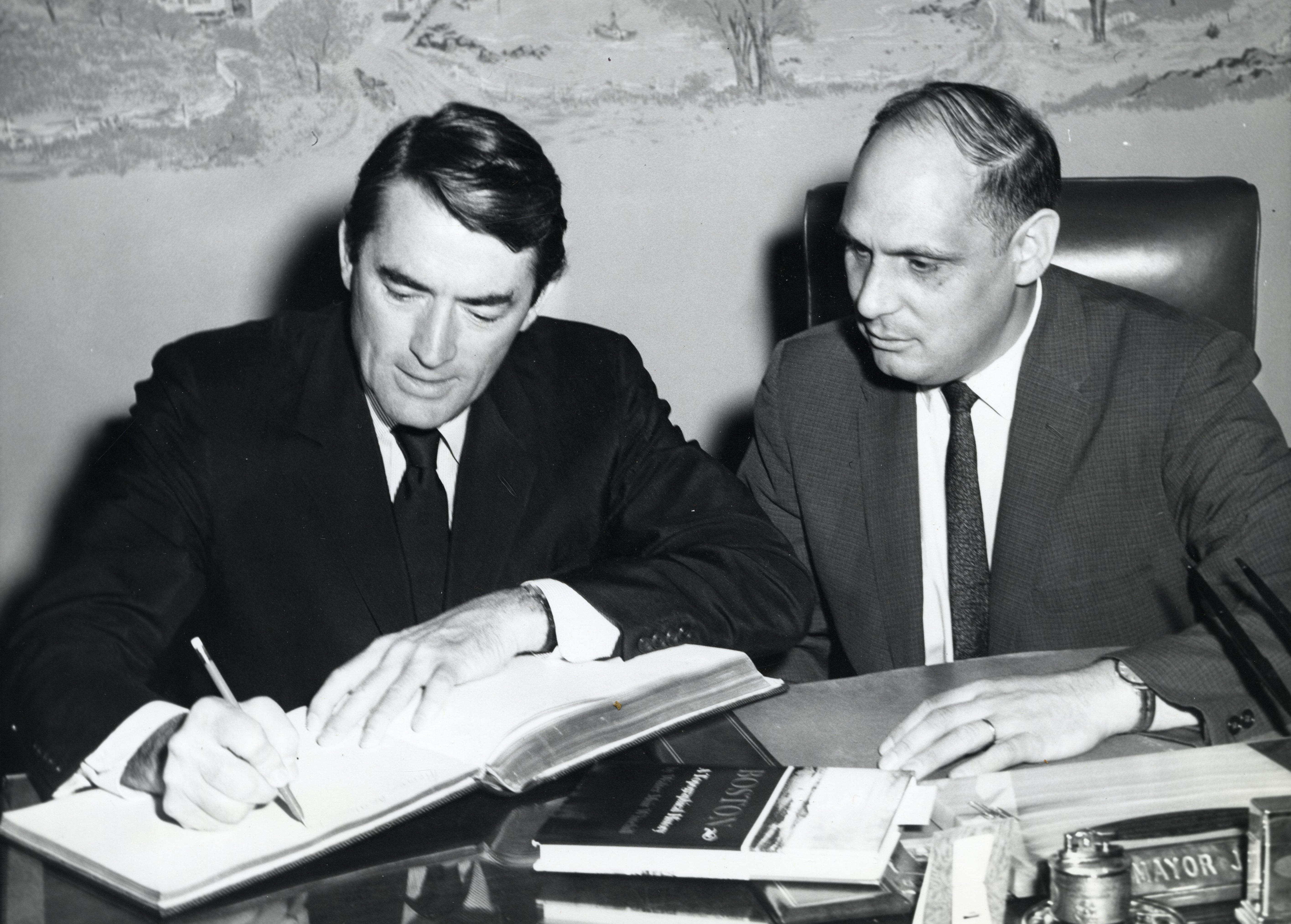
Peck i burmistrz Bostonu Henry Scagnoli (na zdj. w latach 60.)

W 1964 zaangażował się w promocję przedsięwzięcia charytatywnego; przewodniczył zbiórce funduszy na rzecz organizacji non-profit American Cancer Society (ACS), zajmującej się walką z chorobami nowotworowymi. Odbył z żoną Veronique trasę po Kalifornii, wygłaszając liczne przemówienia. Spotykał się też ze specjalistami w zakresie onkologii i pacjentami. W latach 1966–1967 piastował stanowisko krajowego przewodniczącego ACS, a 5 kwietnia 1966 odbył obejmującą trzy stany trasę. W trakcie jego rocznej kadencji konto organizacji zasilono sumą 50 milionów dolarów. Wystąpił jako narrator w zrealizowanym dla ACS krótkometrażowym filmie informacyjnym Investment in Life (1966). W 1965 został wybrany do rady gubernatorów Amerykańskiej Akademii Sztuki i Wiedzy Filmowej (AMPAS). W 1966 – nominowany przez członków wchodzącego w skład organizacji środowiska aktorskiego – objął stanowisko wiceprezesa zarządu (w 1993 był ponownie wybrany do rady gubernatorów).
29 września 1965 Lyndon B. Johnson mianował go członkiem National Arts Council, doradczego organu nadzorującego wydatkowanie środków (na sztukę) przyznanych na mocy ustawy National Arts and Cultural Development Act z 1964. Po nominacji udał się w trasę po dwudziestu sześciu miastach, a następnie sporządził raport. Na jego podstawie część funduszy trafiła do szesnastu teatrów non-profit w całym kraju – w tym m.in. do Arena Stage w Waszyngtonie oraz Boston Theater Company. Ponieważ rada pracowała nad ustaleniem celów i kryteriów finansowania, Peck opowiadał się za zrównaniem środków na teatr, film, taniec i inne sztuki performatywne. Po tym jak Johnson ogłosił plany utworzenia American Film Institute, został wyznaczony z Elizabeth Ashley i George’em Stevensem Jr. do przedstawienia zaleceń, czym dana organizacja miałaby się zajmować. W kilku punktach raportu sugerował m.in., by AFI odgrywał czynną rolę w konserwacji filmów, a także był propagatorem badań nad medium jako formą sztuki. Za jego radą na lokalizację organizacji wybrano zachodnie wybrzeże. W 1967 został pierwszym prezesem zarządu, którym pozostał do 1969.

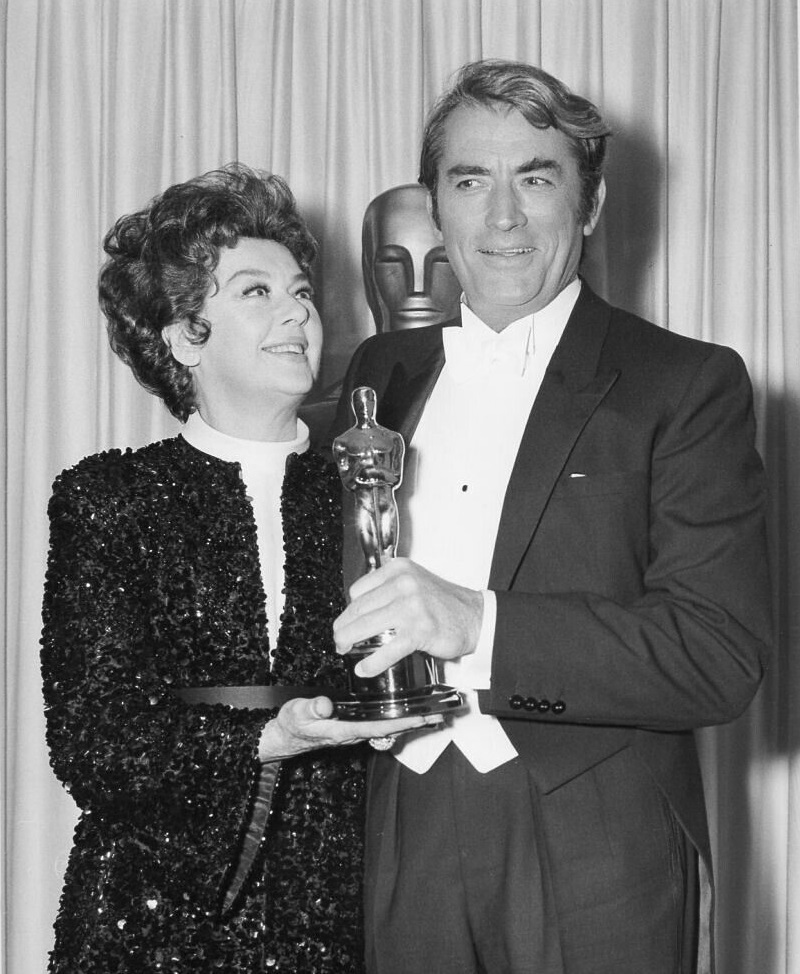
Peck z nagrodą im. Jeana Hersholta (na zdj. w 1968 z Rosalind Russell)

W październiku wybrano go dyrektorem generalnym akcji zbierania funduszy na rzecz Motion Picture & Television Fund (MPTF) – organizacji non-profit, zapewniającej pomoc medyczną oraz opiekę rekonwalescencyjną ubogim członkom środowiska filmowego. Prócz podpisania listu do członków społeczności Hollywood, brał także udział w serii spotkań z osobami z branży, podczas których informował o funduszu i jego potrzebach. Odbywał spotkania z dyrektorami studiów filmowych, przekonując ich do wsparcia inicjatywy – zachęcał studia do utworzenia systemu, dzięki któremu pracownicy mogliby kierować część swoich wynagrodzeń na rzecz funduszu). Zapewnił też własne wsparcie dla MPTF, przekazując w 1966 dwa procent wszystkich swoich zarobków obejmujących m.in. udział w zyskach i zarobki z filmów, których producentem lub współproducentem były jego firmy Melville i Brentwood. W 1971 został głównym organizatorem gali, mającej miejsce w Los Angeles Music Center, na której wystąpił szereg gwiazd, a gościem honorowym była księżna Grace. Podczas tego wydarzenia zebrano na rzecz MPTF 850 tys. dolarów. Peck pozostał na stanowisku dyrektora zbiórki przez 15 lat, gdy osiągnięto docelową kwotę 40 milionów dolarów. Zasiadał też w radzie dyrektorów stacji telewizyjnej KCET (1966), Instytutu Salka, Center Theatre Group i Capitol Industries Inc.
Wraz z żoną współfinansował w 1966 – przeznaczyli na ten cel 155 tys. dolarów – powstanie w Los Angeles City Cultural Center (ICCC), zespołu teatralnego złożonego z różnych grup etnicznych, oferującego kursy dla młodych ludzi w zakresie aktorstwa, muzyki, tańca, pisania, grafiki oraz uznania dla filmu – jako dyrektor zarządu organizacji pomógł uzyskać fundusze od National Council on the Arts. Będąc przewodniczącym Komitetu Teatralnego ICCC zabiegał o dofinansowanie dla programu Discovery (uzyskał je m.in. od nowojorskiego The Public Theater). Angażował się w dobór sztuk i miał wpływ na ich obsadzanie. Różnice z dyrektorem wykonawczym spowodowały, że 13 kwietnia 1968 zrezygnował z przewodniczącego Komitetu Teatralnego, a 31 marca 1969 wycofał się ze współpracy z instytucją.
Od czerwca 1967 przewodniczył Amerykańskiej Akademii Sztuki i Wiedzy Filmowej. Chcąc, jak przyznawał, „w coraz większym stopniu reagować na współczesne postawy i pomysły nowego pokolenia profesjonalistów filmowych”, wprowadził liczne zmiany, m.in. odmłodził kadrę zarządu, zastępując mniej aktywnych i starszych członków, stanowiących w owym czasie większość w organizacji (nadano im status członków stowarzyszonych bez prawa głosu). W celu usprawnienia funkcjonowania organizacji zlikwidowano kilka oddziałów oraz nałożono ograniczenia w kadencyjności urzędników. Przeciwstawiał się lobbowaniu na rzecz Oscarów przez duże studia filmowe (począwszy od lat 50. w coraz większym stopniu upolityczniały one ten proces, publikując ekspansywne reklamy). Zainicjował również program przyznawania dotacji dla AFI w celu zapewnienia staży młodym twórcom filmowym, umożliwiających im współpracę z uznanymi reżyserami, chcąc w ten sposób potwierdzić rolę Akademii jako przede wszystkim organizacji edukacyjno-kulturalnej w środowisku filmowym.
Wybrany w czerwcu 1968 na drugą kadencję przewodniczącego AMPAS, jego decyzją – motywowaną chęcią podniesienia jakości transmisji telewizyjnej – galę wręczania Oscarów przeniesiono z Santa Monica Civic Auditorium do nowocześniejszej Dorothy Chandler Pavilion. Zmieniano również format gospodarza ceremonii; stałego prowadzącego Boba Hope’a zastąpili rotacyjni gospodarze. Od czerwca 1969 do czerwca 1970 sprawował trzecią kadencję przewodniczącego AMPAS. W 1968 mianowano go starszym wiceprezesem San Diego County Theatre and Arts Foundation, a w 1976 został wybrany na członka zarządu United States Bicentennial Society w Waszyngtonie. Swój wizerunek wykorzystywał w szeregu kampanii społecznych – przez kilka lat występował m.in. w spotach fundacji Morris Animal Foundation na rzecz ochrony wielorybów. Wspierał też Czerwony Krzyż i UNICEF.
W 1968, w uznaniu za szereg inicjatyw filantropijnych, obywatelskich, politycznych oraz zaangażowanie w przedsięwzięcia o charakterze non-profit, otrzymał specjalnego Oscara – nagrodę im. Jeana Hersholta. Jego pracę humanitarną doceniły też  władze miasta Filadelfia, przyznając mu w 1999 Marian Anderson Award.

## Życie prywatne

### Osobowość, zainteresowania, przyjaźnie

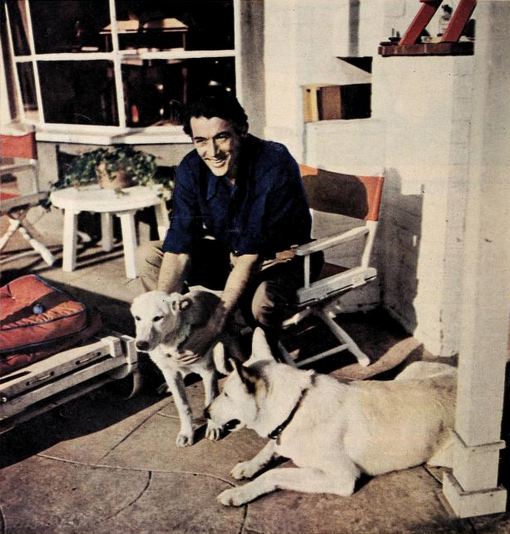
Peck ze swoimi psami (1946)

Z natury był osobą powściągliwą. Rozwód rodziców i brak ogniska domowego – jak wspominał: „nie pamiętam, żebym kiedyś siedział z rodziną przy stole i prowadził zwyczajną rodzinną rozmowę” – miały znaczący wpływ na jego osobowość; w młodości uchodził za samotnika, skrywał w sobie uczucia, nie nawiązywał bliższych relacji z rówieśnikami i nie posiadał szerokiego grona przyjaciół. „Byłem samotny, wycofany, pełen zwątpienia” – twierdził, a swoje dzieciństwo uważał za „smutne”. Haney argumentowała, że „trauma, której doznał w czasie rozwodu rodziców i wstrząs, który po nim nastąpił, wywołały długotrwałą depresję, która nigdy go nie opuściła”. Z kolei Fishgall napisał: „Jako dorosły Gregory Peck zdobyłby sławę, bogactwo, miłość i szacunek – zarówno ze strony rówieśników, jak i fanów i krytyków. Ale jego część zawsze pozostawała oddzielona od innych. Mury, które zbudował w La Jolla, nigdy nie zostały całkowicie zniszczone”. Studiując w Berkeley stał się bardziej otwarty w stosunku do ludzi i towarzyski oraz „ewoluował z nieśmiałego, niezdarnego nastolatka w pewnego siebie i asertywnego młodego mężczyznę” – jak zauważał Michael Munn.
Cechowało go poczucie dyscypliny, porządku i obowiązku oraz samokontrola (wyniesione z okresu nauki w St. John’s Military Academy). W wieku 14 lat – jak pisał Fishgall – „ukształtowało się już wiele podstawowych elementów jego dorosłej osobowości”. Ze względu na ograniczony kontakt z matką, w młodości odczuwał niepewność oraz nieśmiałość w kontaktach z dziewczynami (aby je przezwyciężyć pobierał lekcje tańca). Przez przyjaciół i współpracowników był postrzegany jako dżentelmen oraz osoba hojna, przyjazna i życzliwa – Patricia Neal, poznawszy go w 1945, mówiła: „Pan Peck był łaskawy, czarujący i przy tym był tak doskonałym dżentelmenem”. Fishgall charakteryzował go jako „kulturalnego, wyrafinowanego, podróżującego dżentelmena z wyostrzoną świadomością społeczną”. Według Haney po własnym ojcu – z jego strony był spokrewniony z Thomasem Ashem, uczestnikiem powstania wielkanocnego z 1916 – odziedziczył „przebiegłe poczucie humoru i niezmienny kodeks przyzwoitości, poparty starym dobrym irlandzkim katolickim poczuciem winy”, oraz „zamiłowanie do prowadzenia ożywionych pogawędek”.
Stronił od hucznych hollywoodzkich przyjęć; zamiast nich preferował długie leśne spacery nieopodal domu, pikniki w towarzystwie żony oraz kameralne spotkania przy obiedzie lub partii pokera w gronie przyjaciół. „Boję się wielu ludzi. Myślę, że czuję się bardziej swobodnie na scenie lub przed kamerą niż na koktajl party” – mówił. „Ma wspaniały irlandzki urok, połączony z dobrym humorem, bystrym dowcipem, wrodzoną uprzejmością oraz przyjemnym ciepłem, którym emanuje” – relacjonowała reporterka Associated Press (AP). Syn Stephen opisywał go jako osobę nielubiącą konfliktów, nieśmiałą i wrażliwą na uczucia ludzi.

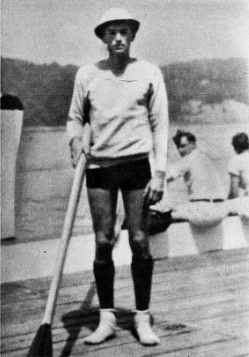
Peck uprawiał wioślarstwo w trakcie nauki w Berkeley (na zdj. w 1938)

W młodości, mieszkając w La Jolla, spędzał czas na świeżym powietrzu; lubił biwakowanie, polowanie i wędkarstwo. Razem z ojcem odbywał wycieczki do Parku Narodowego Yellowstone i Yosemite oraz na kempingi i łowienie ryb na Santa Catalina Island. Jak większość młodzieży w La Jolla – kurorcie położonym nad Pacyfikiem – był bardzo dobrym pływakiem, nurkiem oraz poławiaczem krabów. Do jego pasji należało też budowanie łodzi (mając 9 lat postanowił, że będzie chciał zarabiać na życie projektowaniem i konstruowaniem jednostek pływających). Jednym z jego największych zamiłowań było czytanie książek, a pierwszą kartę biblioteczną otrzymał mając 6 lat; cenił m.in. twórczość Ambrose’a Bierce’a, Anthony’ego Trollope’a, Charlesa Dickensa, Jane Austen, Josepha Conrada, Marcela Prousta, Thomasa Hardy’ego, rodziny Brontë, Waltera Scotta oraz westerny autorstwa Zane’a Greya (w okresie studiowania w Berkeley rozważał możliwość zostania zawodowym pisarzem).
Od młodości uprawiał sport. Mając doświadczenie wioślarskie, nabyte m.in. w San Diego Rowing Club, w latach 1937–1938, jako student Cal, był członkiem uczelnianej drużyny juniorskiej, trenowanej przez Ky Ebrighta. Pływał w ósemkach – często, jako pierwszy w załodze, odpowiadał za ustalanie tempa. Wioślarstwo uważał za „najbardziej wyczerpujący sport znany na uczelni”. Twierdził, że nauczyło go ono „rytmu, harmonii i dyscypliny” oraz „zdolności do przekraczania własnych granic”. Wiosłował od 12 do 16 mil dziennie.

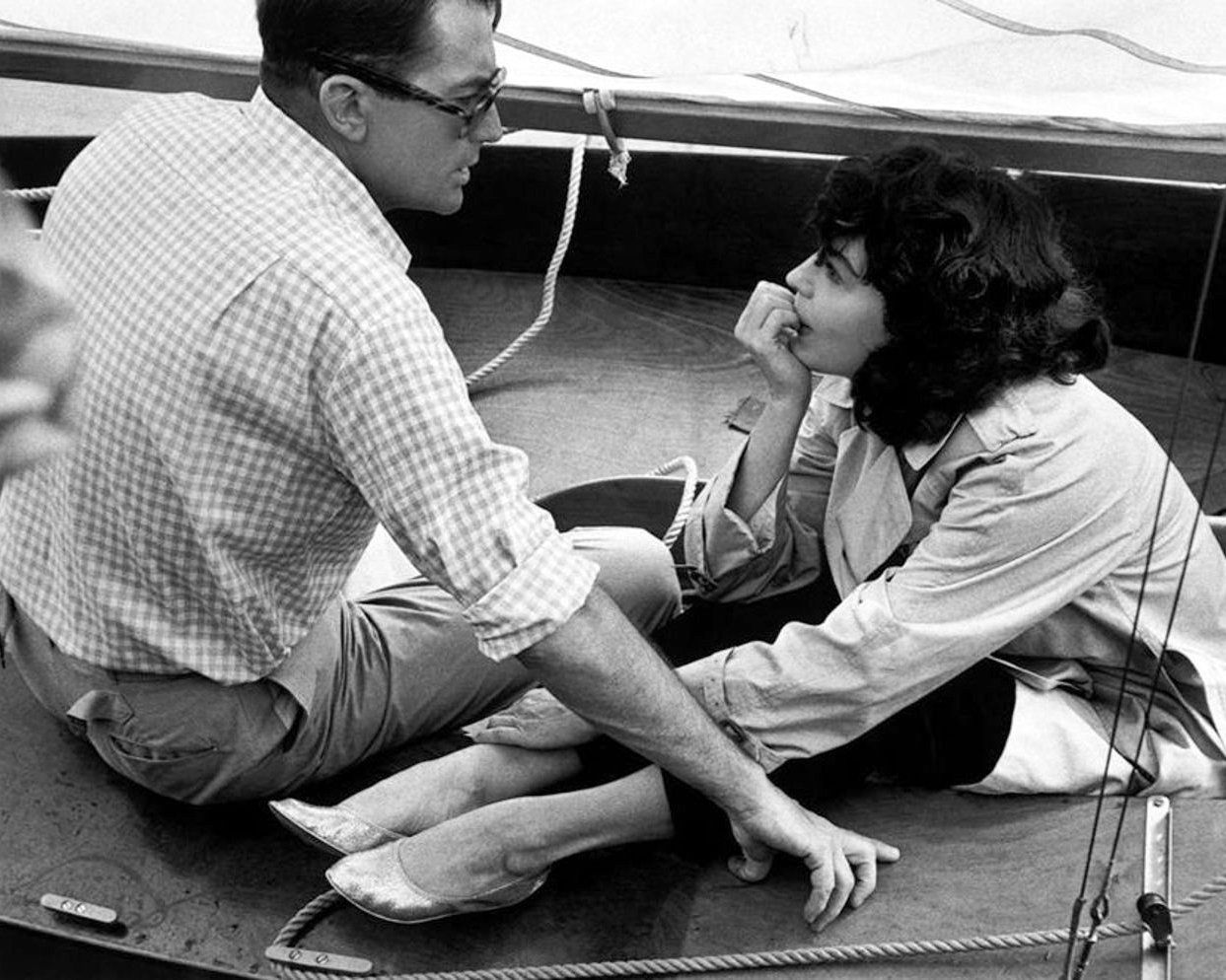
Peck z Avą Gardner, jedną ze swoich najbliższych przyjaciółek, na planie filmu Ostatni brzeg (1959)

Pod koniec lat 40. zainteresował się hodowlą bydła. W 1949 dzierżawił pastwiska w hrabstwach Santa Barbara, Merced, w Modesto i San Luis Obispo w Kalifornii. Z czasem należące do niego bydło rozprzestrzeniło się na obszarze około 150mi² w środkowej Kalifornii i wypasało na terenach siedmiu różnych rancz. Problemy wynikające z braku wystarczającej ilości czasu do nadzorowania biznesu, który kolidował z karierą filmową, spowodował, że w drugiej połowie lat 50. zrezygnował z hodowli. Później był właścicielem rasowych koni. Brały one regularnie udział w wyścigach, m.in. w ramach Grand National.
Interesował się historią Stanów Zjednoczonych, zwłaszcza wojną secesyjną i prezydenturą Abrahama Lincolna – którego określał mianem „idealnego Amerykanina”. Był właścicielem przeszło tysiąca książek poświęconych 16. prezydentowi i wspomnianej wojnie. W wieku 12 lat nauczył się na pamięć przemowy gettysburskiej z 1863, a studiując w Berkeley rozważał wstąpienie do Brygady im. Abrahama Lincolna. Był także miłośnikiem jazzu. W wolnych chwilach studiował scenariusze filmowe oraz zajmował się pracami domowymi, np. ogrodnictwem. Cenił sobie życie prywatne i zachowywał powściągliwość na swój temat w wywiadach; kiedy pytania schodziły na sferę prywatną, miał w zwyczaju przedstawiać się jako osoba „nieodwracalnie nudna” – pisała Haney. Sam wspominał: „Nie interesuje mnie moda na aktorów, aby mówili wszystko. Uważam, że to w złym guście. Moje występy to jedyne formy autodemaskowania, w które się angażuję”.
Przyjacielskie relacje utrzymywał m.in. z Audrey Hepburn (bez słuszności przypisywano im romans), Avą Gardner, Carym Grantem, Davidem Nivenem, Dorothy McGuire, Frankiem Sinatrą, Fredem Astaire’em, Henrym Kingiem (współpracowali przez dekadę, realizując w sumie sześć filmów), Humphreyem Bogartem, Ingrid Bergman, Isaakiem Sternem, Jackiem Bennym i jego żoną Mary Livingstone, Johnem Garfieldem, Lauren Bacall, Martinem Scorsese, Michaelem Jacksonem, księciem Rainierem i jego żoną Grace oraz z Williamem Wylerem.

### Małżeństwa i dzieci

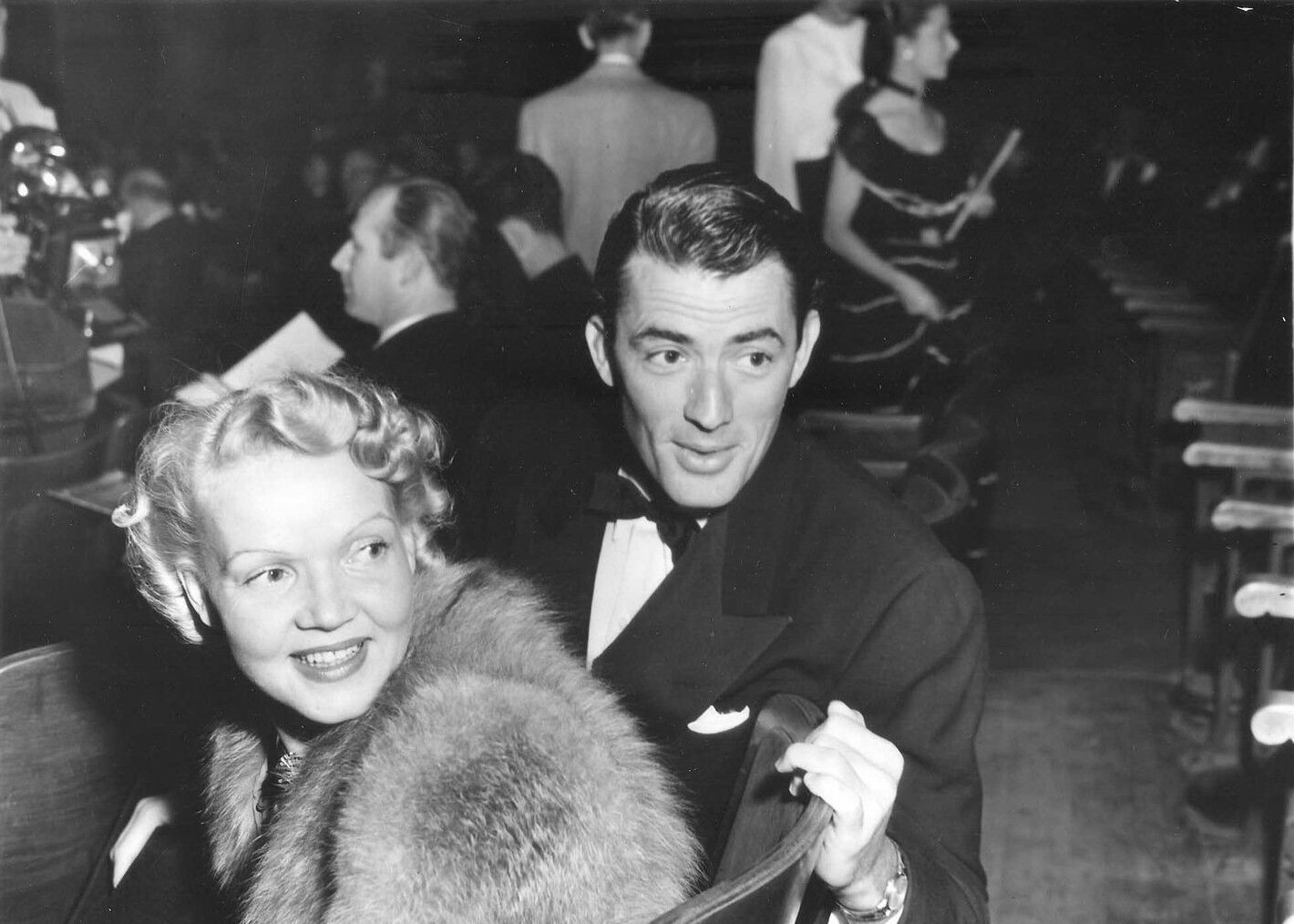
Greta Kukkonen i Peck (lata 40.)

Swoją pierwszą żonę, starszą o pięć lat Finkę Gretę Kukkonen, poznał we wrześniu 1941, w trakcie trasy ze sztuką Lekarz na rozdrożu, podczas której pracowała jako osobista fryzjerka Katharine Cornell, a on grał w jednej z drobniejszych ról. Była absolwentką Lincoln High School w Jersey City w stanie New Jersey, a następnie studiowała sztukę na prywatnej akademii w Nowym Jorku. Miała za sobą zakończone rozwodem pięcioletnie małżeństwo z Charlesem Rice’em (poślubiła go w wieku 18 lat). Jak przyznała Haney, w młodszym o kilka lat Pecku „widziała kogoś, kto nie był cyniczny w kwestii romantyzmu i miłości”. Oświadczył się jej na wyspie Cape Cod, gdy podjął współpracę z The Cape Playhouse latem 1942.

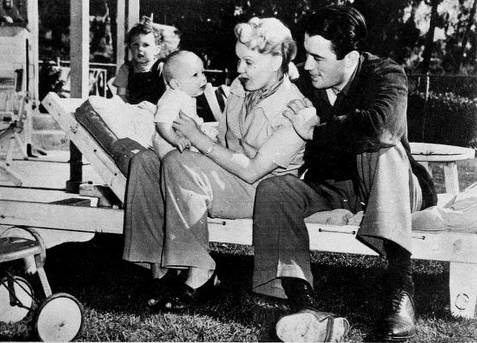
Kukkonen i Peck z synami (1947)

Pobrali się 4 października 1942 w holu Kościoła Metodystów (lub luterańskiego) przy 61st Street i Park Avenue w Nowym Jorku, do którego weszli wracając z meczu ligi baseballowej pomiędzy drużynami New York Yankees i St. Louis Cardinals. Krótkiej ceremonii przewodniczył minister – ze względu na protestantyzm Kukkonen i fakt, iż była ona rozwódką, nie mogli zawrzeć ślubu w Kościele katolickim. W ramach świętowania zjedli kolację w towarzystwie przyjaciół i brata panny młodej, Paula, w pobliskim hotelu. Po ślubie wprowadzili się do mieszkania Pecka przy East 39th Street. Kukkonen wykazywała się opiekuńczością oraz wsparciem dla męża, gdy na początku lat 40. borykał się z brakiem angażu w teatrze. Zakupiwszy psa policyjnego Perry’ego i kota perskiego o imieniu Widgie, przeprowadzili się do The Townhouse przy Lexington Avenue. Zaległy miesiąc miodowy spędzili w 1943 w ośrodku wypoczynkowym Camelback Inn w Paradise Valley, nieopodal Phoenix w Arizonie, gdzie przez trzy tygodnie pływali, jeździli konno, tańczyli na placu i urządzali pikniki na pustyni.
Po tym jak Peck rozpoczął karierę filmową, późnym latem 1943 przenieśli się do Los Angeles, gdzie zamieszkali w domu przy Mulholland Drive, należącym w przeszłości do Borisa Karloffa. Od połowy lat 40. w małżeństwie narastał kryzys, wynikający – jak uważał Michael Freedland – z „odmiennych stylów życia”. Z kolei Fishgall napisał, że „obydwoje mieli porywczy temperament i żadne z nich nie lubiło przyznawać się do błędu”. W 1947 przeprowadzili się do domu z basenem przy 1700 San Remo Drive w dzielnicy Pacific Palisades. Podczas gdy Kukkonen była otwarta i spontaniczna (po przybyciu do Hollywood miała w zwyczaju organizować z mężem niedzielne spotkania towarzyskie), Peck z biegiem czasu preferował rozmowy w węższym gronie, z osobami, które wydawały mu się interesujące.
Liczne różnice i obowiązki zawodowe Pecka znacząco wpływały na coraz większe oddalanie się pary od siebie. Dodatkowy problem stanowił alkohol, który, zdaniem biografów, „zawsze był częścią życia Pecków”. Prasa na bieżąco informowała o ich problemach małżeńskich – gdy po jednej z kłótni Peck na kilka dni wyjechał i nie kontaktował się z będącą w ciąży żoną, 21 stycznia 1949 w gazetach opublikowano artykuł, sugerujący iż „osiągnęli punkt krytyczny”. Mimo że w wywiadach zaprzeczał kryzysowi w związku, utrzymywali pozory szczęśliwego małżeństwa, głównie z uwagi na dzieci. Para doczekała się trójki synów: Jonathana (ur. 20 lipca 1944), Stephena (ur. 16 sierpnia 1946) i Careya Paula (ur. 17 czerwca 1949). Na początku lat 50. Peck zmagał się z kryzysem emocjonalnym i fizycznym. Skutkiem tego było nadużywanie alkoholu przezeń oraz regularne zażywanie środka uspokajającego Seconal, pomagającego mu w problemach ze snem; Haney twierdziła, że „przytępiało to krawędzie jego percepcji i wpływało na jego osąd”, a „intensywne picie” pary było, jej zdaniem, „wołaniem o pomoc”. Ukończywszy zdjęcia do Only the Valiant (1951) przeszedł kryzys psychiczny.

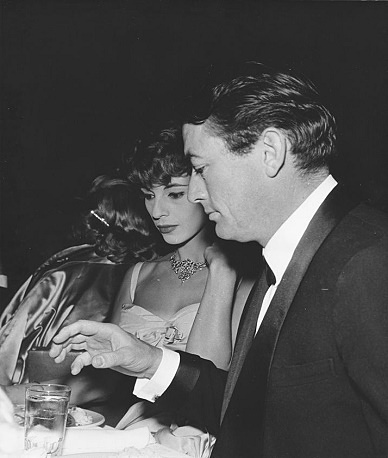
Peck z drugą żoną Veronique (1959)

Na czas realizacji Rzymskich wakacji (1953) rodzina wynajęła dom w Albino. Następnie, jesienią 1952 przenieśli się do Paryża, gdzie zapisali dzieci do miejscowej szkoły. W wolnych chwilach wypoczywali nad Riwierą włoską. Za sugestią Pecka Kukkonen wybrała dla nich nowe mieszkanie, znajdujące się na zachodnich przedmieściach Paryża, zwane „Les Temps La Ville”. Jak wspominała, miał je nazwać „nędzną, zimną stodołą”, przez co „trzymał się z dala od domu”. 13 stycznia 1953 wróciła wraz z trzema synami do Kalifornii na pokładzie SS Île de France. Peck, odnosząc się do towarzyszącego mu tego dnia uczucia, powiedział, że było ono „bardzo dostojewskie, wręcz samobójcze”. 3 lipca oficjalnie ogłosili decyzję o rozwodzie, który sfinalizowano 30 grudnia 1955. Pozostali w przyjacielskich relacjach, a ich podstawą była miłość i troska o synów. Dla Kukkonen Peck był „wspaniałym ojcem” – w 1948 otrzymał tytuł „ojca roku”.

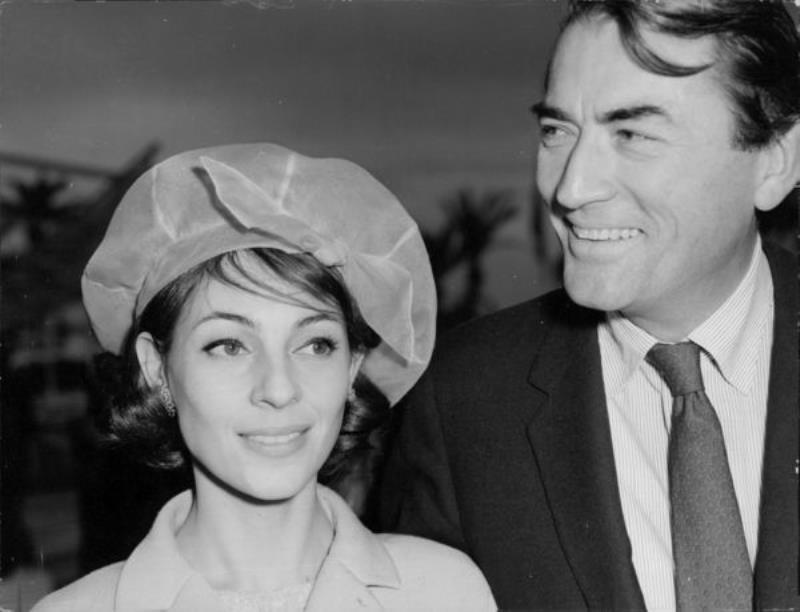
Peck z żoną Veronique na 16. MFF w Cannes (1963)

Wiosną lub latem 1952, w drodze do „Wiecznego Miasta”, gdzie miał pracować nad Rzymskimi wakacjami, poznał 20-letnią Veronique Passani, początkującą dziennikarkę z „France Soir”, która przeprowadziła z nim wywiad. „Od razu zrobiła na mnie wrażenie. Była bardzo atrakcyjna, bystra i mądra” – wspominał. Ich związek zaczął się po zakończeniu zdjęć, choć według części źródeł spotykali się w trakcie ich trwania (z racji tego, że Peck był w owym czasie żonaty z Kukkonen, relacje łączące go z dziennikarką, mimo iż starano utrzymywać się je w tajemnicy, wywołały zainteresowanie paparazzich i prasy, która publikowała ich zdjęcia). Zdaniem Pecka do ich kolejnego spotkania doszło po tym, jak przyjęła jego zaproszenie na wyścigi konne. Następnie zaczęli się regularnie widywać, a Passani towarzyszyła mu na planach zdjęciowych, gdy pracował w Europie, i odwiedziła go w Stanach Zjednoczonych w 1955. Nieustępliwość paparazzich powodowała, że początkowo maskowała swój wygląd i podróżowała pod przybranymi nazwiskami.
Małżeństwo zawarli 31 grudnia 1955 w Santa Ynez w Kalifornii (dzień po uzyskaniu przez Pecka rozwodu z Kukkonen), a ślubu udzielił im sędzia Arden Jensen z Sądu Okręgowego w Santa Barbara. Obecni na nim byli synowie Pecka, jego matka ze swoim drugim mężem oraz współpracownicy, z którymi prowadził hodowlę bydła. Uroczystości weselne odbyły się na ranczu Channinga Peake’a – artysty i przyjaciela Pecka – w kalifornijskim Lompoc, po czym para udała się na trzydniowy miesiąc miodowy. Po wyjściu za mąż Passani zrezygnowała z pracy dziennikarki, poświęcając swój czas życiu rodzinnemu, m.in. towarzyszyła Peckowi w licznych podróżach, na planach filmowych, a także organizowała przyjęcia w wąskim gronie przyjaciół. Doświadczenie reporterskie wykorzystywała, zdaniem Haney, do tego, aby „Greg prezentował się w jak najlepszym świetle”. Czynnie wspierała go w służbie publicznej oraz doradzała w kwestiach wyboru scenariuszy (wszelkie projekty konsultował z nią).
W 1957 kupili za sumę 95 tys. dolarów dom przy Summit Ridge Drive w dzielnicy Brentwood. Pod koniec lat 50. przeprowadzili się do dwupiętrowego domu przy Cliffwood Drive. Od 1960 do 1977 posiadali dom wypoczynkowy – zwany „Villa Doma Alles Des Brises” – na półwyspie Cap Ferrat na francuskiej Riwierze, w którym spędzali wolny czas. W 1976 przeprowadzili się do nowego, dwupoziomowego domu z basenem i kortem tenisowym przy North Carolwood Drive w dzielnicy Holmby Hills. Tworzyli zgodny i szczęśliwy związek, a według Fishgalla w „drugim małżeństwie [Peck] odnalazł stabilizację, jakiej nigdy wcześniej nie zaznał i za którą tęsknił przez całe życie. I zamiast częstych bitew królewskich z Gretą, cieszył się teraz spokojem”. Jego zdaniem ich relacja odzwierciedlała zjednoczenie się ludzi o podobnych gustach i zainteresowaniach.
Pozostali małżeństwem do śmierci Pecka w 2003, przeżywając 48 lat.  Doczekali się dwójki dzieci: syna Anthony’ego (ur. 24 października 1956) i córki Cecilii (ur. 1 maja 1958).

### Romanse

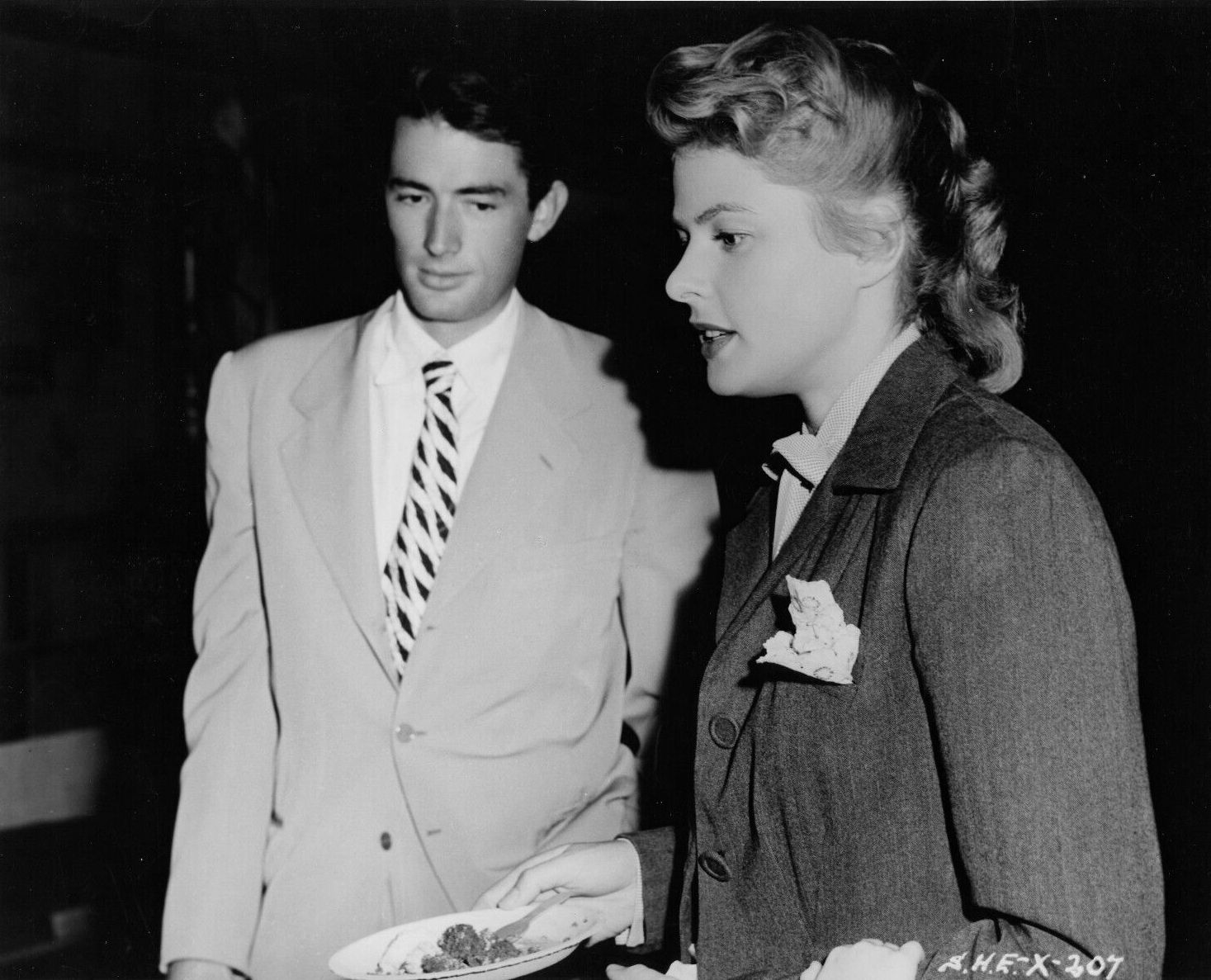
Peck i Ingrid Bergman na planie filmu Urzeczona (1945)

Jego pierwszą dziewczyną była Betty Clardy, którą poznał w okresie pracy dla Union Oil Company w latach 30. (aby zachować jej anonimowość, w wywiadach przedstawiał ją jako Kathie Moore; prawdziwe imię i nazwisko zdradził po jej śmierci). Podobnie jak on, była Amerykanką irlandzkiego pochodzenia. Nawiązał także bliskie relacje z rodziną dziewczyny, u której w domu – jak pisał Fishgall – „spędzał więcej czasu niż u siebie”. Clardy miała pozytywny wpływ na młodego Pecka; pomagała mu w przygotowaniu się do dostania na Uniwersytet Kalifornijski. Odnosząc się do rozstania, które nastąpiło w czasie, gdy studiował w Berkeley, mówił: „Często się zastanawiam, czy prawie każdy mężczyzna odnoszący sukcesy nie ma za sobą pierwszej miłości, która jest w głównej mierze odpowiedzialna za jego sukces”.

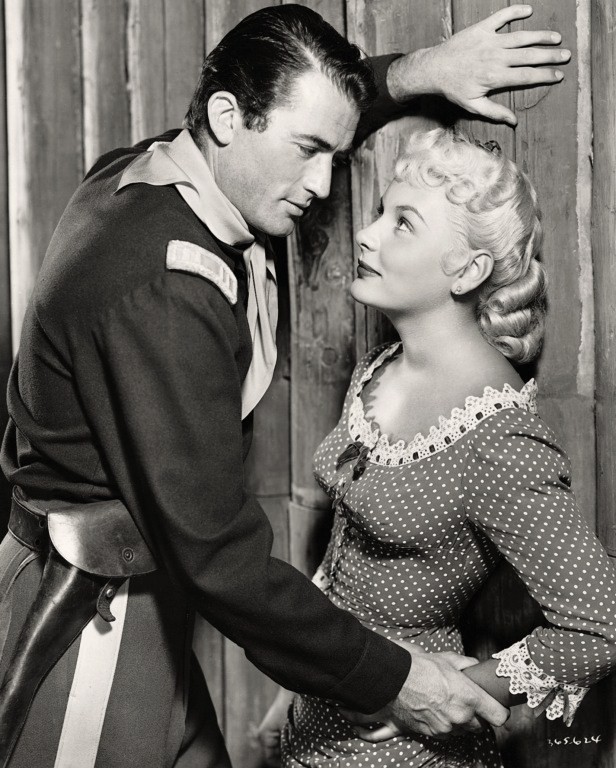
Peck i Barbara Payton w kadrze z filmu Only the Valiant (1951)

Odmawiał komentarzy na temat relacji łączących go z partnerkami filmowymi. Jedyny wyjątek uczynił w 1987, gdy w rozmowie z „People”, zapytany o ulubione aktorki, nawiązał do bliższej relacji z Ingrid Bergman na planie filmu Urzeczona (1945): „Mogę tylko powiedzieć, że naprawdę ją kochałem i myślę, że właśnie dlatego powinienem przestać… byłem młody. Ona była młoda. Przez tygodnie byliśmy zaangażowani w ścisłą i intensywną pracę”. Ich romans potwierdzał kostiumolog pracujący przy filmie, mówiąc, że pewnego dnia zdjęciowego „Ingrid i Peck przyszli późno, cali rozczochrani”, co miało wywołać „wiele spekulacji”. Bergman stwierdziła: „Greg był bardzo przystojnym mężczyzną – bardzo seksownym. Trudno było nie ulec jego urokowi”.
Na planie Only the Valiant wdał się w krótki romans z Barbarą Payton. Według N.E. Bensona z „Confidential” Payton miała zaprosić go do swego domu, po czym regularnie spotykali się w jej przyczepie na planie. Peck nie zaprzeczył relacji z aktorką (w autoryzowanej przezeń biografii ich związek opisano jako romans), jednak nigdy nie wymienił jej imienia. Osoby pracujące przy filmie potwierdzały bliskie więzi, jakie łączyły ich w czasie zdjęć. Fishgall zaznaczał, że w owym czasie zmagał się on z kryzysem emocjonalnym i małżeńskim.
Według Haney pod koniec produkcji Rzymskich wakacji Peck nawiązał bliższą znajomość z australijską modelką June Dally-Watkins, z którą przez tydzień zwiedzał Rzym. Mimo dobrych relacji odrzuciła ofertę wspólnego wyjazdu do Paryża. Jak wspominała w pamiętnikach: „Czułam, że jeśli pojadę za Gregiem do Paryża, mogę zostać zraniona. Nie mogłam uwierzyć, że ktoś taki jak Greg mógłby mnie chcieć”. Po latach – na pytanie czy żałowała podjętej decyzji – odparła: „Gdybym chciała spojrzeć na to romantycznie, powiedziałabym: Tak, bardzo żałuję! Ale nie tak miało być. Tak toczy się prawdziwe życie; nie zawsze może być jak w bajce i czuję się zaszczycona, że mogłam go znać tak długo, jak to możliwe”.

### Poglądy

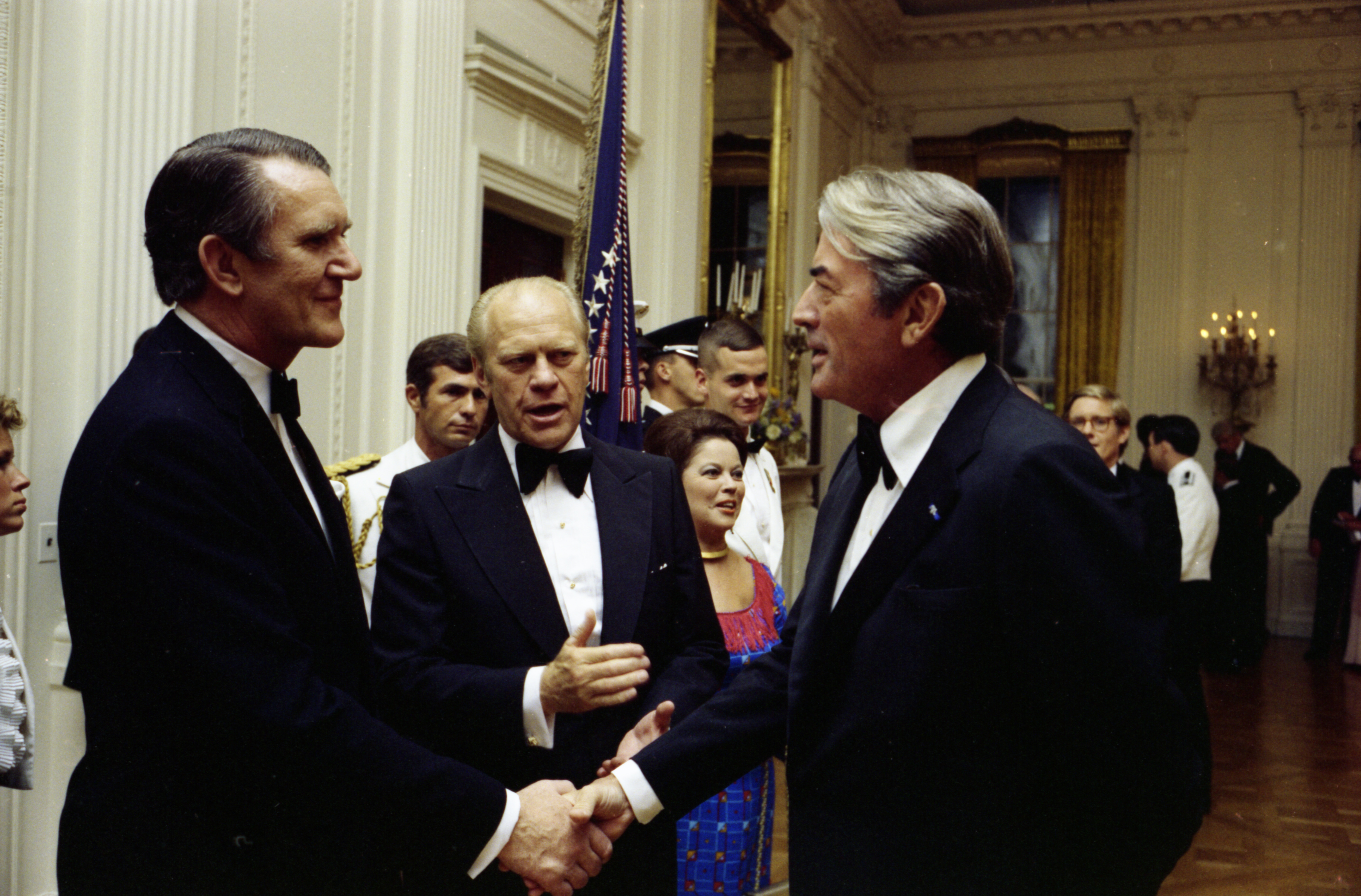
Malcolm Fraser, Gerald Ford i Peck w Białym Domu (1976)

Peck był demokratą, wyznającym liberalne poglądy. Studiując w Berkeley, swoje przekonania polityczne skłaniał ku liberalnej lewicy, a mieszkając na przełomie lat 30. i 40. w nowojorskiej dzielnicy Greenwich Village – która, jak podkreślał Fishgall, w owych czasach stanowiła „wylęgarnię radykalnej myśli” – uczestniczył w kilku wiecach Komunistycznej Partii Stanów Zjednoczonych (CPUSA) w Madison Square Garden i czytał ultraliberalny magazyn „New Masses”. Choć początkowo uważał komunizm za odpowiedni środek do rozwiązania globalnego ubóstwa, stwierdził, że „nigdy nie przyszło mi do głowy, aby zostać prawdziwym komunistą”, dodając: „Byłem o krok od tego i bardzo im współczułem na temat tego, co mieli do powiedzenia”. Swoje pierwsze przekonania tłumaczył naiwnością.
W 1947, gdy Komisja ds. Działalności Antyamerykańskiej (HUAC) ogłosiła plan przesłuchań, mających na celu ustalenie rzekomego stopnia infiltracji środowiska filmowego przez komunistów i sympatyków tegoż ustroju, liberalna społeczność Hollywood, w tym Peck, utworzyła komitet do spraw 1. poprawki (w wyniku działań HUAC wielu artystów Hollywood znajdowało się na tzw. „czarnej liście”). 2 listopada dołączył do innych aktorów i wziął udział w audycji radiowej Hollywood Fights Back, wyrażającej sprzeciw wobec ograniczaniu wolności słowa przez rządowe śledztwo. W 1948 Myron Coureval Fagan – w książce Treason in Hollywood – opisał Pecka jako „sympatyka komunizmu”. Publicznie zaprzeczył on teorii autora, tłumacząc, że nigdy nie wierzył w komunizm, ani nie był członkiem partii sympatyzującej z tym ustrojem. Śledztwo w jego sprawie prowadził odpowiednik HUAC, Joint Fact-Finding Committee on Un-American Activities, który dowiódł, że Peck był powiązany z sześcioma organizacjami frontu komunistycznego. Wezwany przez Hugh M. Burnsa przed komisję po raz kolejny zaprzeczył sympatiom komunistycznym, a swoje zaangażowanie we współpracę z organizacjami tłumaczył „celom i ideałom idealistycznym, humanitarnym oraz teatralnym”. Jego wyjaśnienia uznano za wiarygodne, a komisja pochwaliła go za współpracę.
Popierał działania Komitetu ds. Porozumień Konferencyjnych Chin, który sprzeciwiał się systemowi feudalnemu na rzecz prawdziwego ustroju demokratycznego, i Komitetu na rzecz Demokratycznej Polityki Wschodniej, naciskającemu na niezależność. Był zaangażowany w działalność Independent Citizens Committee of the Arts, Sciences and Professions (ICCASP) oraz Progressive Citizens of America (PCA), jednak zrezygnował, tłumacząc, że „stanowisko tych organizacji w kilku kwestiach było zbyt lewicowe jak na mój gust”.

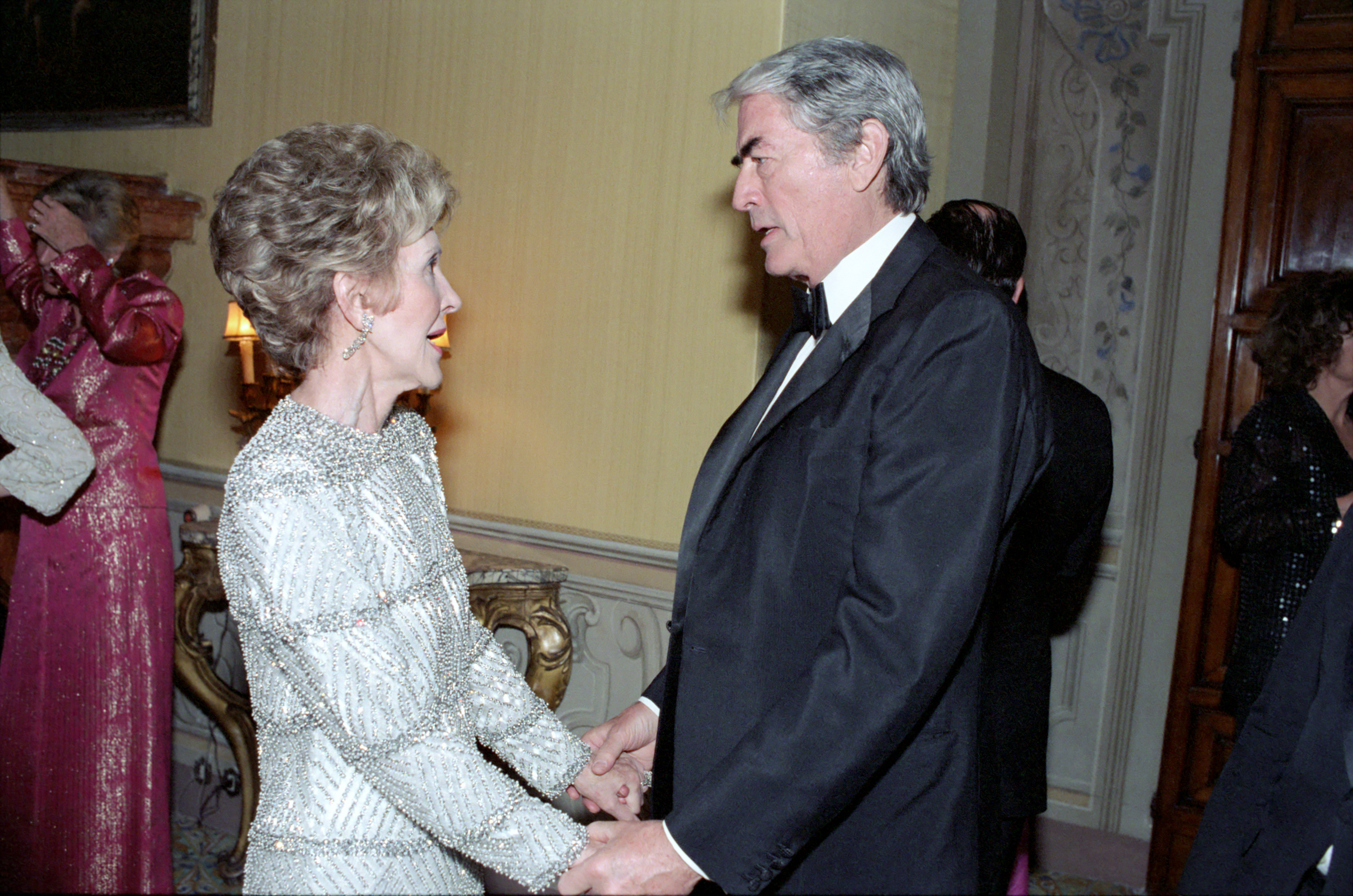
Nancy Reagan i Peck (1985)

Pozytywnie oceniał działania Franklina Delano Roosevelta związane z Nowym Ładem i to na niego pierwszy raz głosował. Brał również udział w kampaniach kandydatów z ramienia Demokratów na urząd prezydenta – wspierał występami publicznymi m.in. Harry’ego Trumana, Adlai Stevensona i Johna F. Kennedy’ego (po zamachu na Kennedy’ego wystąpił jako narrator w dokumencie John F. Kennedy: Years of Lightning, Day of Drums [1964], reż. Bruce Herschensohn). Udzielał się też w kampanii na rzecz reelekcji demokratycznego gubernatora Kalifornii, Pata Browna (który przegrał z republikaninem Ronaldem Reaganem). Brown sugerował wysunięcie kandydatury Pecka do ubiegania się o fotel gubernatora, co spotkało się z aprobatą znacznej części polityków Partii Demokratycznej. W wydanym w 1970 specjalnym oświadczeniu odrzucał taką możliwość. W 1978 i 1980 wspierał kampanię swojego syna Careya Paula, który dwukrotnie, bez powodzenia, starał się o urząd polityczny.
Przyjaźnił się z większością amerykańskich prezydentów od wczesnych lat 60. Szczególnie bliska relacja łączyła go z Lyndonem B. Johnsonem, u którego częstokrotnie spędzał weekendy na ranczu w Teksasie (w przypadku ubiegania się o reelekcję urzędu w 1968, Johnson planował powierzyć mu stanowisko amerykańskiego ambasadora w Irlandii). Razem z żoną Veronique brał udział w obiadach oraz kameralnych przyjęciach w Białym Domu, wystawianych przez Johnsona i Reagana.
W 1972 Richard Nixon umieścił nazwisko Pecka na swej liście wrogów, z powodu jego liberalnego aktywizmu (dodatkową niechęć potęgował fakt, iż w 1950 wsparł on kandydaturę Helen Gahagan Douglas do Senatu, startującej przeciwko Nixonowi). W 1987 – razem z Burtem Lancasterem, Lloydem Bridgesem i Martinem Sheenem – wystąpił w roli narratora w spocie organizacji People for the American Way (PFAW), wyrażając swój sprzeciw wobec potwierdzenia nominacji przez prezydenta Reagana dla konserwatywnego sędziego Roberta Borka do Sądu Najwyższego (SCOTUS) z powodu jego krytyki praw obywatelskich. Kandydatura Borka nie została zatwierdzona przez Senat. Od tego czasu Reagan uważał Pecka za „byłego przyjaciela”.
28 sierpnia 1963, jako członek Arts Group, wziął udział w Marszu na Waszyngton, sprzeciwiając się m.in. segregacji rasowej. W 1986 – na zaproszenie Jane Fondy i Toma Haydena – dołączył do środowiska aktorskiego popierającego głosowanie nad tzw. „Propozycją 65” (zmuszała ona gubernatora do sporządzenia listy i wyeliminowania wszystkich substancji chemicznych powodujących toksyczne skażenie w całym stanie). Mimo sprzeciwu ze strony firm chemicznych i naftowych, inicjatywa zakończyła się powodzeniem. Opowiadał się za ogólnoświatowym zakazem używania broni jądrowej; w 1987 odbył podróż do Moskwy, gdzie w towarzystwie artystów, naukowców oraz uczonych wziął udział w międzynarodowym forum poświęconemu rozbrojeniu nuklearnemu; był też jednym z uczestników przemowy prezydenta Michaiła Gorbaczowa. Popierał prawo nakazujące kontrolę dostępu do broni (w 1968, po zamachu na senatora Roberta F. Kennedy’ego, z Charltonem Hestonem, Hugh O’Brianem i Kirkiem Douglasem, wydał oświadczenie wzywające do poparcia ustawy prezydenta Johnsona o kontroli broni z 1968). W 1979 wziął udział w kampanii organizacji Alliance to Save Energy promującej efektywność energetyczną. Zajmował stanowisko pro-choice w kwestii aborcji oraz wspierał prawa osób LGBT – w 1997 wystąpił jako prezenter podczas gali organizacji GLAAD; odnosząc się do kwestii praw homoseksualistów, powiedział: „Wydaje mi się po prostu głupie, że w ogóle trzeba walczyć o coś tak słusznego i prostego”.

## Lista występów
W trwającej 62 lata karierze występował w filmach, radiu, telewizji i na scenie. Zagrał w 53 produkcjach fabularnych. W słuchowiskach radiowych odtwarzał m.in. swoje role filmowe.
W 1947 i 1952 był notowany w pierwszej dziesiątce najbardziej dochodowych amerykańskich aktorów. Czternaście filmów z jego udziałem było zestawianych w pierwszej dziesiątce podsumowań roku w amerykańskim box offisie, z czego Dawid i Betszeba (1951), Działa Navarony (1961) oraz Jak zdobywano Dziki Zachód (1962) plasowały się na najwyższej pozycji. Dwadzieścia pięć filmów, w których wziął udział, było nominowanych przynajmniej do jednego Oscara, a dwanaście z nich zdobyło co najmniej jedną statuetkę. Dwadzieścia sześć produkcji z jego udziałem, po uwzględnieniu inflacji, przekroczyło sumę 100 milionów dolarów dochodu z biletów na rynku krajowym.
Pięć z jego filmów: Dżentelmeńska umowa (1947), Z jasnego nieba (1949), Rzymskie wakacje (1953), Jak zdobywano Dziki Zachód i Zabić drozda (1962) wpisano do National Film Registry (NFR).

## Styl gry i wizerunek ekranowy
Ucząc się u Sanforda Meisnera w Neighborhood Playhouse School of the Theatre odbywał m.in. ćwiczenia sensoryczne – mające na celu uwolnienie od zahamowań i pozwalające nawiązać kontakt z podstawowymi elementami rzeczywistości. Trenował także sztukę improwizacji oraz pracował nad umiejętnością budowania i rozwoju charakteru odgrywanego przez siebie bohatera. W ocenie asystentów Meisnera i innych studentów, odznaczał się, mimo swej powściągliwości, oddaniem, szczerością i uczciwością w działaniu. Zaczerpnięte z tradycji Stanisławskiego podstawy Meisnera – umiejętność słuchania, odgrywania intencji i budowania charakteru – służyły jako przewodniki przez całą jego karierę. Jak wspominał:

To od Sanforda Meisnera nauczyłem się przekazywać publiczności historię krok po kroku, wykorzystując moje procesy umysłowe i emocjonalne zachodzące pod słowami. To, co kryje się pod słowami, jest ważniejsze niż same słowa, ponieważ to, co jest pod spodem, wywołuje efekt zewnętrzny.

Był aktorem metodycznym, choć zdaniem Fishgalla, przez umiejętność mocnego kontrolowania własnych emocji, „nie był skłonny, jak inni, dawać pełnego upustu uczuciom odgrywanej przez siebie postaci, czy to na scenie, czy na ekranie”; m.in. w trakcie realizacji filmu Dżentelmeńska umowa (1947) odmówił Kazanowi – opowiadającemu się za bardziej cholerycznym temperamentem portretowanego przez niego bohatera – uderzenia pięścią w ścianę, tłumacząc, że to nie jego styl gry. Uchodził za jednego z najciężej pracujących aktorów w Hollywood. Przygotowania do roli rozpoczynał – jak twierdził – od „zmontowania postaci”; czytał i zapamiętywał każdą linijkę tekstu, po czym ćwiczył ruchy różnych części ciała, by wyeliminować te zbędne, a utrwalić przydatne. Temperamentem i wyglądem nawiązywał do dżentelmenów lat 30. i wczesnych 40.

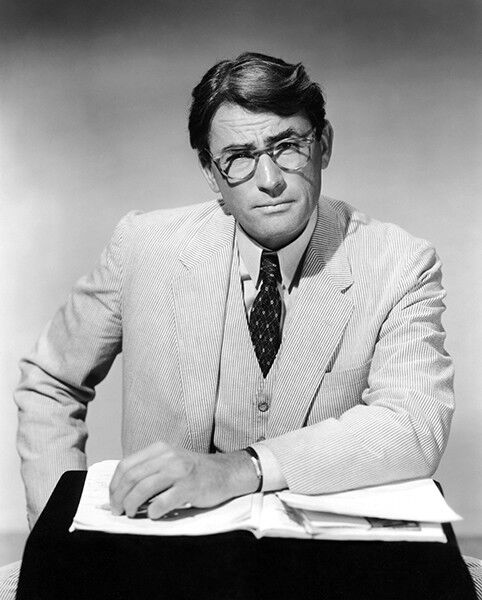
Peck jako Atticus Finch na fotosie z filmu Zabić drozda (1962)

Dzięki zdolnościom adaptacyjnym nie miał kłopotów z przystosowaniem się do zróżnicowanego repertuaru ról. Portretowanie różnorodnych bohaterów traktował jako wyzwanie oraz udoskonalanie własnego rzemiosła; grał m.in. doktora, duchownego, dyplomatę, dziennikarza, a także prawnika. Istotną część jego dorobku stanowiły heroiczne role w westernach i dramatach wojennych, w których to wcielał się w dowódców, pilotów, rewolwerowców, czy też żołnierzy. Charakterystyczny dla siebie typ myślącego, poważnego bohatera z zasadami, przywiązanego do wartości moralnych, odznaczającego się inteligencją, przyzwoitością, uczciwością i wytrwałością, stworzył w swoich wczesnych produkcjach (np. Dni chwały, Klucze królestwa [oba z 1944] i Dżentelmeńska umowa). W Kluczach królestwa wypracował rodzaj podejścia do aktorstwa, odzwierciedlającego jego cechy ekranowej osobowości: powolny, stanowczy sposób mówienia i strategiczne stosowanie pauz w obrębie własnych kwestii. Z kolei sposób wykorzystywania mimiki sprawiał, iż „niemal widać, jak postać myśli”. Fishgall był zdania, że w swoim naturalizmie utorował drogę dla późniejszego pokolenia aktorów, w tym dla Marlona Brando i Montgomery’ego Clifta. Haney podkreślała, że wszystkie cechy wyłaniającej się osobowości Pecka rozwinięto w pełni w Dżentelmeńskiej umowie. Pozwoliło to na ugruntowanie jego wizerunku w oczach opinii publicznej jako osoby nieobawiającej się walczyć o swoje przekonania. Z kolei Molyneaux zaznaczał, że Peck jest odpowiedzialny za „przeniesienie na ekran humanizowanego bohatera”. W wielu produkcjach jego postacie uchodziły za uosobienie honoru (Dżentelmeńska umowa, Z jasnego nieba; 1949, Kapitan Hornblower; 1951, Ostatni brzeg; 1959, Zabić drozda; 1962).
Z biegiem lat, w miarę tego, jak coraz wyraźniej zanikała granica między ekranowym a prywatnym wizerunkiem Pecka, zawężał się wachlarz oferowanych mu ról – grał głównie dobrze wykształconych, nienagannie wychowanych i silnie zmotywowanych fachowców. Fishgall napisał, że w połowie lat 50. „trudno było oddzielić Pecka od portretowanych przez niego postaci”. Bohaterowie, których grał, wykorzystywali jego mocne strony, pozwalając na ukazanie ludzi godnych, inteligentnych, silnie skierowanych do wewnątrz, którzy zasadniczo trzymają swoje emocje na wodzy. Z wyjątkiem kapitana Ahaba (Moby Dick; 1956) oraz Francisa Scotta Fitzgeralda (Ukochany niewierny; 1959), jego postacie posiadały bohaterski charakter.
Rolą, którą na trwałe zapisał się w świadomości opinii publicznej był prawnik Atticus Finch z Zabić drozda, stanowiący syntezę wielu rzeczy, jakie badał i prezentował we wcześniejszych filmach: mądrego oraz wyrozumiałego ojca (Roczniak; 1946), zagorzałego oponenta uprzedzeń (Dżentelmeńska umowa), wykwalifikowanego prawnika (Akt oskarżenia; 1947), zwykłego obywatela, chcącego wnieść pozytywny wkład (Człowiek w szarym garniturze; 1956) oraz cicho mówiącego człowieka pokoju (Biały Kanion; 1958). Fishgall uważał ją za „najlepszą destylację osobowości, którą Gregory Peck rozwijał przez prawie dwadzieścia lat”.

## Spuścizna
Uznawany jest za jednego z najwybitniejszych aktorów filmowych swojego pokolenia i w historii amerykańskiej kinematografii. Gary Fishgall – który uważał go za człowieka z charakterem i inteligentnego – pisał, że jego głos, twarz i ciało były wizytówkami „jednego z najbardziej rozchwytywanych aktorów swojego pokolenia”. Dodawał, że „niezatarta obecność na ekranie i zaangażowanie w swoje rzemiosło utrzymywały go w czołówce swojej profesji od «Złotej Ery Hollywood» po czasy pojawienia się telewizji kablowej”. Gerard Molyneaux pisał: „Humanitarny w usposobieniu, wyartykułowany w swojej komunikacji i energiczny w dążeniu do swoich celów, Gregory Peck odcisnął piętno na swoim zawodzie i sztuce w Ameryce”. Uchodzi też za jeden z symboli męskości w historii kina. Lauren Bacall stwierdziła, że „był prawdopodobnie najpiękniejszym stworzeniem, jakie kiedykolwiek widziałam”. W maju 1993 „People” umieścił go w gronie „50 najpiękniejszych ludzi świata”.
Audrey Hepburn przyznała: „Jestem oczarowana Gregiem, ponieważ jest tak cudownie normalny, taki autentyczny, tak bardzo prawdziwy”. Carroll Baker w swojej autobiografii Baby Doll z 1983 pochlebnie wyrażała się o współpracy z Peckiem, stwierdzając, że „przykuwał najwięcej mojej uwagi. Nie mogłam oderwać od niego wzroku. Był tak wysoki, przystojny, nienagannie ubrany, tak uroczy, zabawny, po prostu idealny dżentelmen – zawróciłby w głowie niejednej dziewczynie”. Partnerująca mu w filmie Roczniak (1946) Jane Wyman wspominała: „Był jednym z moich ulubionych aktorów. Jest bardzo łatwy we współpracy. To dżentelmen, numer jeden. Po drugie, bardzo poważnie traktuje swoją karierę… Bez względu na to, ile ujęć, nie miało to dla niego znaczenia. Tak długo jak kontynuowaliśmy i robiliśmy to dobrze”. Autor biografii z 1984 John Griggs argumentował, że był on „wyjątkowym amerykańskim wzorem do naśladowania, archetypowym bohaterem”, a dla Lee Remick „reprezentował wszystko, co mocne, niezawodne i solidne”. Z kolei Liza Minnelli określała go mianem „najlepszej gwiazdy filmowej”, dodając, że „na ekranie nie ma nikogo przystojniejszego, delikatniejszego ani bardziej romantycznego. Dla każdego wieku”.

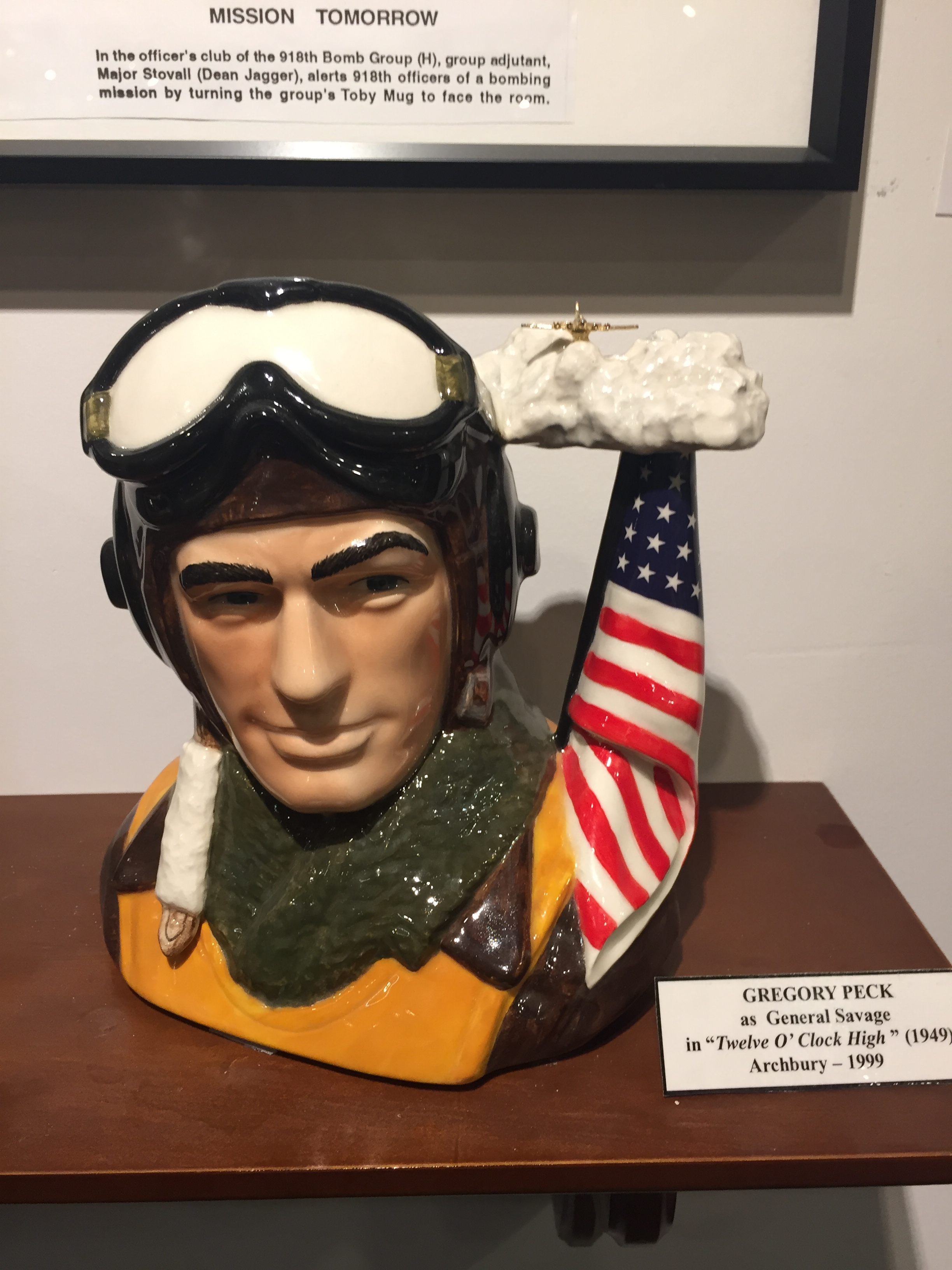
Dzbanek Toby (na zdj. w 2018) ukazujący Pecka z filmu Z jasnego nieba (1949)

Peck był ulubionym aktorem księżniczki Małgorzaty. „Myślę, że to wspaniale widzieć tak wyjątkowo przystojnego mężczyznę, który jest również świetnym aktorem” – przyznawała. Reżyser Stanley Kramer przekonywał, że „dar wiarygodności jest cechą charakterystyczną Gregory’ego Pecka”. Współpracująca z nim na planie Kapitana Hornblowera (1951) Virginia Mayo uważała go za „pięknego, wrażliwego mężczyznę, a to, co daje jako aktor, daje z delikatnością i życzliwością”. Podkreślała, że „studiuje każdą rolę tak dokładnie, że nic dziwnego, że jego występy są tak wspaniałe”.
15 grudnia 1949, razem z Anne Baxter, odcisnął swoje dłonie i stopy oraz złożył podpis w płycie betonowej chodnika na podjeździe Grauman’s Chinese Theatre. 30 stycznia 1953 w Sztokholmie zorganizowano The Gregory Peck Festival Week z udziałem blisko 3 tys. osób. 8 lutego 1960 – w uznaniu za wkład w przemysł filmowy – otrzymał gwiazdę na Hollywoodzkiej Alei Gwiazd, która znajduje się przy 6100 Hollywood Boulevard. Od 1 do 3 listopada 1974 odbyła się retrospektywa 6 jego filmów w ramach Great American Actor Retrospective podczas Dallas International Film Festival (DIFF). Pięć lat później zaliczono go w poczet gwiazd westernu (Hall of Great Western Performers) w National Cowboy & Western Heritage Museum w Oklahoma City w stanie Oklahoma.
Od 17 lutego do 31 marca 1984 Los Angeles County Museum of Art (LACMA) przeprowadzało w Leo S. Bing Theater retrospektywę 28 obrazów Pecka. 17 lipca 1988 w Sacramento w Kalifornii zorganizowano The Gregory Peck Film Festival. W listopadzie 1989 – podczas 2. edycji Virginia Film Festival w Charlottesville w stanie Wirginia – odbyła się retrospektywa jego filmów w ramach Gregory Peck: A Festival Tribute. Pecka uhonorowano za „stanie na szczycie swojego zawodu i nieustanne opowiadanie się za prawami Amerykanów”. Museum of Modern Art (MoMA) 12 listopada 1990 przeprowadziło retrospekcję produkcji z jego udziałem pod tytułem An Evening with Gregory Peck. Kolejna retrospektywa jego filmów miała miejsce w 1994 podczas St. Petersburg Film Festival, na którym wyświetlano 7 produkcji Pecka. 16 czerwca 1999 AFI umieścił jego nazwisko na 12. miejscu w opublikowanym rankingu „największych aktorów wszech czasów” (The 50 Greatest American Screen Legends). Cztery lata później ogłosił Atticusa Fincha – postać z filmu Zabić drozda (1962) – „największym bohaterem w historii kina” (AFI’s 100 Years… 100 Heroes & Villains).
W latach 2008–2014 i 2019, w ramach Dingle International Film Festival (DIFF), wręczano The Gregory Peck Award for Excellence in the Art of Film. Od 2014 nagroda ta jest przyznawana podczas San Diego International Film Festival (SDIFF). W kwietniu 2011 poczta USA (USPS), honorując jego dorobek, wydała limitowaną serię znaczków z podobizną Pecka w związku z edycją „Legendy Hollywoodu”.
Kolekcja zbiorów Pecka znajduje się w archiwum filmowym Stanów Zjednoczonych, Academy Film Archive. W 1999 przekazał tam swoje domowe filmy i dziesiątki osobistych odbitek na taśmach 16mm i 35mm. Zbiory uzupełniają materiały prasowe Pecka, znajdujące się w Margaret Herrick w Beverly Hills w Kalifornii.

## Nagrody i nominacje
W trakcie 62-letniej kariery był laureatem wielu nagród i wyróżnień za swoją pracę filmową. Uzyskał m.in. pięć nominacji do nagrody Akademii Filmowej, z czego zdobył jedną statuetkę – za rolę Atticusa Fincha w filmie Zabić drozda (1962). Otrzymał też Davida di Donatello, nagrodę Stowarzyszenia Nowojorskich Krytyków Filmowych i trzy Złote Globy. Za wkład w rozwój i kulturę sztuki filmowej przyznawano mu nagrody stanowiące podsumowanie dorobku artystycznego – w tym m.in. nagrodę Cecila B. DeMille’a (1969), George Eastman Award (1987), AFI Life Achievement Award (1989), Kennedy Center Honors (1991), Honorowego Złotego Niedźwiedzia (1993), Honorowego Cezara (1995) i specjalnego Davida di Donatello (2003).

### Odznaczenia i tytuły
20 stycznia 1969, za „wniesioną godność do zawodu aktora, energię, talenty i oddanie sprawom, które poprawiły życie ludzi”, Lyndon B. Johnson nadał mu najwyższe cywilne odznaczenie – Prezydencki Medal Wolności. 7 września 1977 Michel d’Ornano, minister kultury Francji, odznaczył go Orderem Sztuki i Literatury w klasie Komandora za „znaczący wkład w sztukę”. 14 lipca 1993 konsulat francuski w Los Angeles wręczył mu, nadany przez François Mitterranda, Order Legii Honorowej w klasie Kawalera – w uznaniu za jego „wybitny wkład w kulturę i sztukę”. Dwa lata później Jacques Chirac przyznał mu Order Legii Honorowej w klasie Komandora. 28 października 1998 został uhonorowany przez Billa Clintona Narodowym Medalem Sztuki.
5 grudnia 1977 otrzymał od władz Franklin & Marshall College (F&M) w Lancaster w stanie Pensylwania tytuł doktora honoris causa w dziedzinie nauk humanistycznych. W 2000 University College Dublin (UCD) nadał mu ten sam tytuł w dziedzinie literatury (sześć lat wcześniej Peck ustanowił na uczelni stypendium dla młodych filmowców).